# Biserica de lemn din Glod

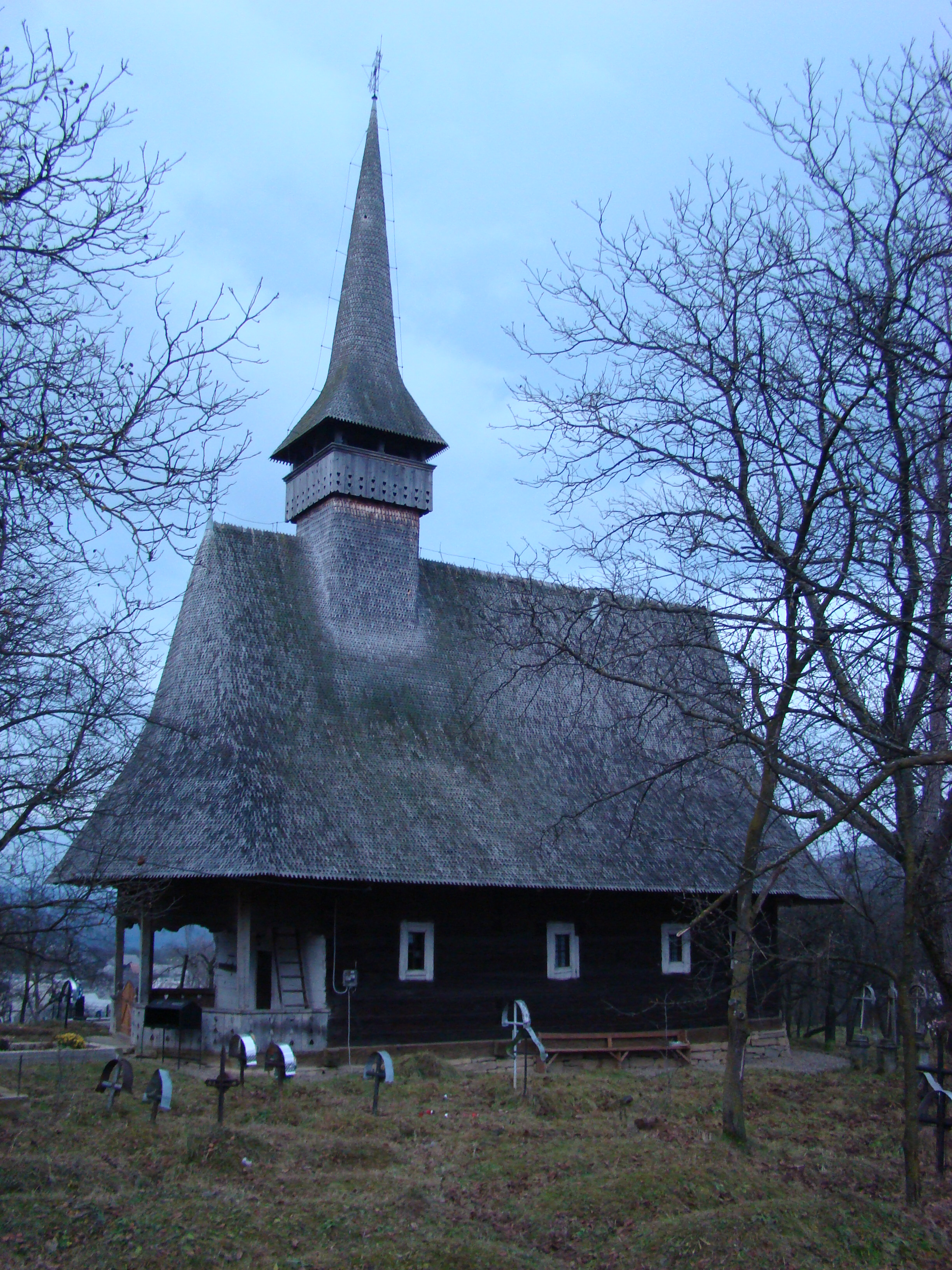
Biserica de lemn „Sfântul Nicolae” din Glod, comuna Strâmtura, județul Maramureș, foto: noiembrie 2009.

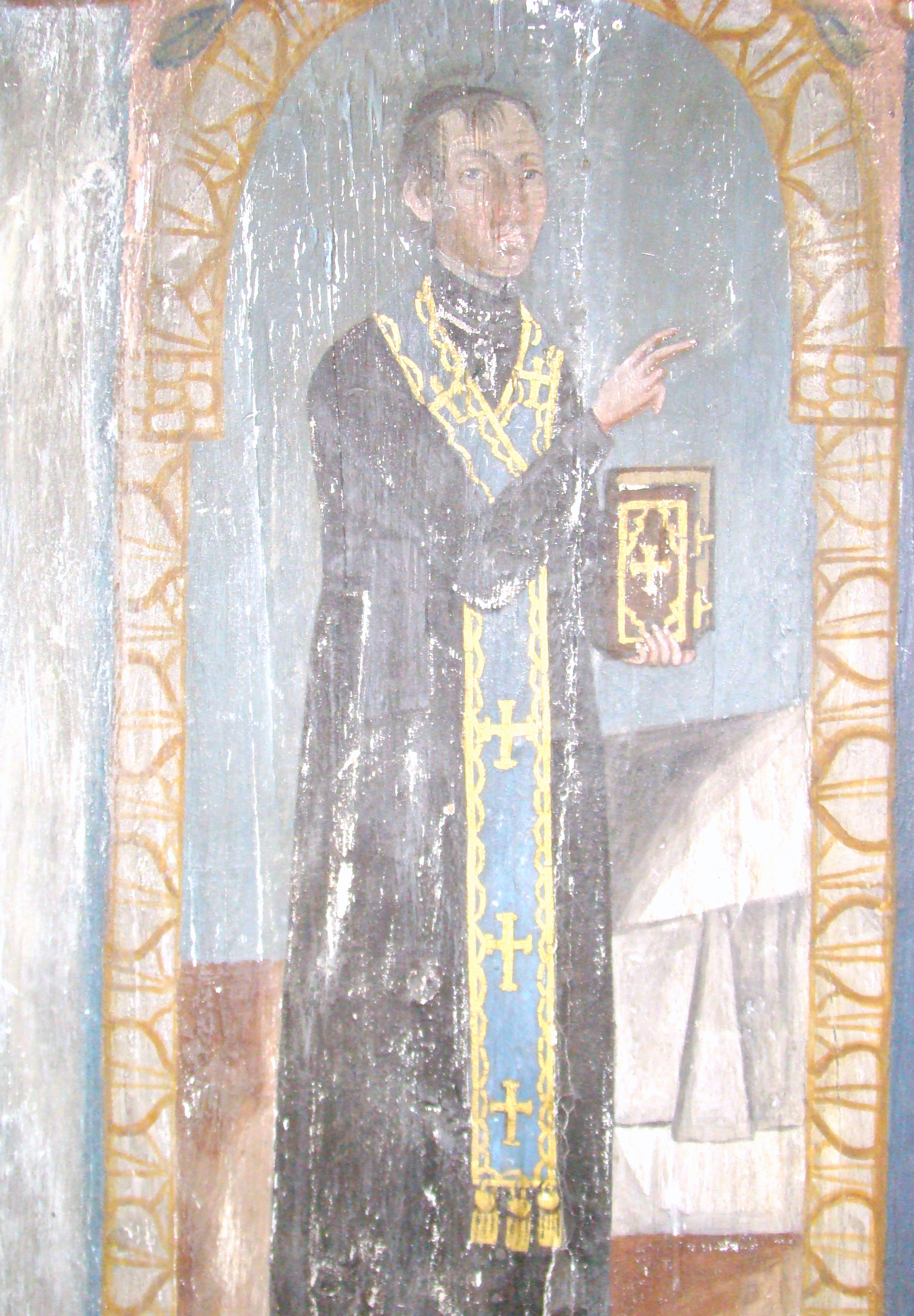
Autoportretul preotului-pictor Tivadar Vasile

Biserica de lemn din Glod, comuna Strâmtura, județul Maramureș a fost construită în jurul anului 1700 . Lăcașul are hramul „Sfântul Nicolae” și figurează pe lista monumentelor istorice, cod LMI MM-II-m-A-04581.

## Istoric și trăsături
Satul Glod este situat pe valea Slătioarei, afluent al Izei, între Bârsana și Strâmtura. Se afla chiar pe limita de nord-vest a cnezatului de vale al bogdăneștilor, valea Slătioarei fiind la 1353 hotarul domeniului fiilor lui Iuga. Urmașii lui Iuga stăpânesc la 1418 o possessio „Mochyar”, pomenită alături de celelalte sate de pe același domeniu. Identitatea Glod-Mocsar (în traducere) este confirmată de mutarea limitei domeniului, înainte de 1411, de pe valea Slătioarei pe creasta dealurilor dinspre Cosău. Situat pe un hotar mai vechi, Glodul nu poate data decât de la sfârșitul veacului al XIV-lea. În centrul localității se înalță biserica de lemn „Sfântul Nicolae”, construită probabil în prima jumătate a secolului XVIII, împodobită cu picturi lucrate, în anul 1829, de însuși parohul satului, Tivadar Vasile, al cărui autoportret se păstrează în interiorul altarului. Adăpostește icoane pe lemn extrem de valoroase, din veacurile XVII și XVIII, mobilier, cărți, cruci de mână, icoane pe sticlă și alte valori patrimoniale. Din nefericire, la una din ultimele restaurări, interiorul lăcașului a fost zugrăvit în alb, acoperind din neatenție marginea iconostasului foarte frumos lucrat, iar în pridvor s-a procedat aidoma, cu o singură concesie datorată urmelor (atât de rar întâlnite) de frescă exterioară, care au fost ocolite aproximativ de bidineaua cu var. Biserica a fost recent renovată și se menține într-o stare destul de bună prin strădaniile preotului paroh.

## Imagini din interior

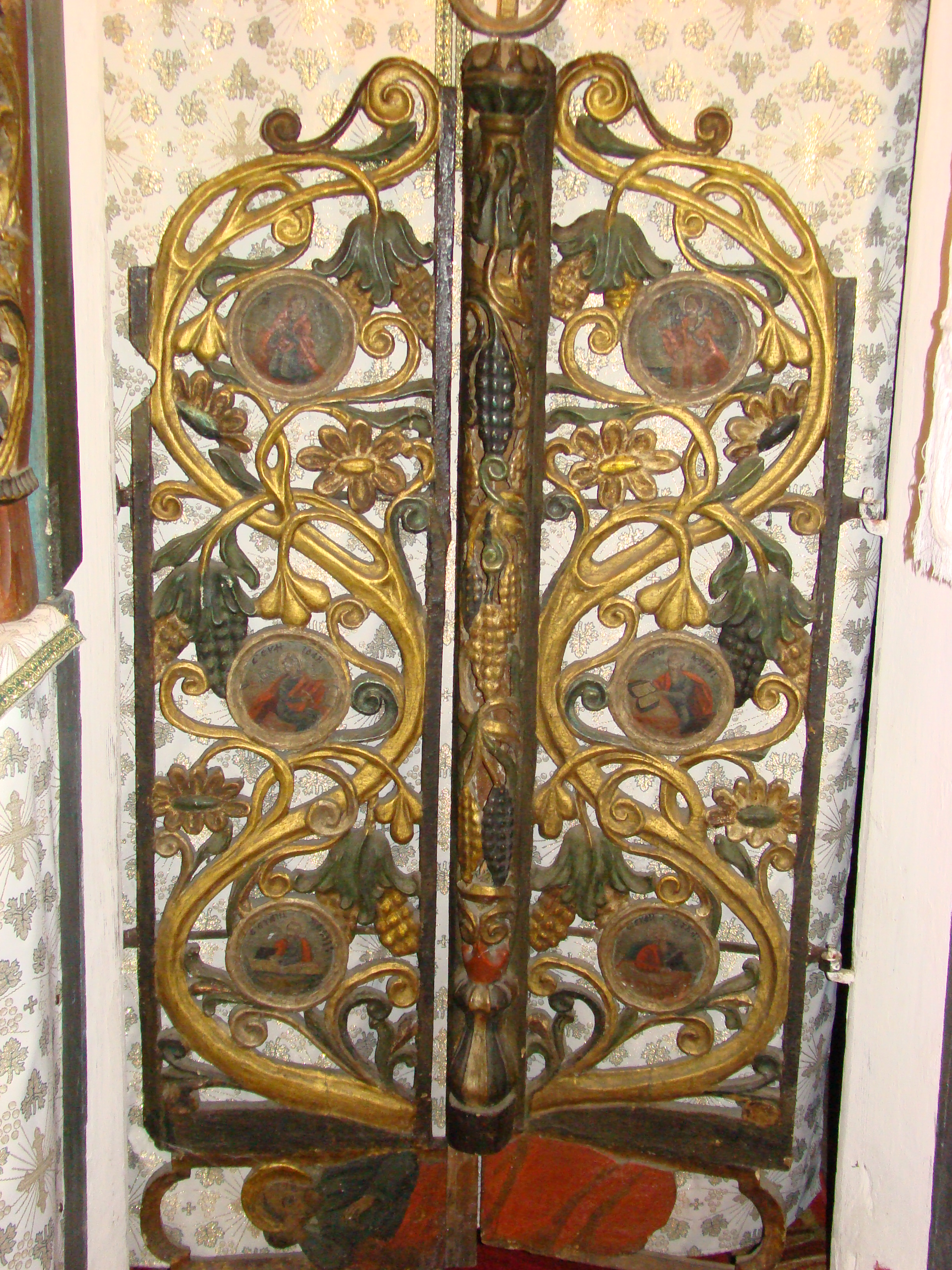
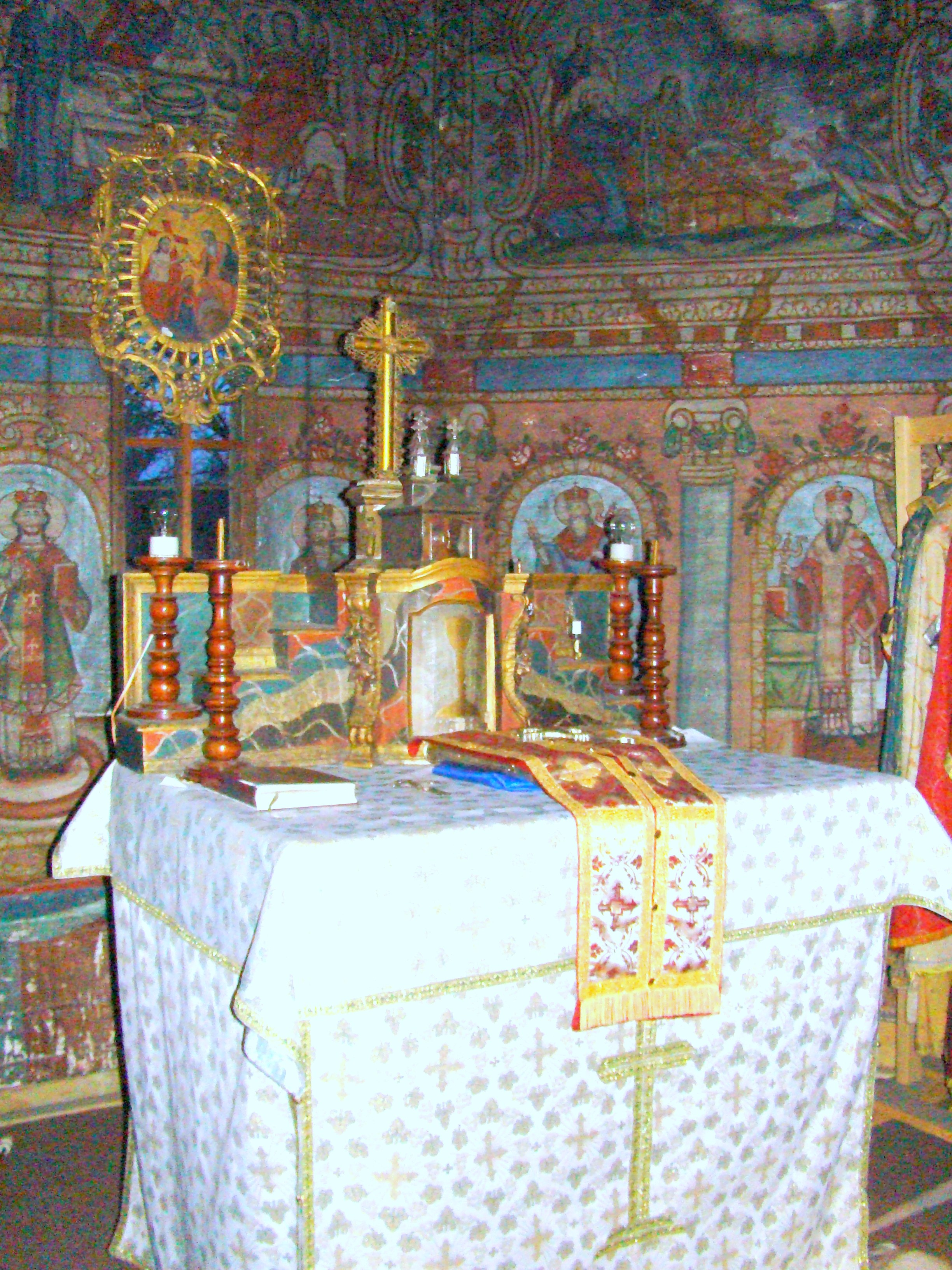
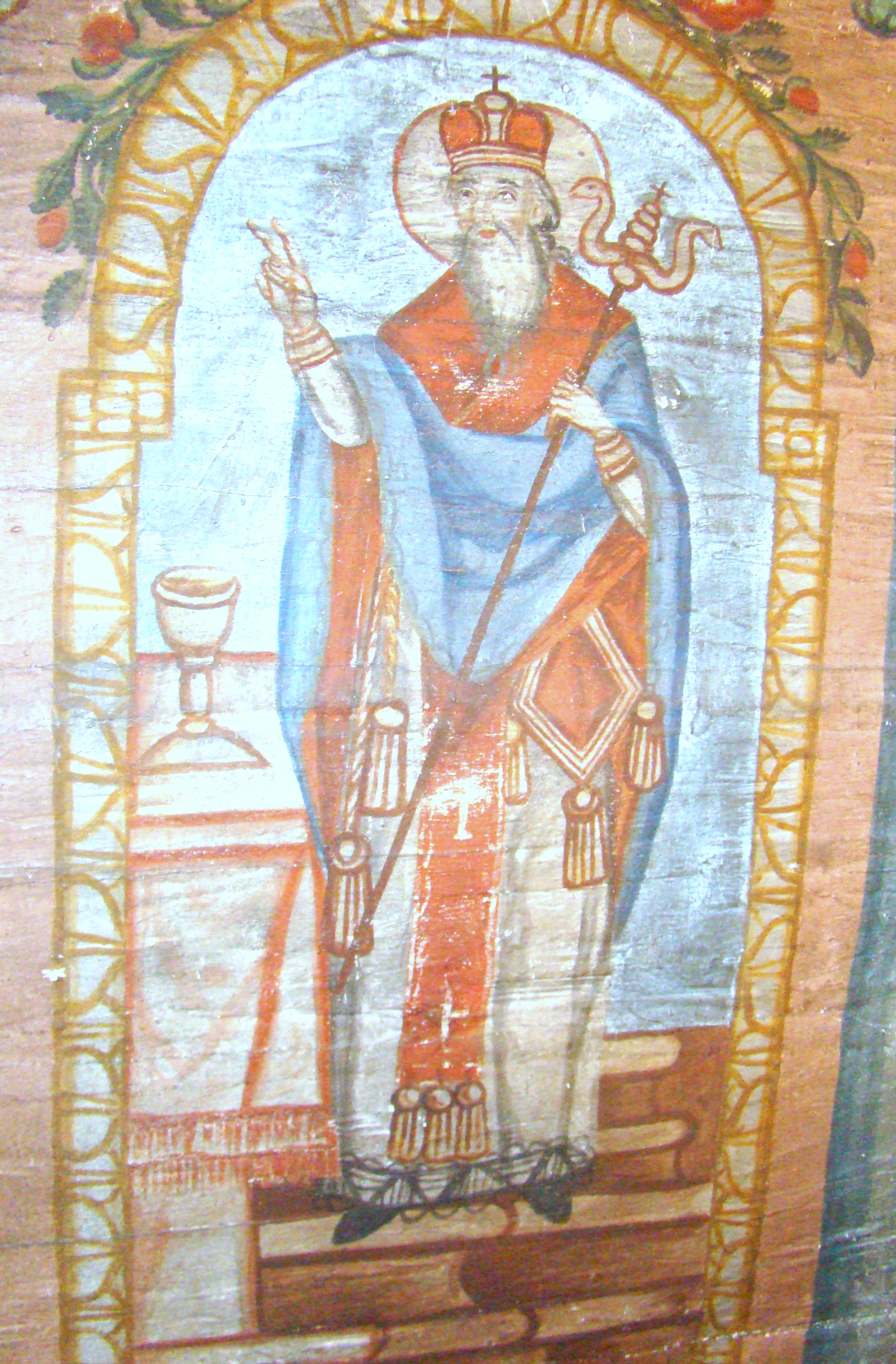
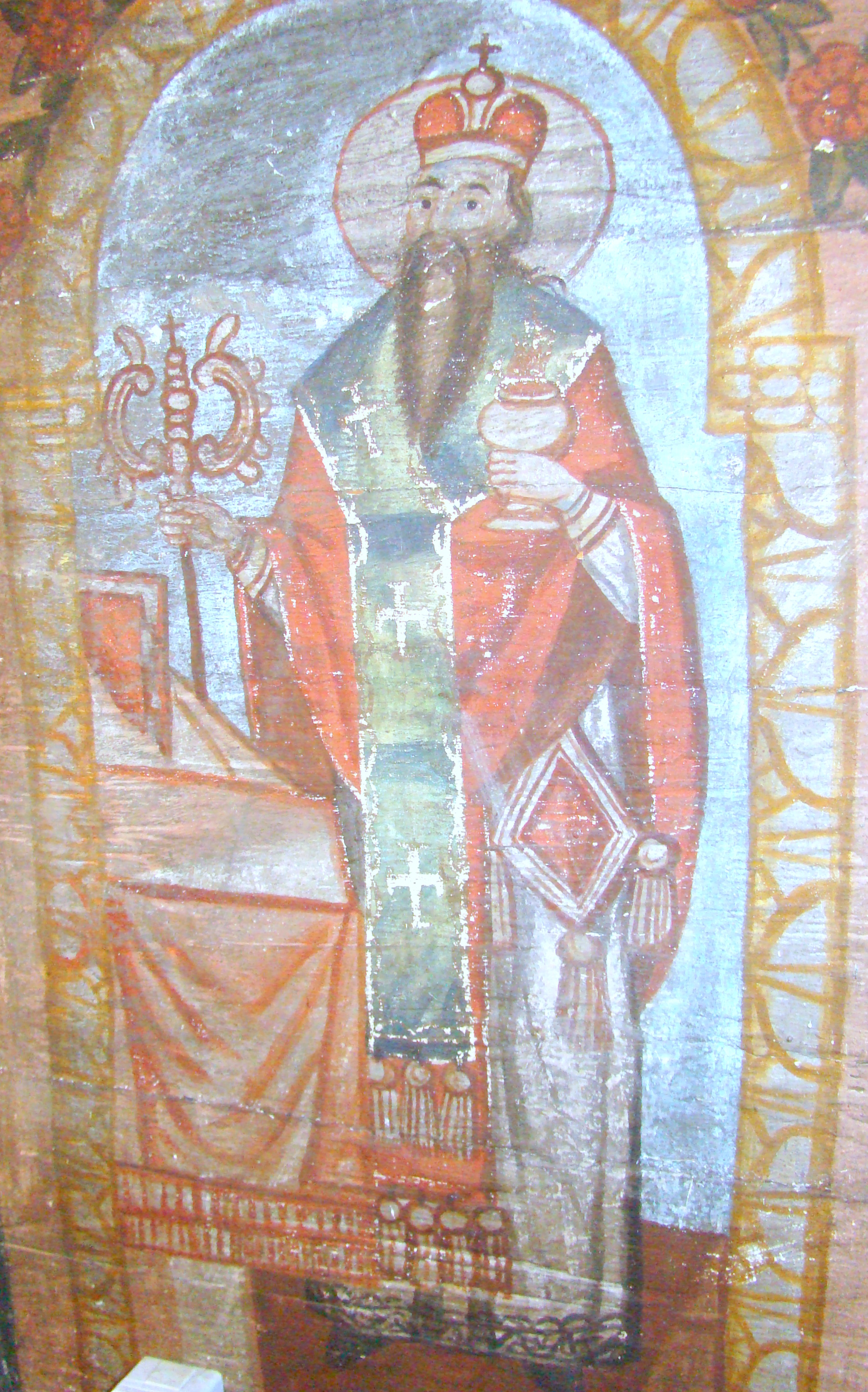
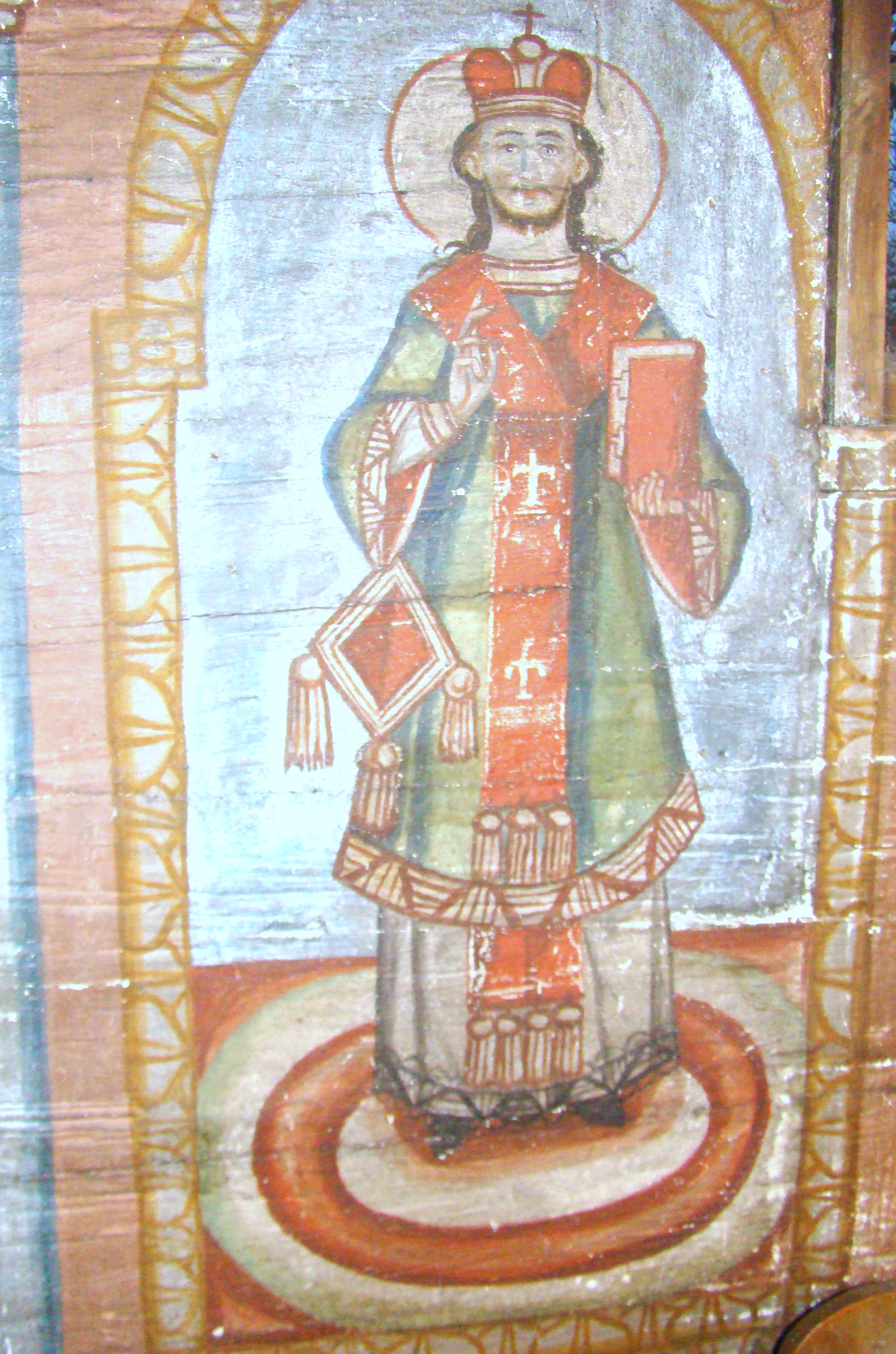
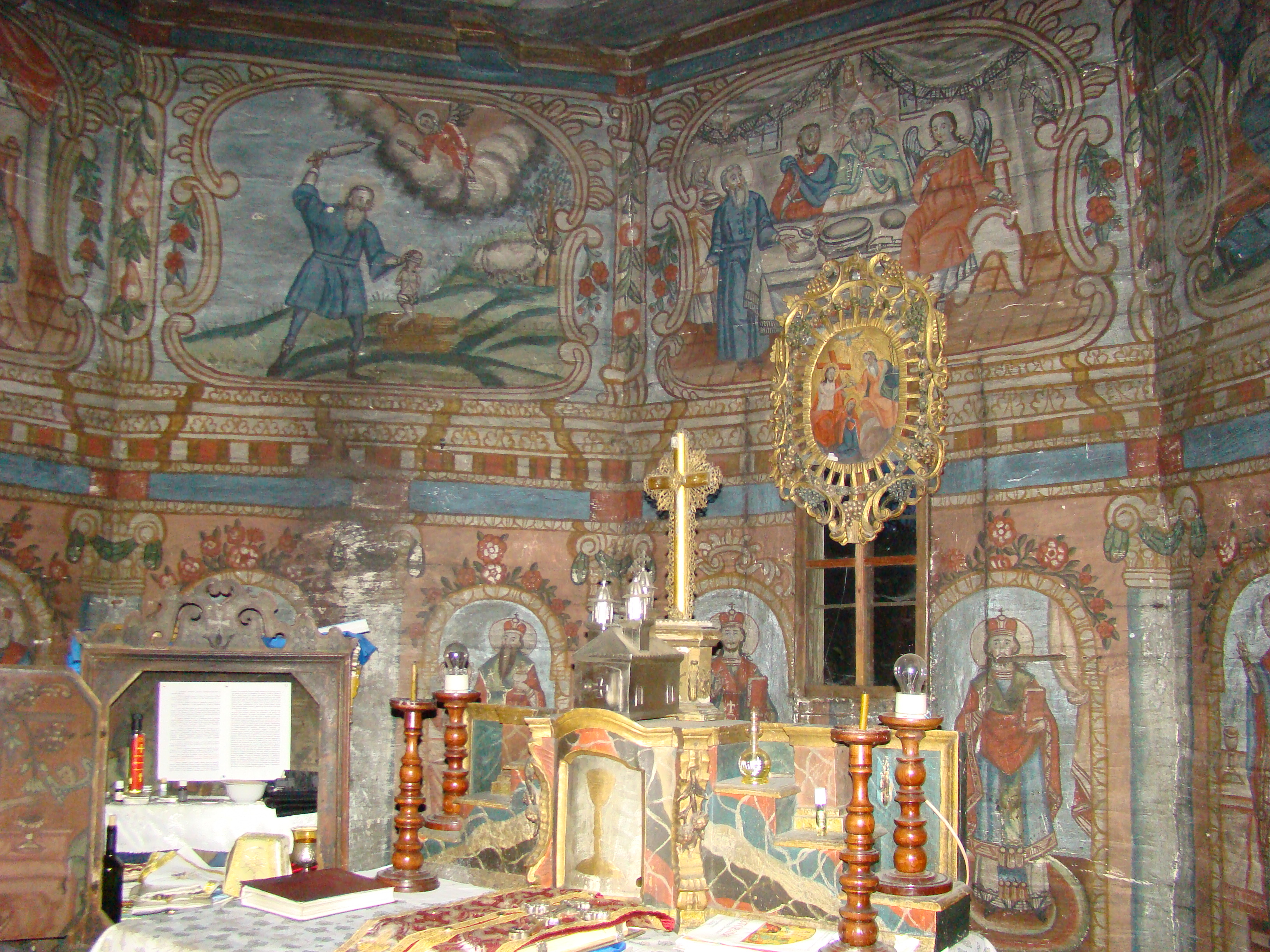
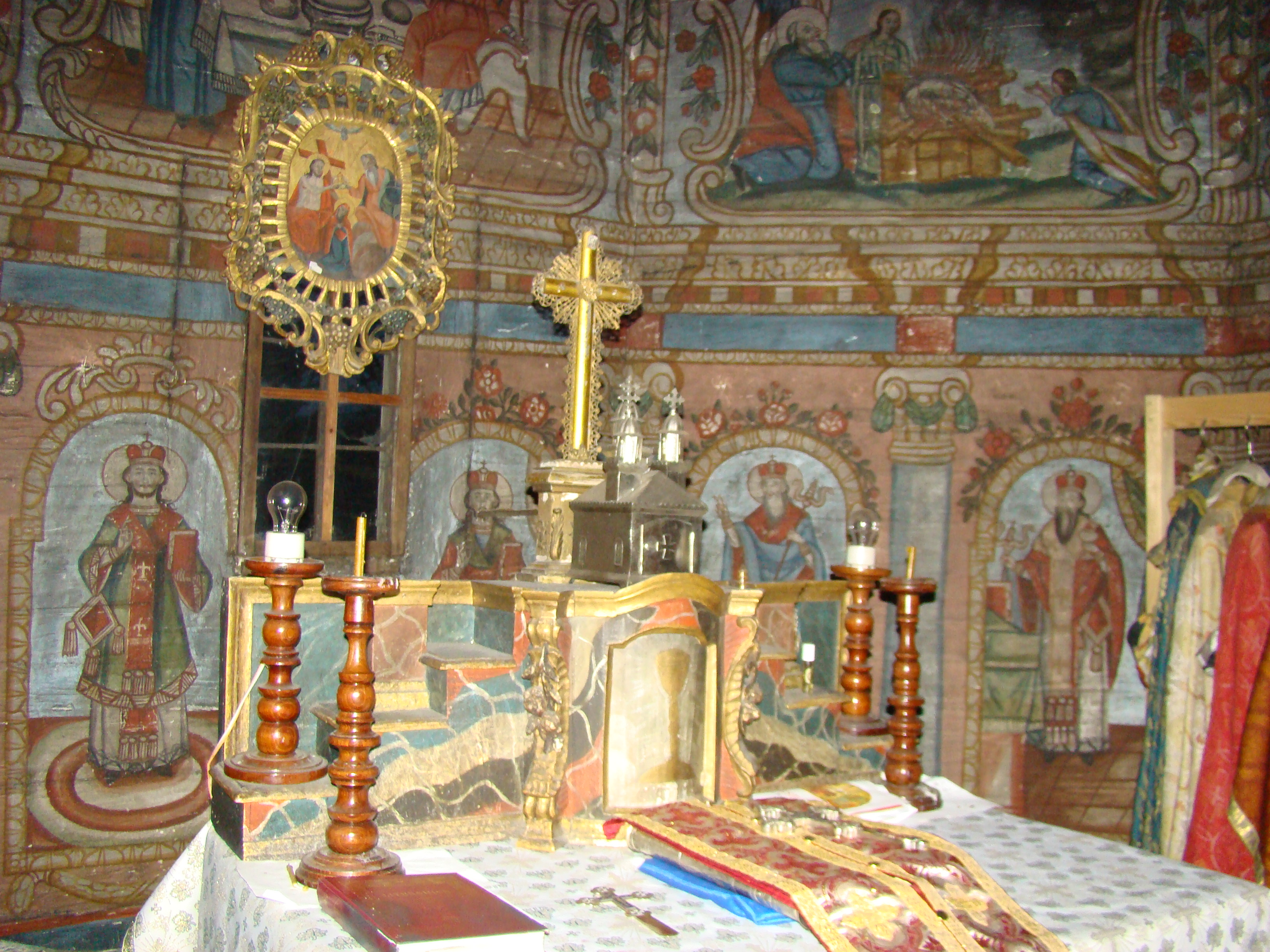
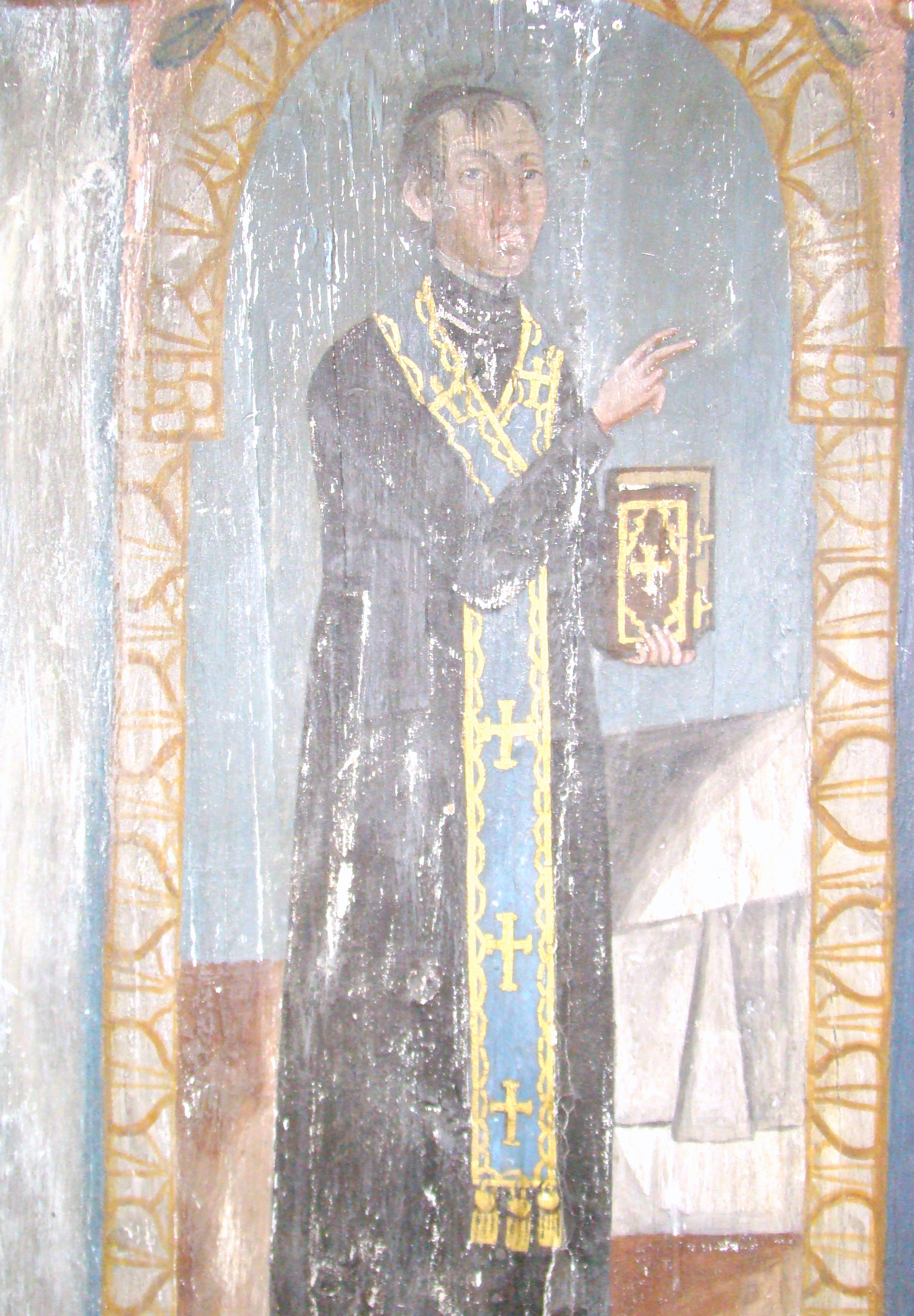
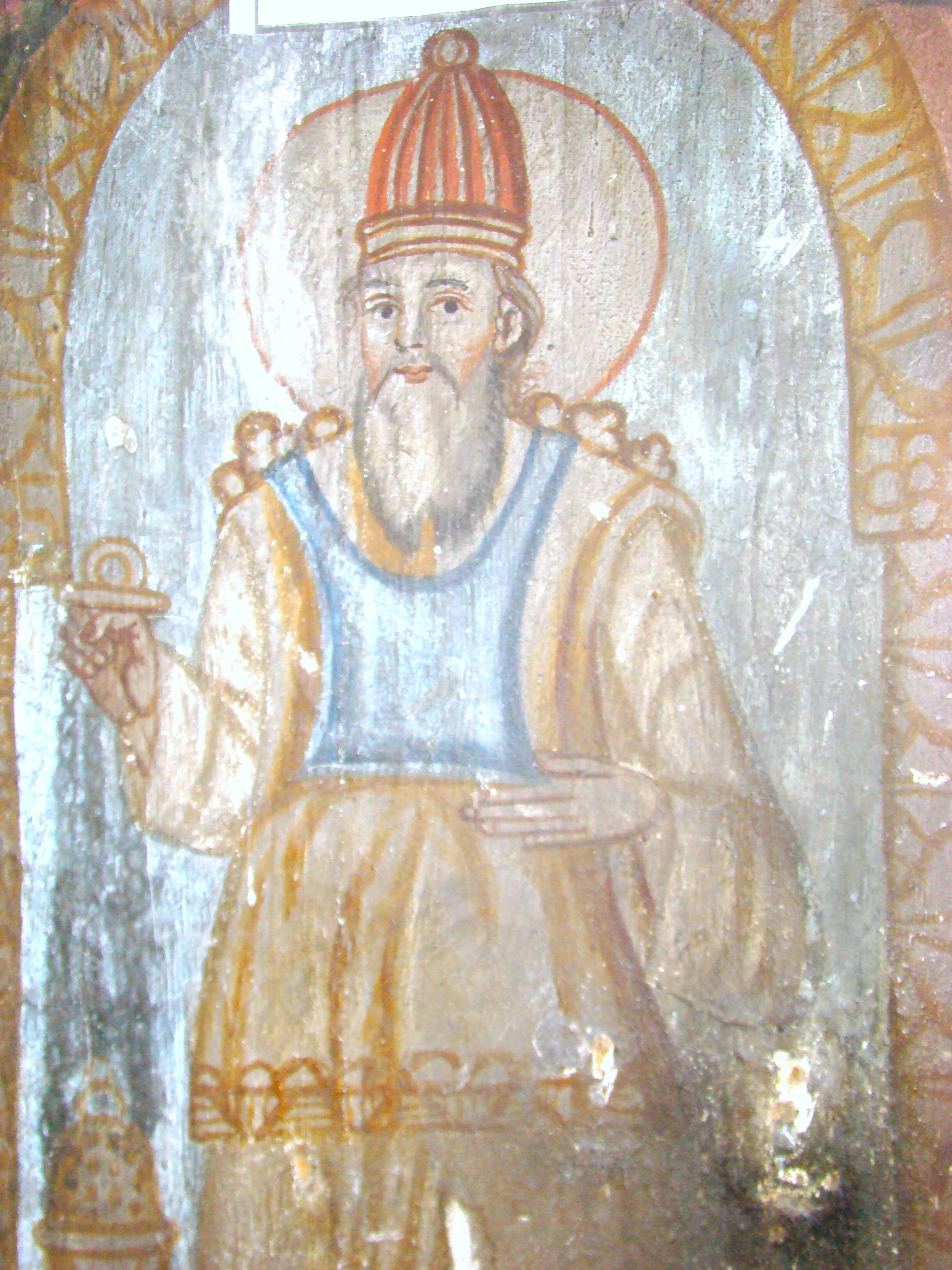
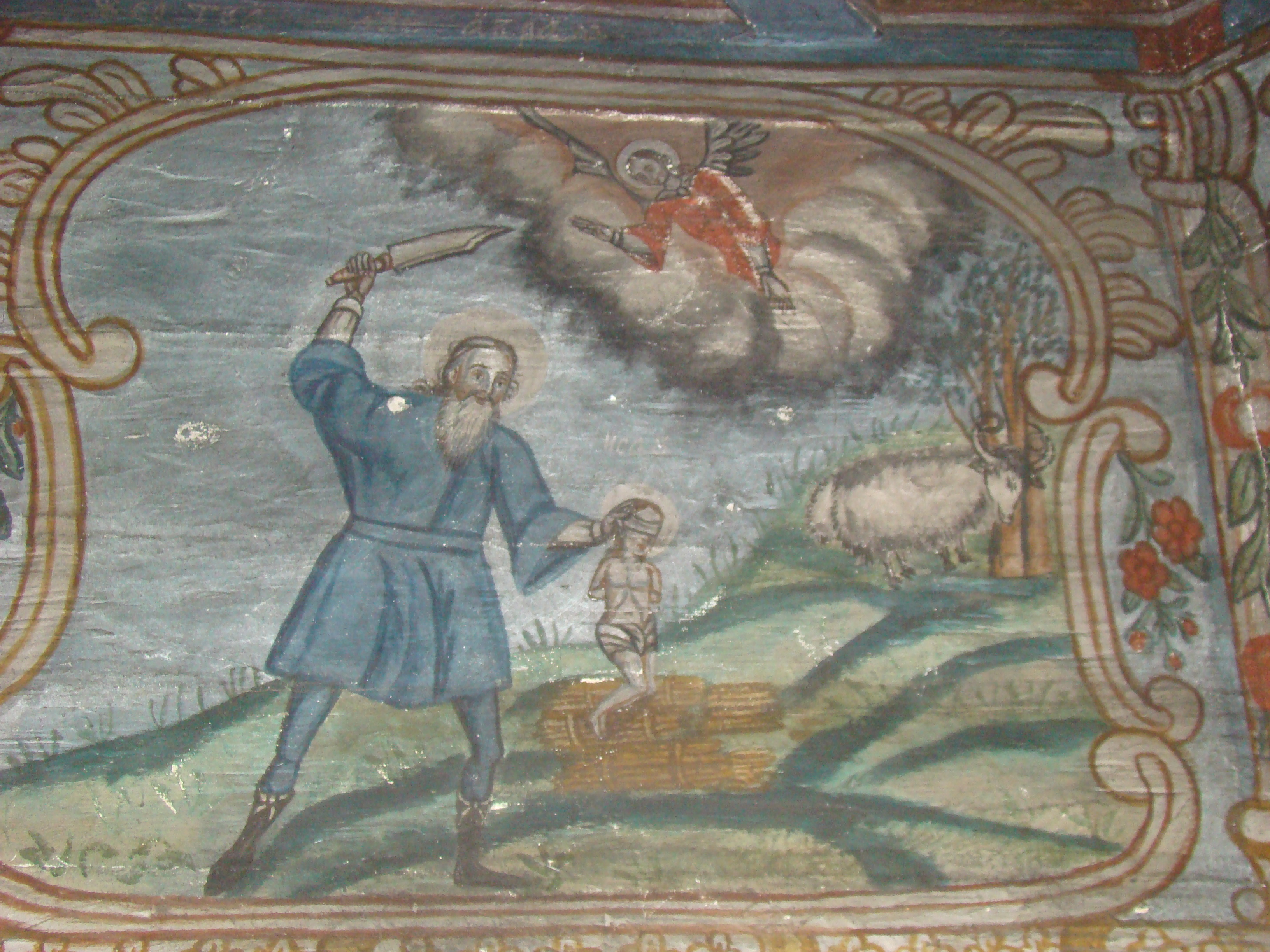
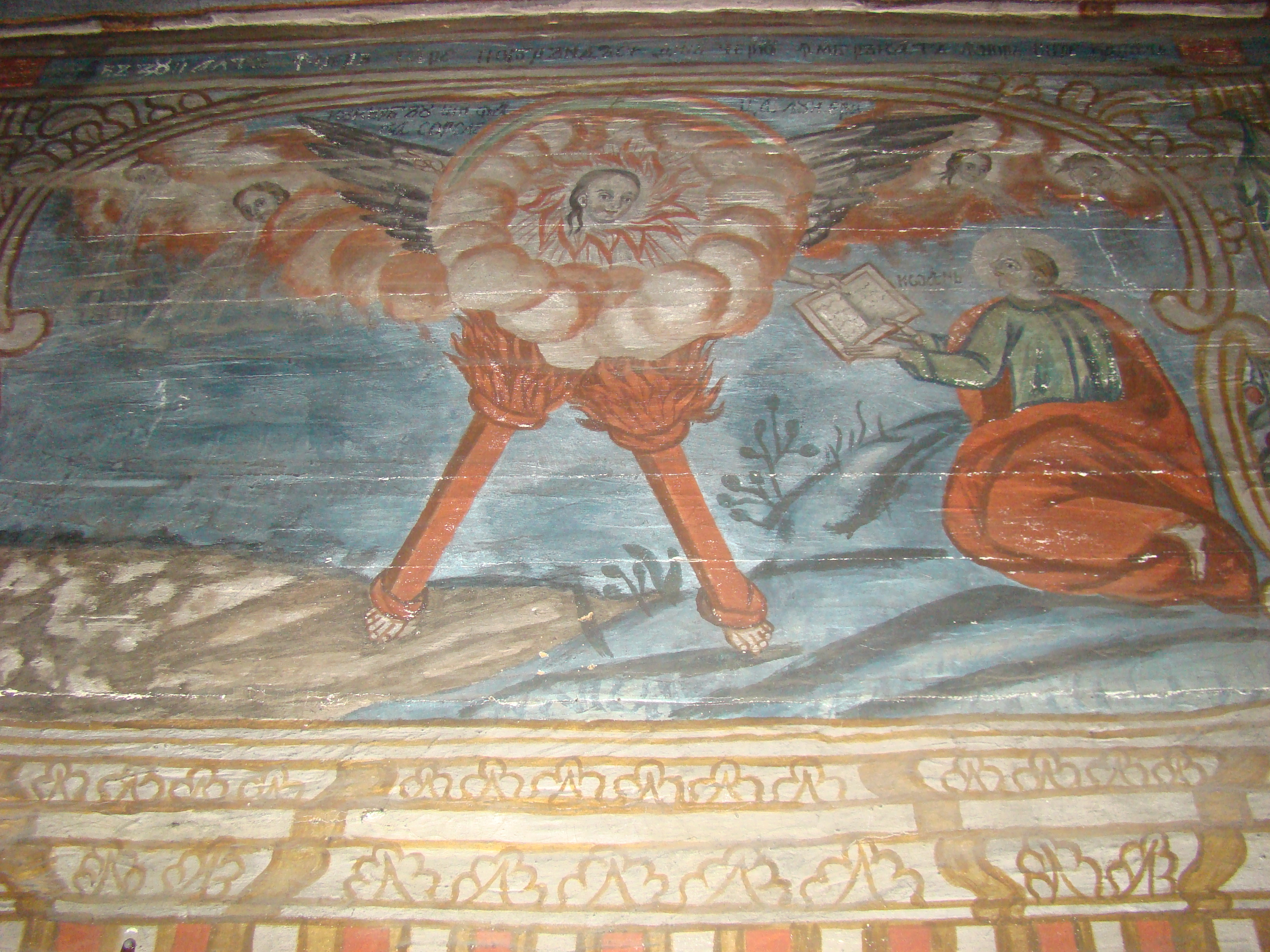
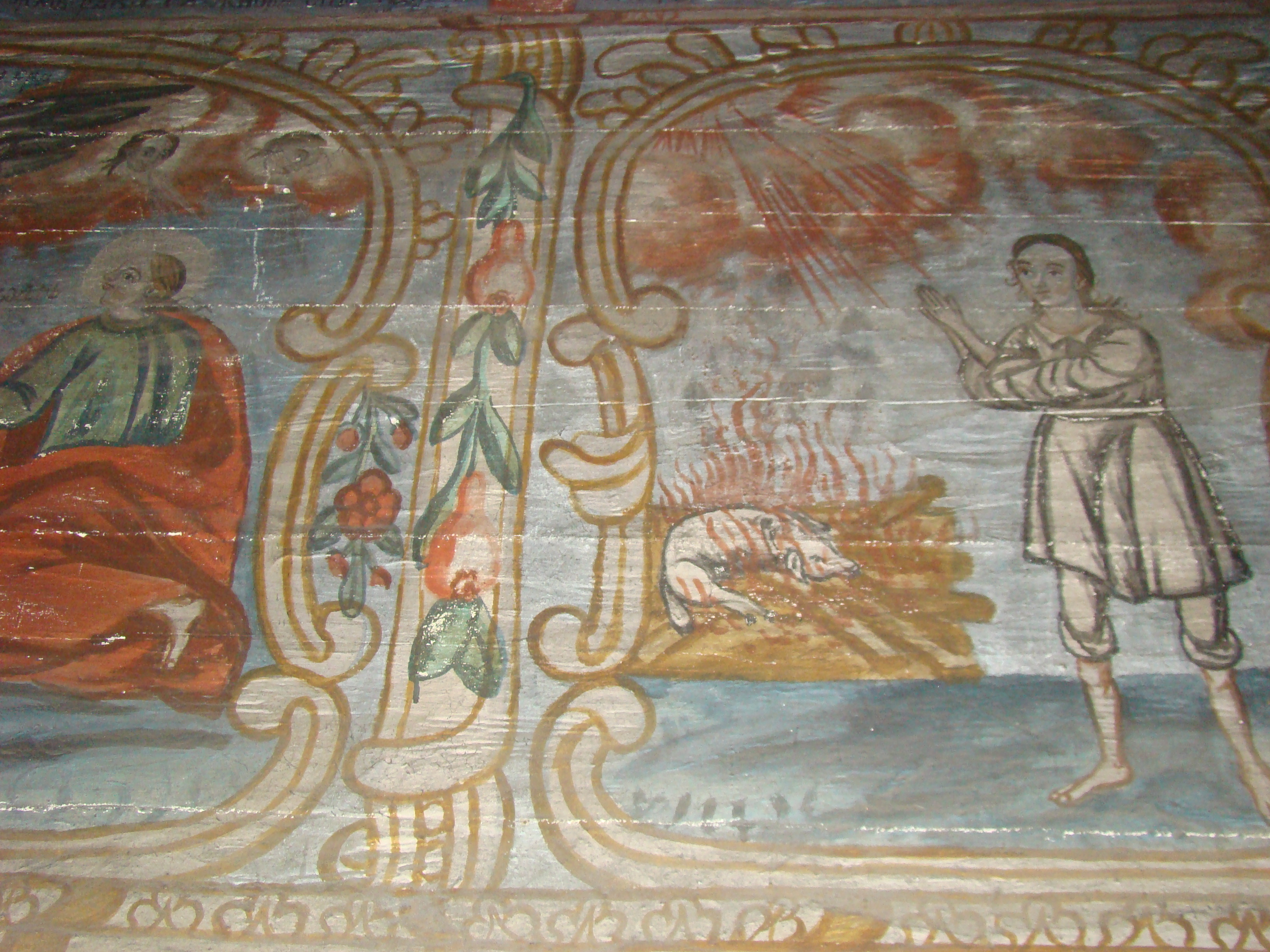
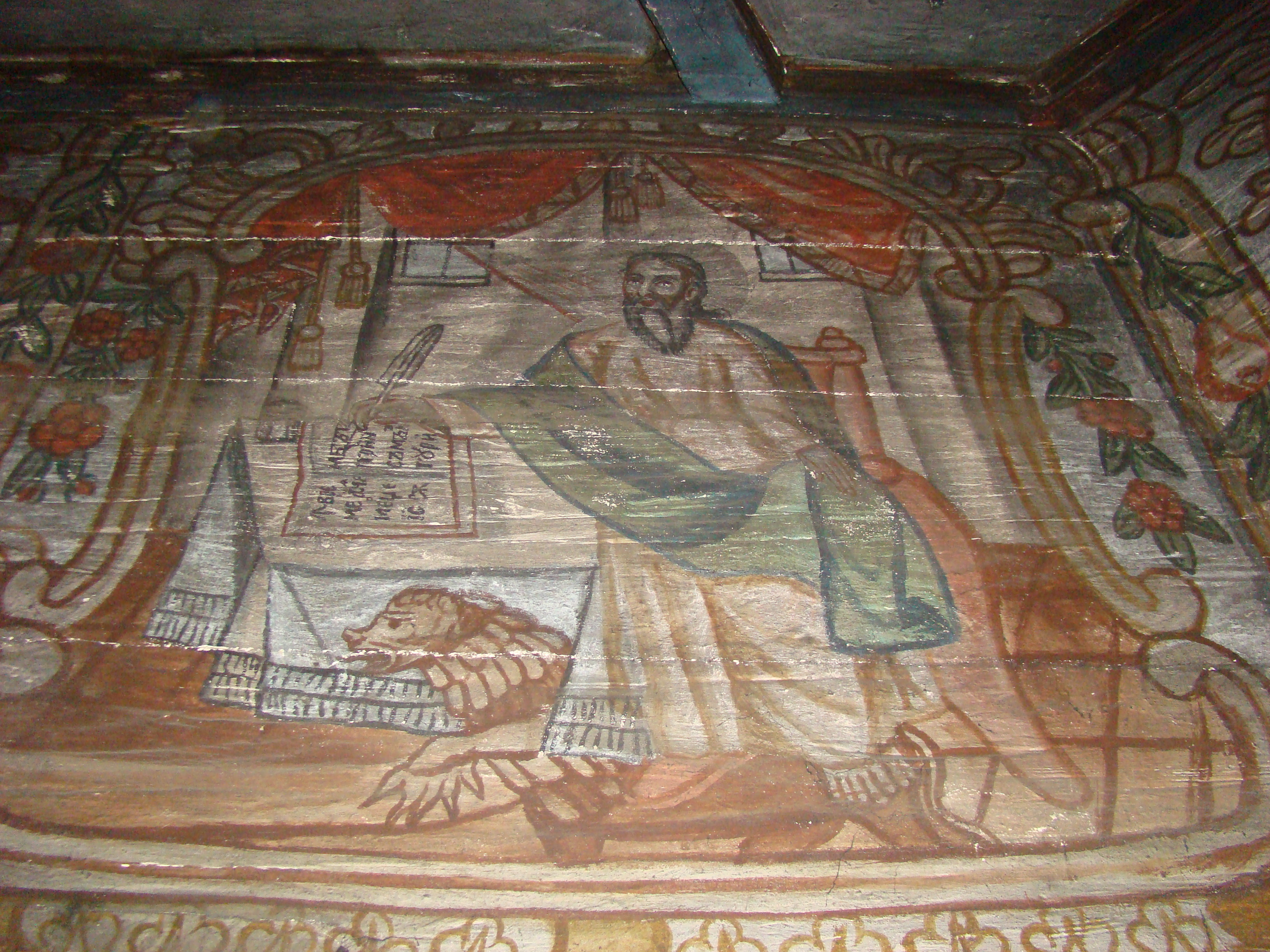
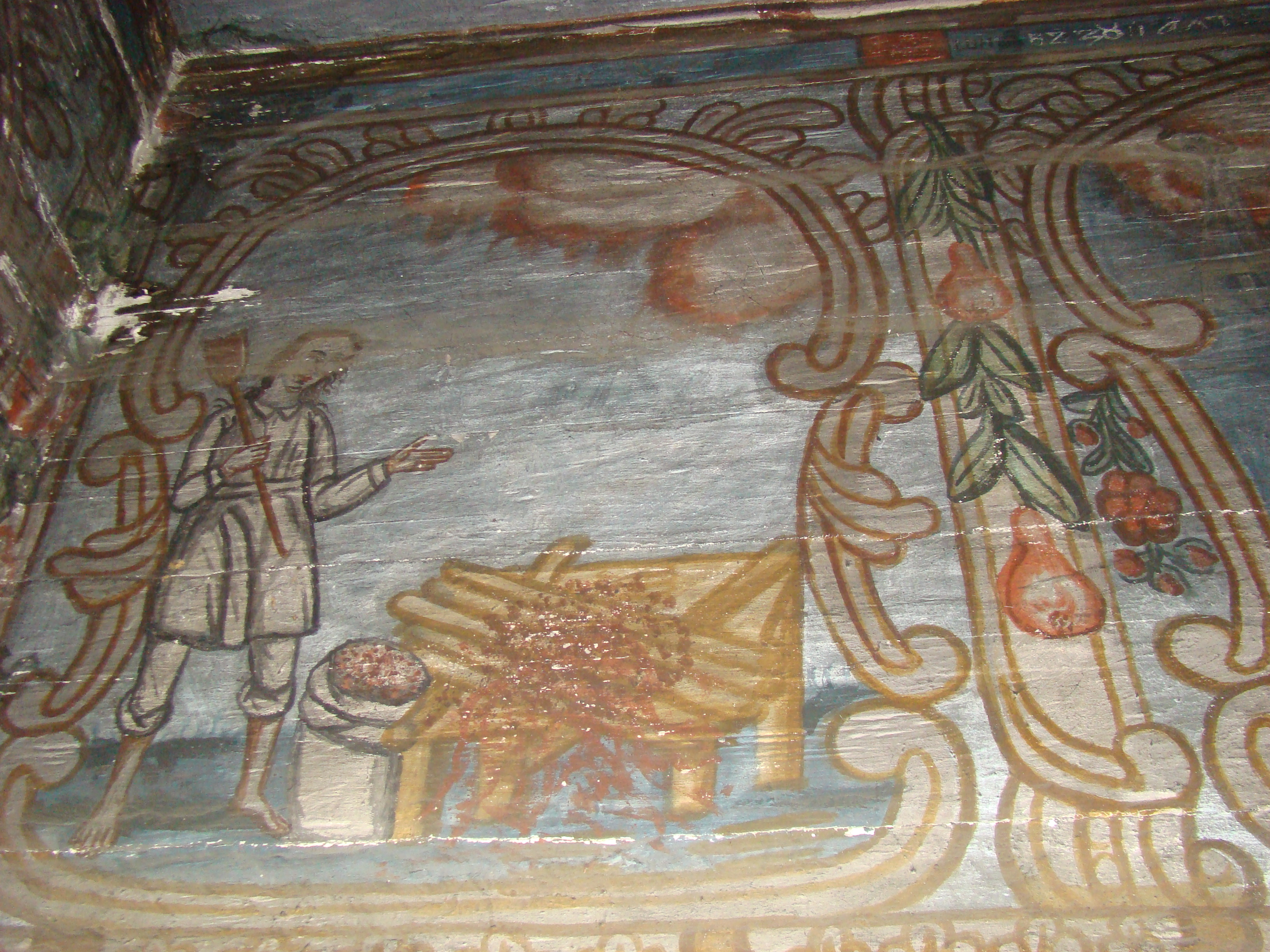
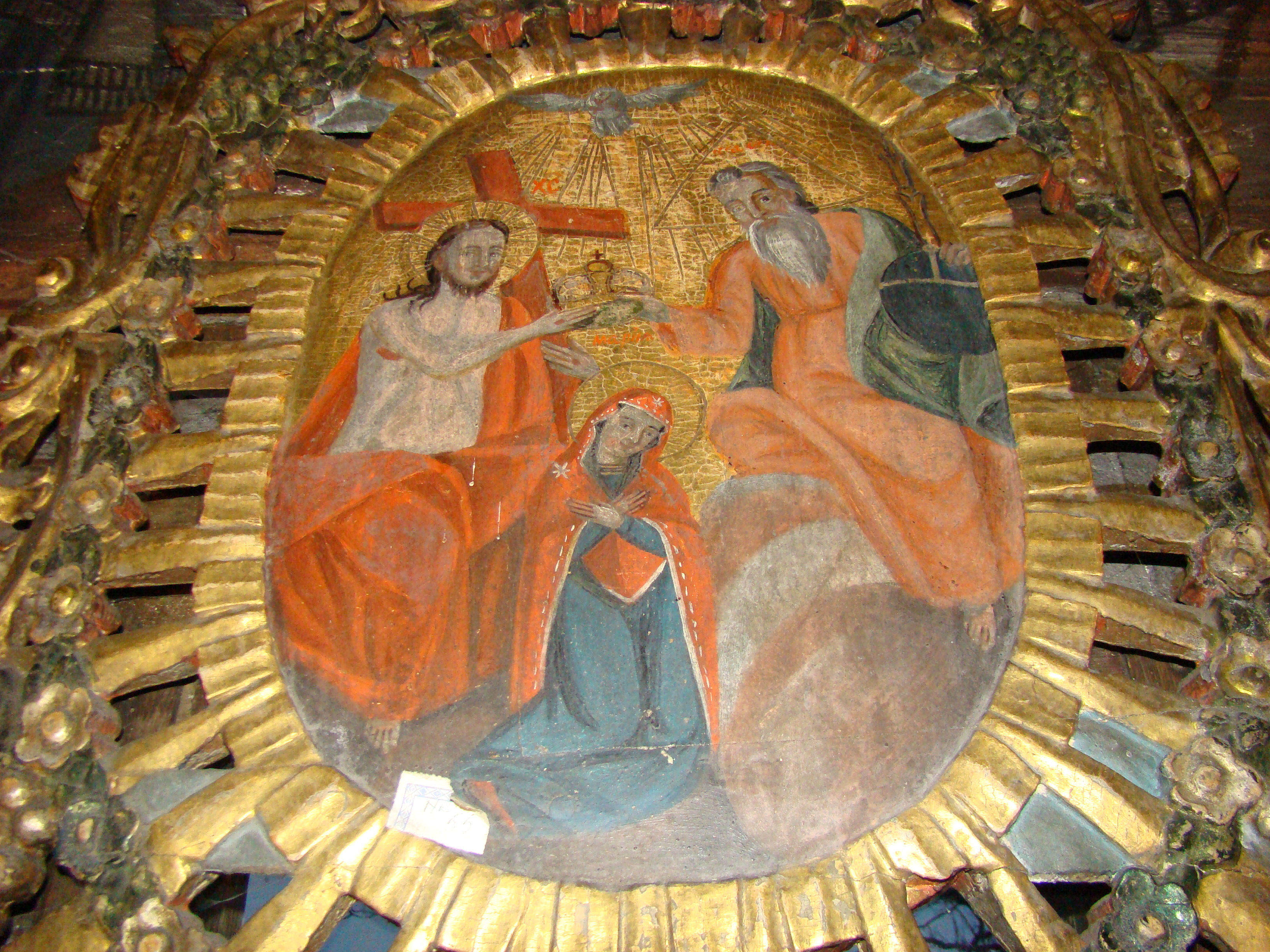
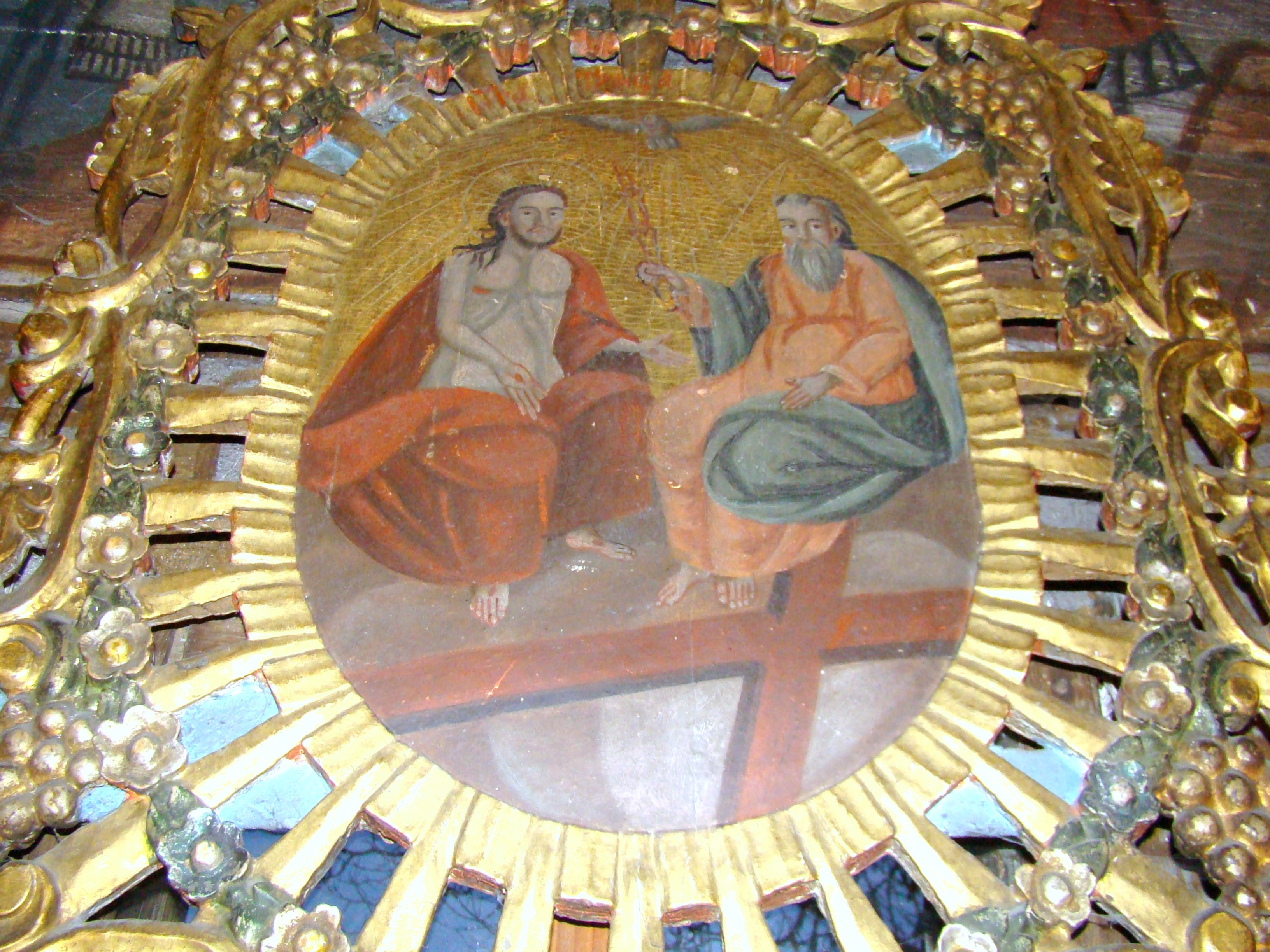
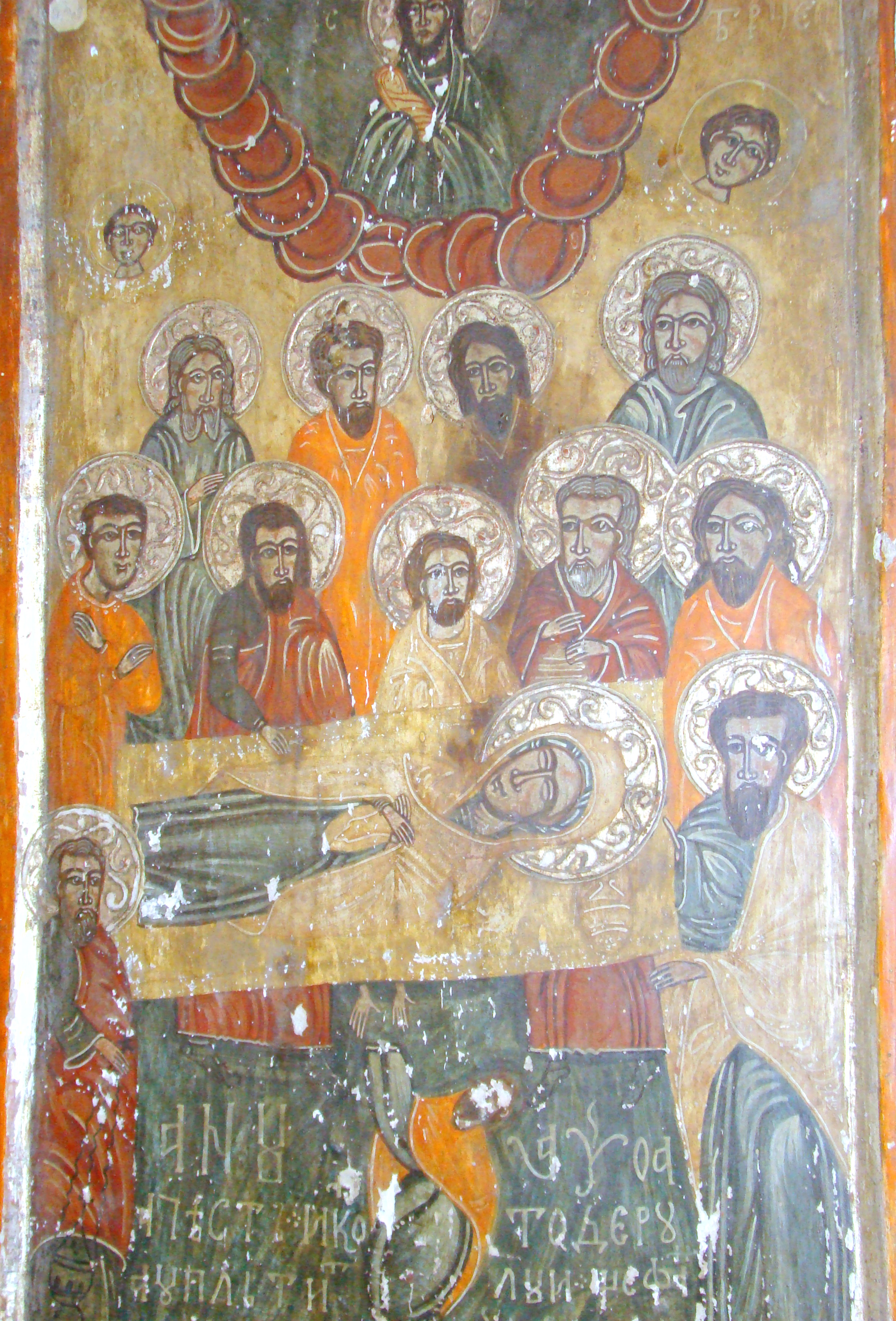
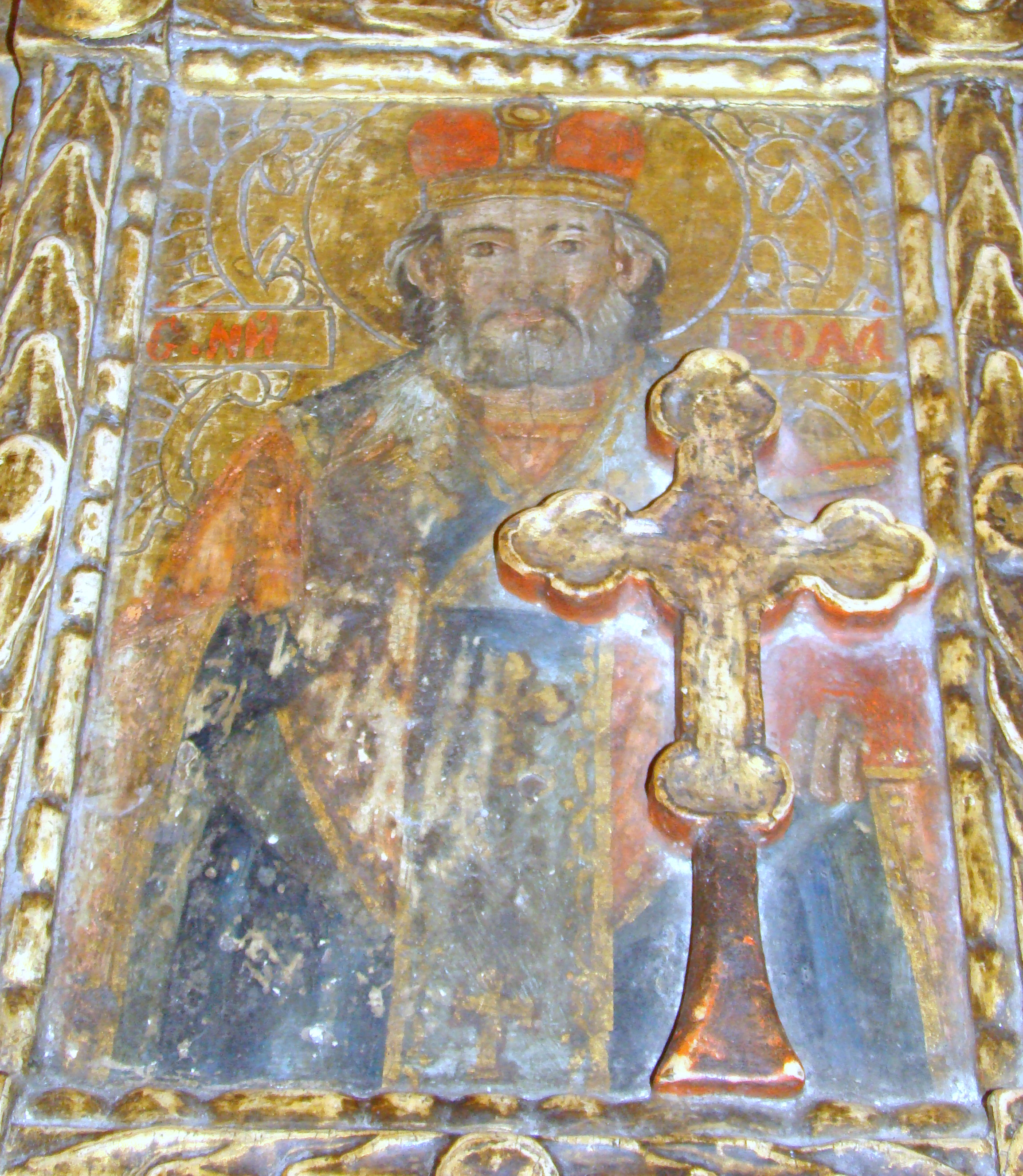
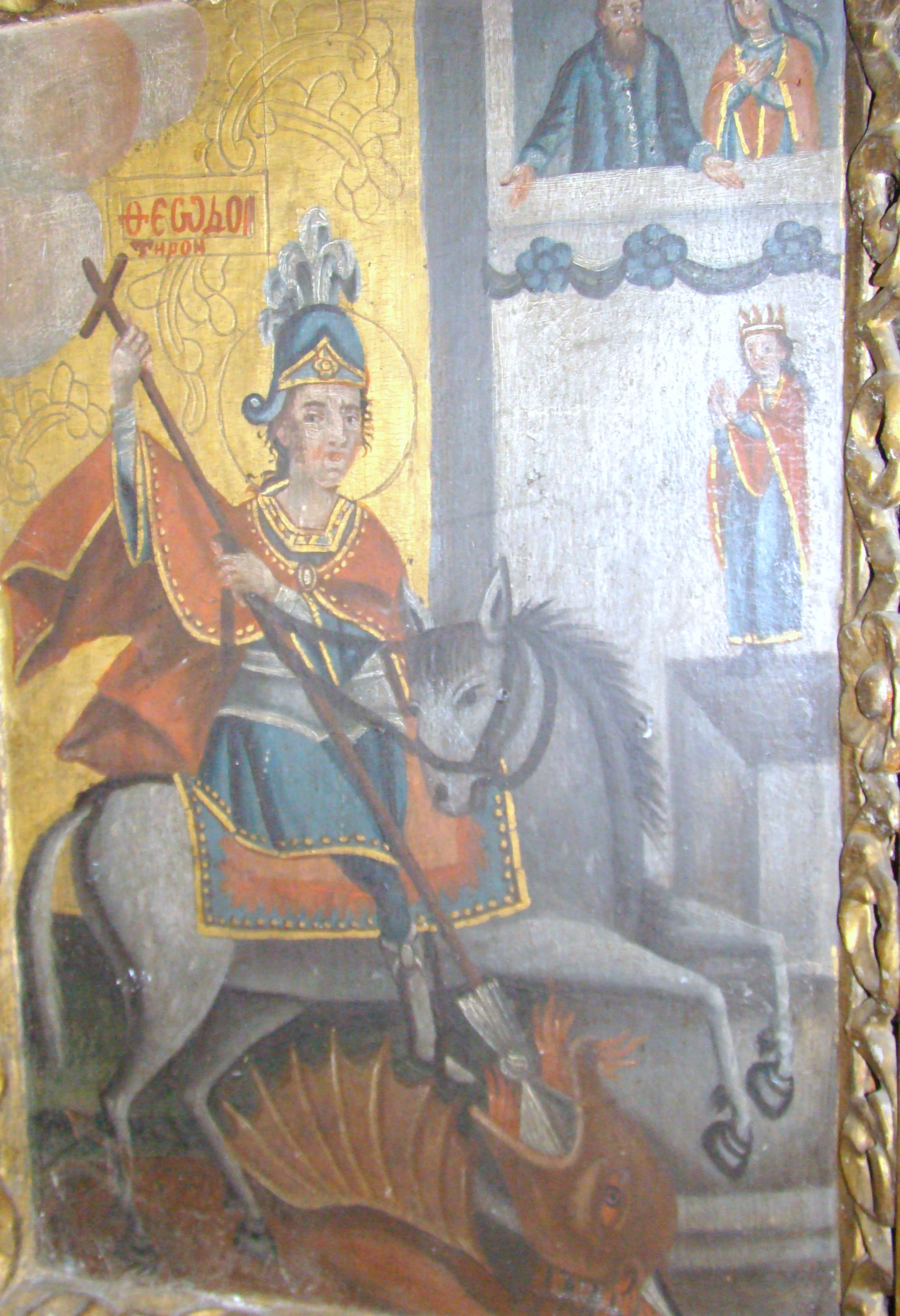
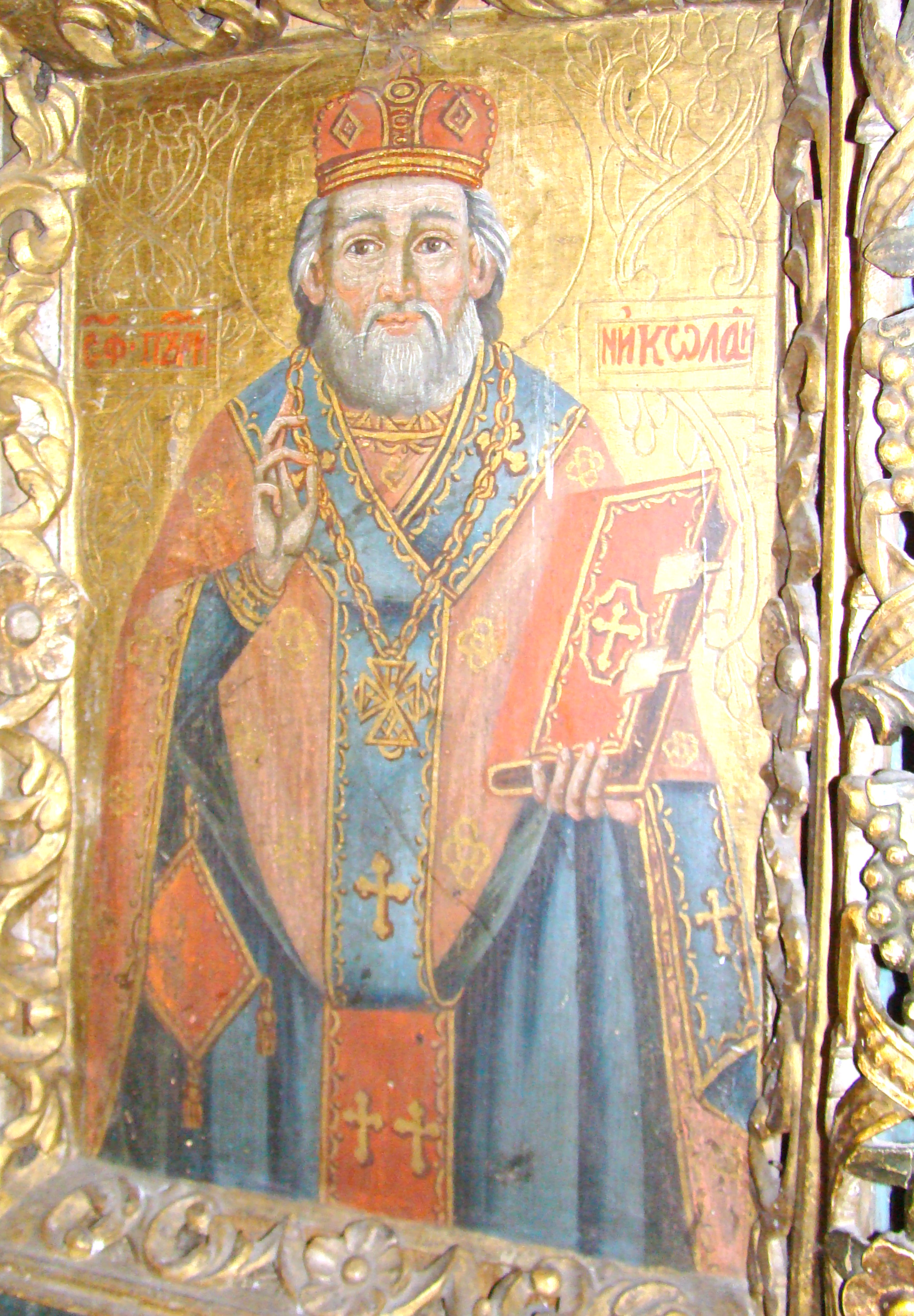
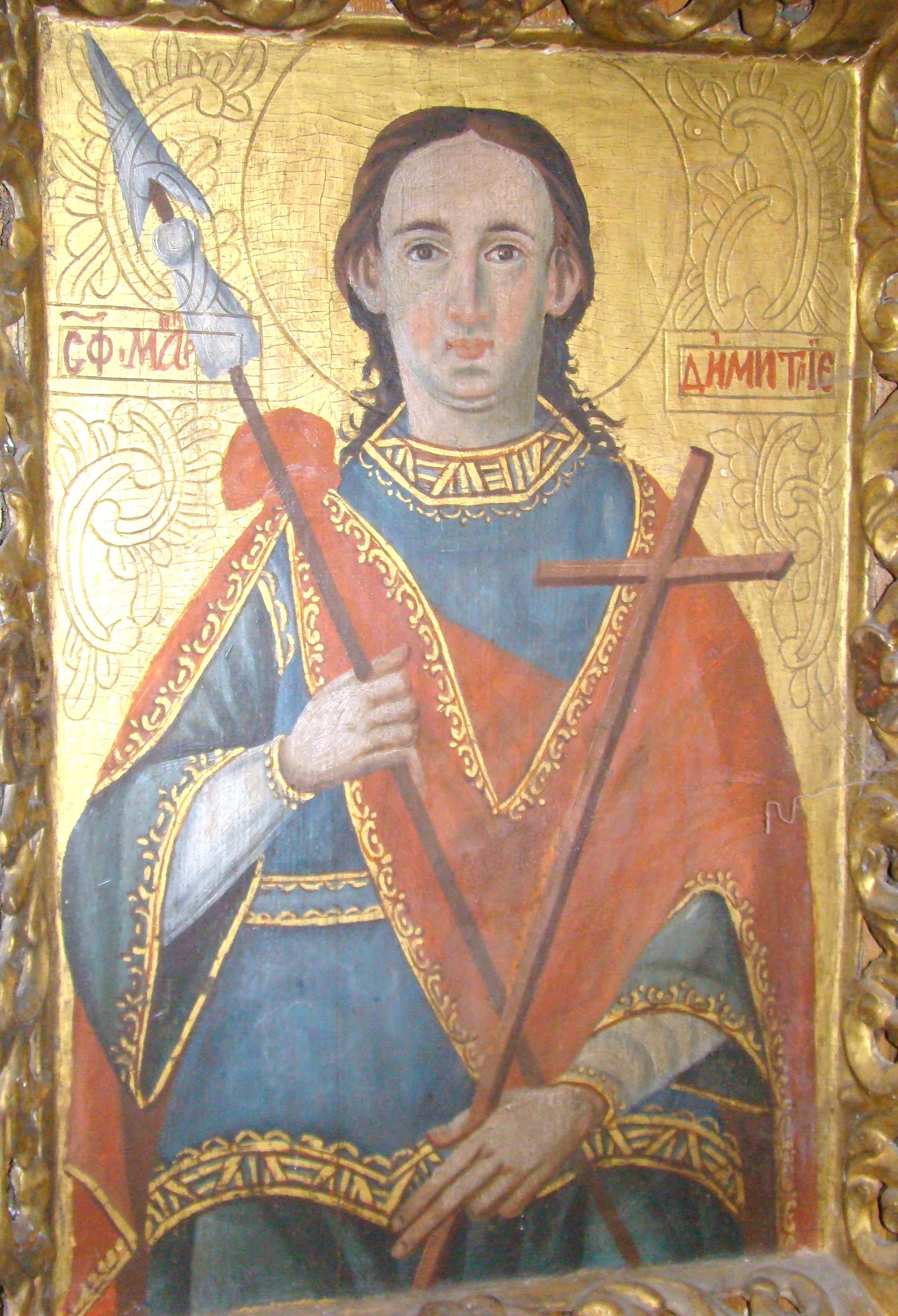
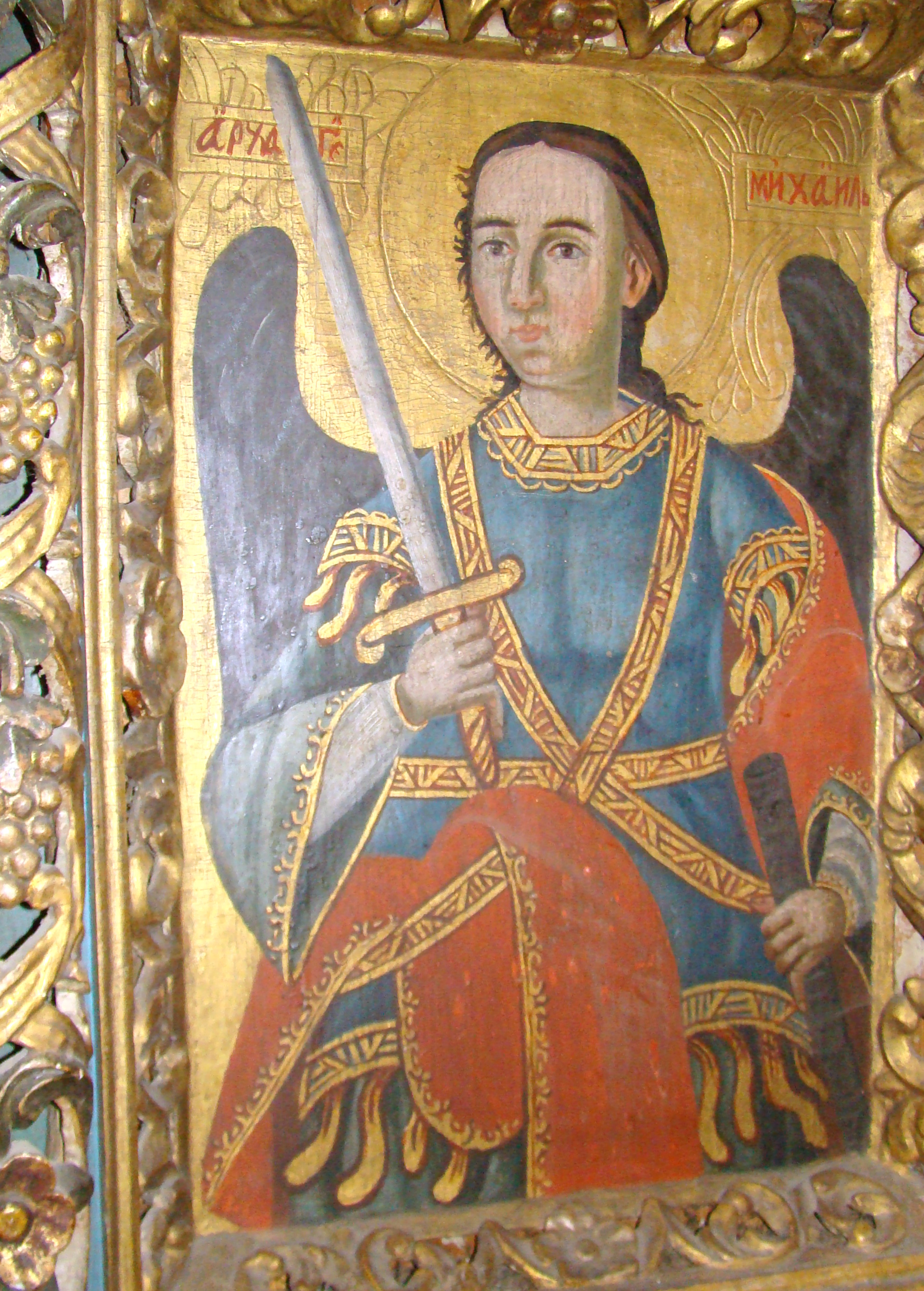
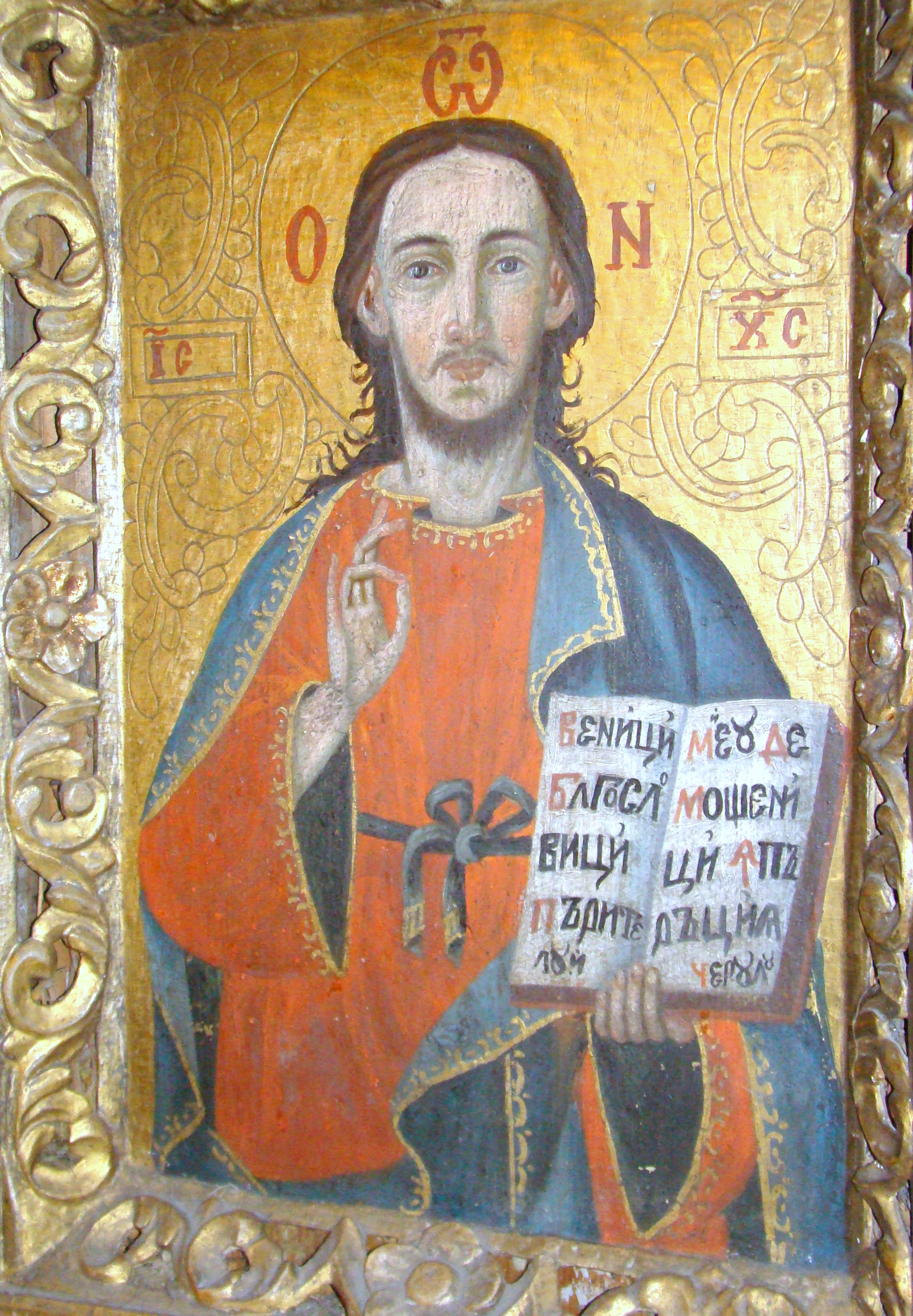
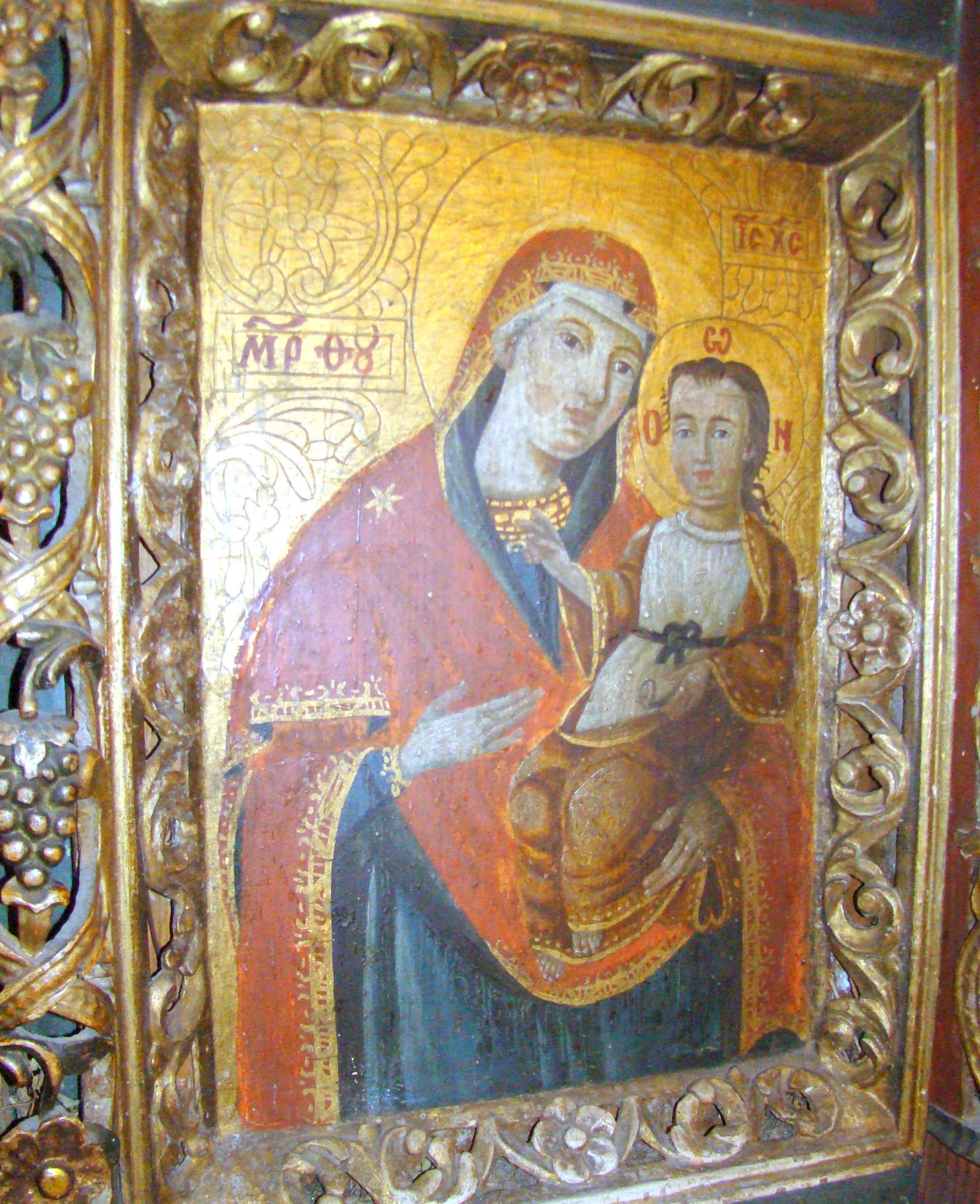
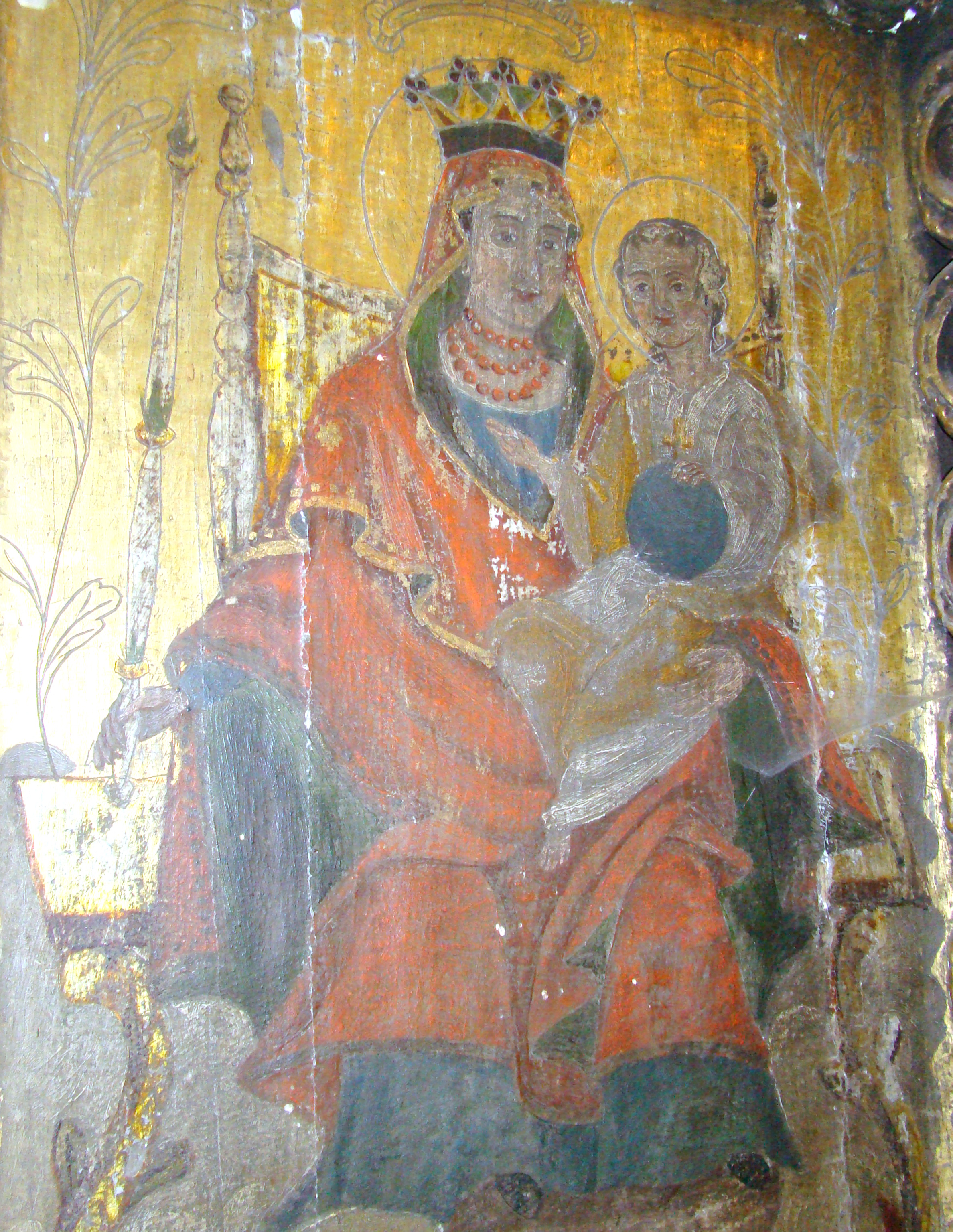
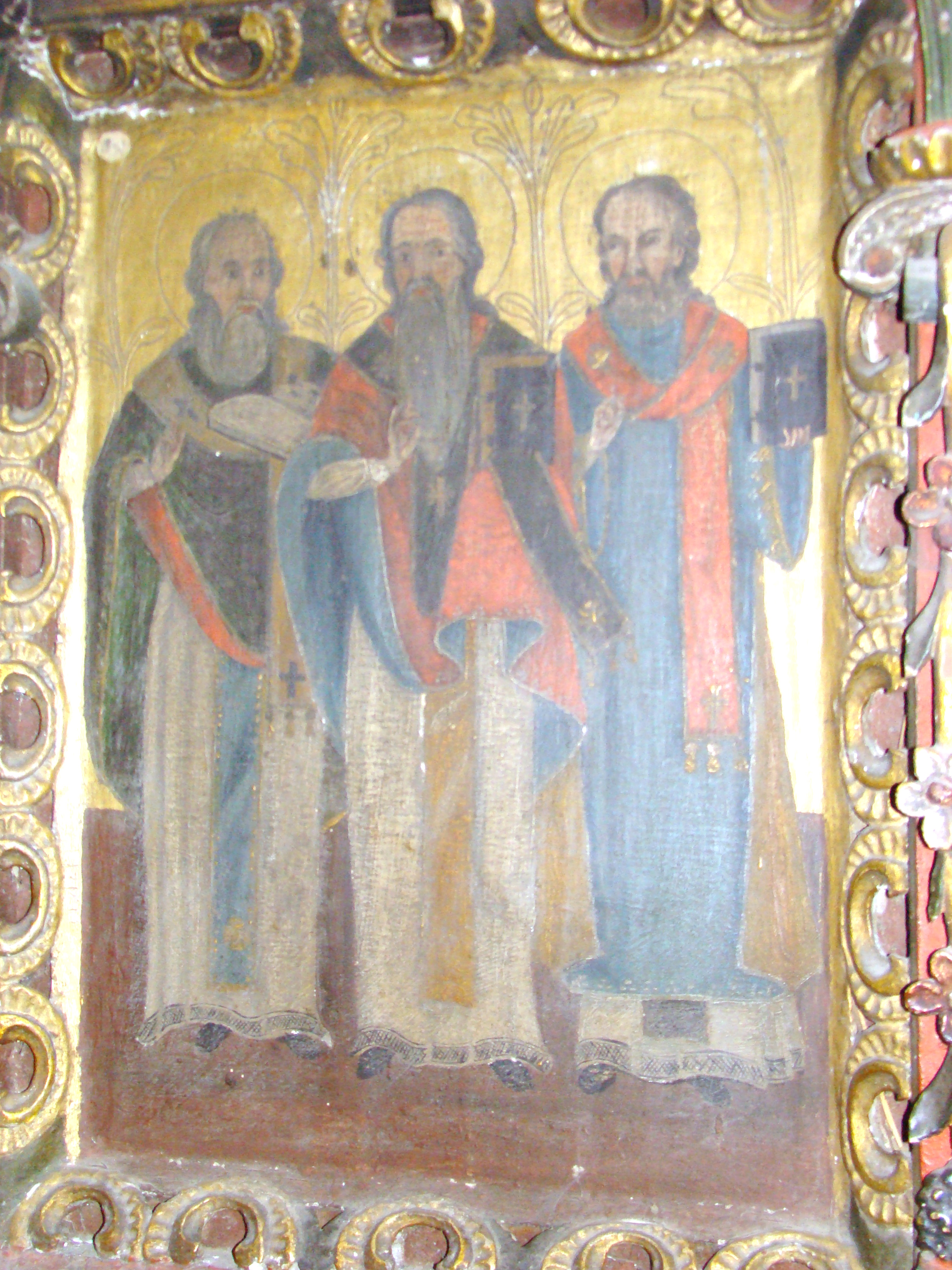
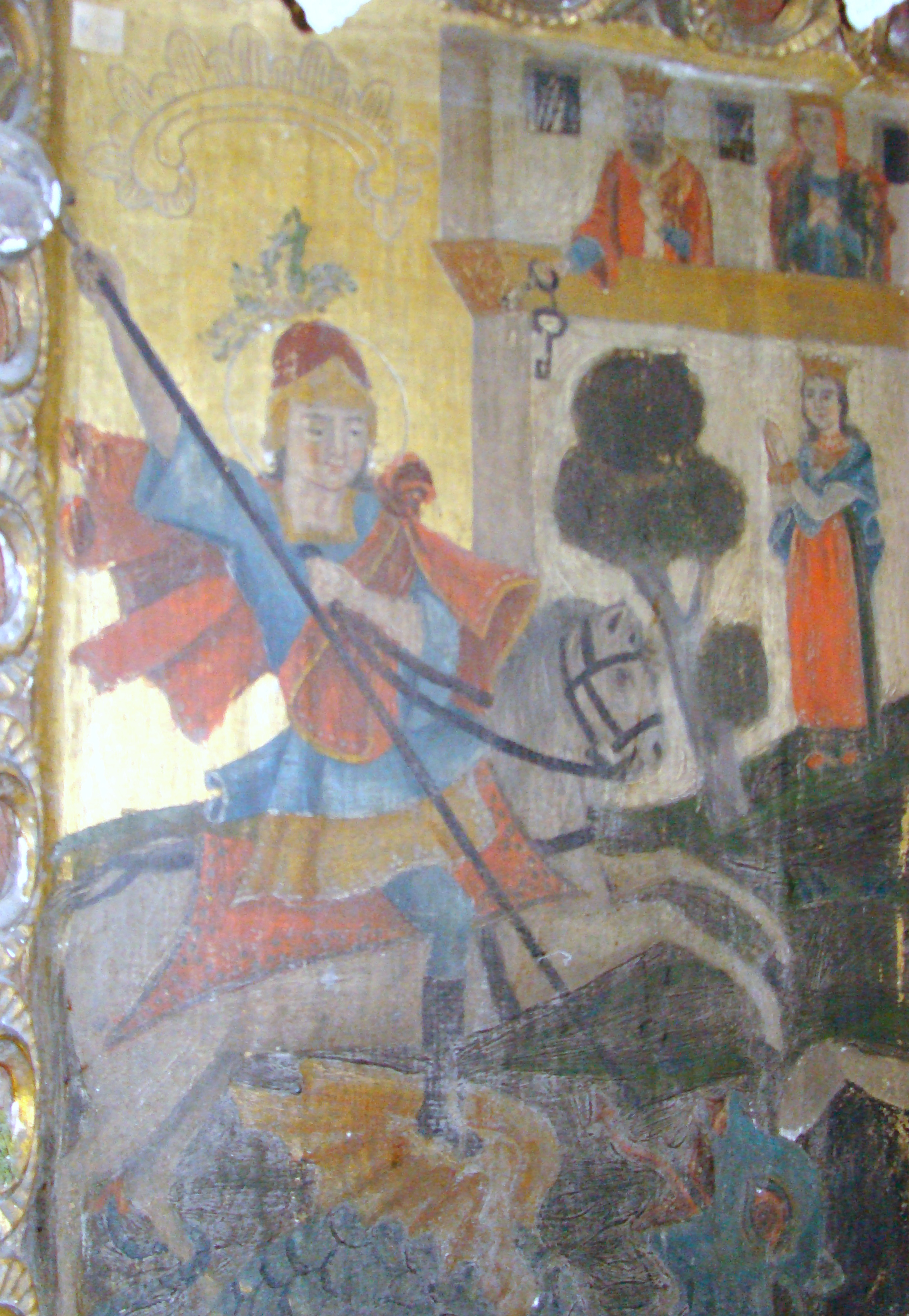
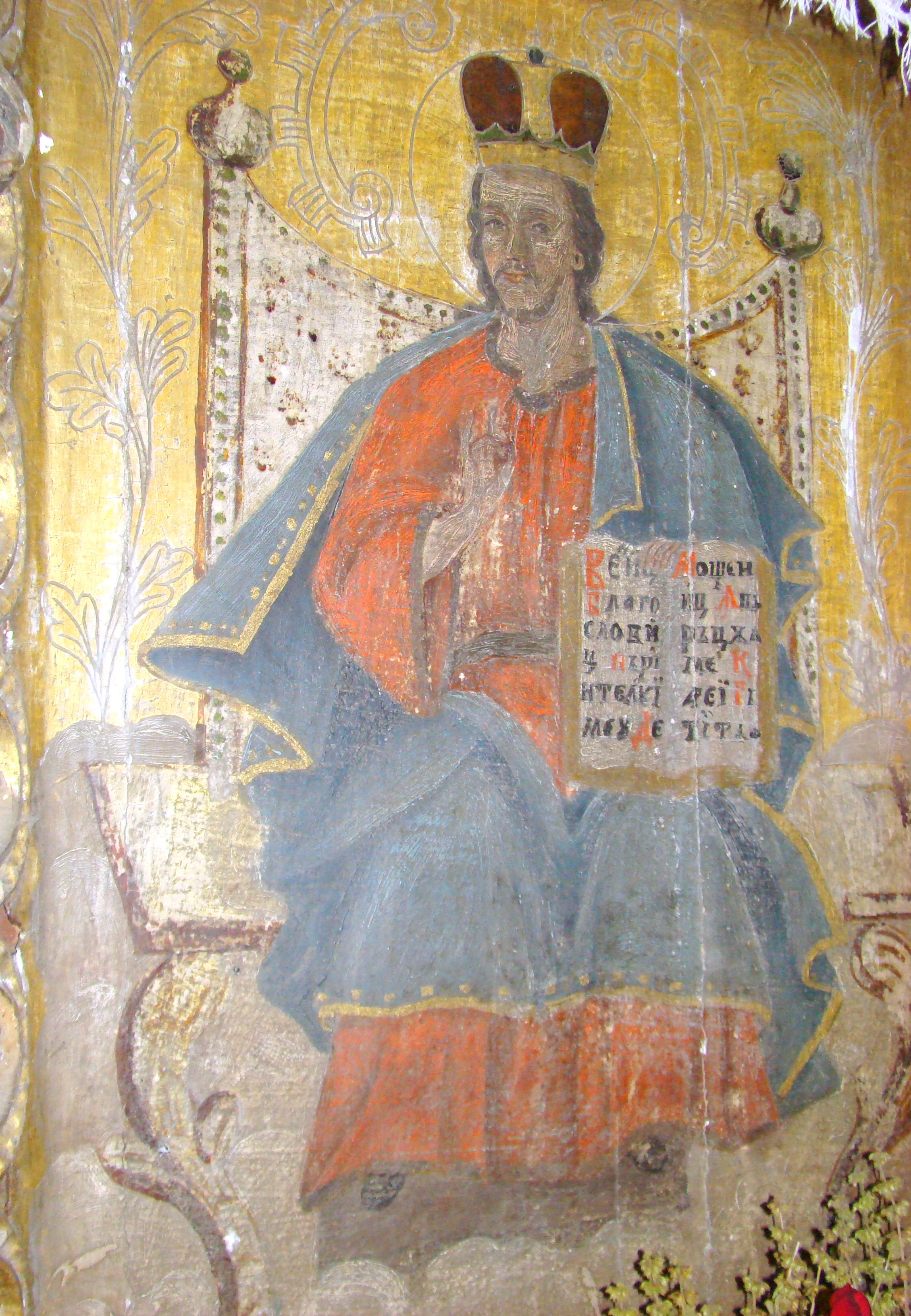
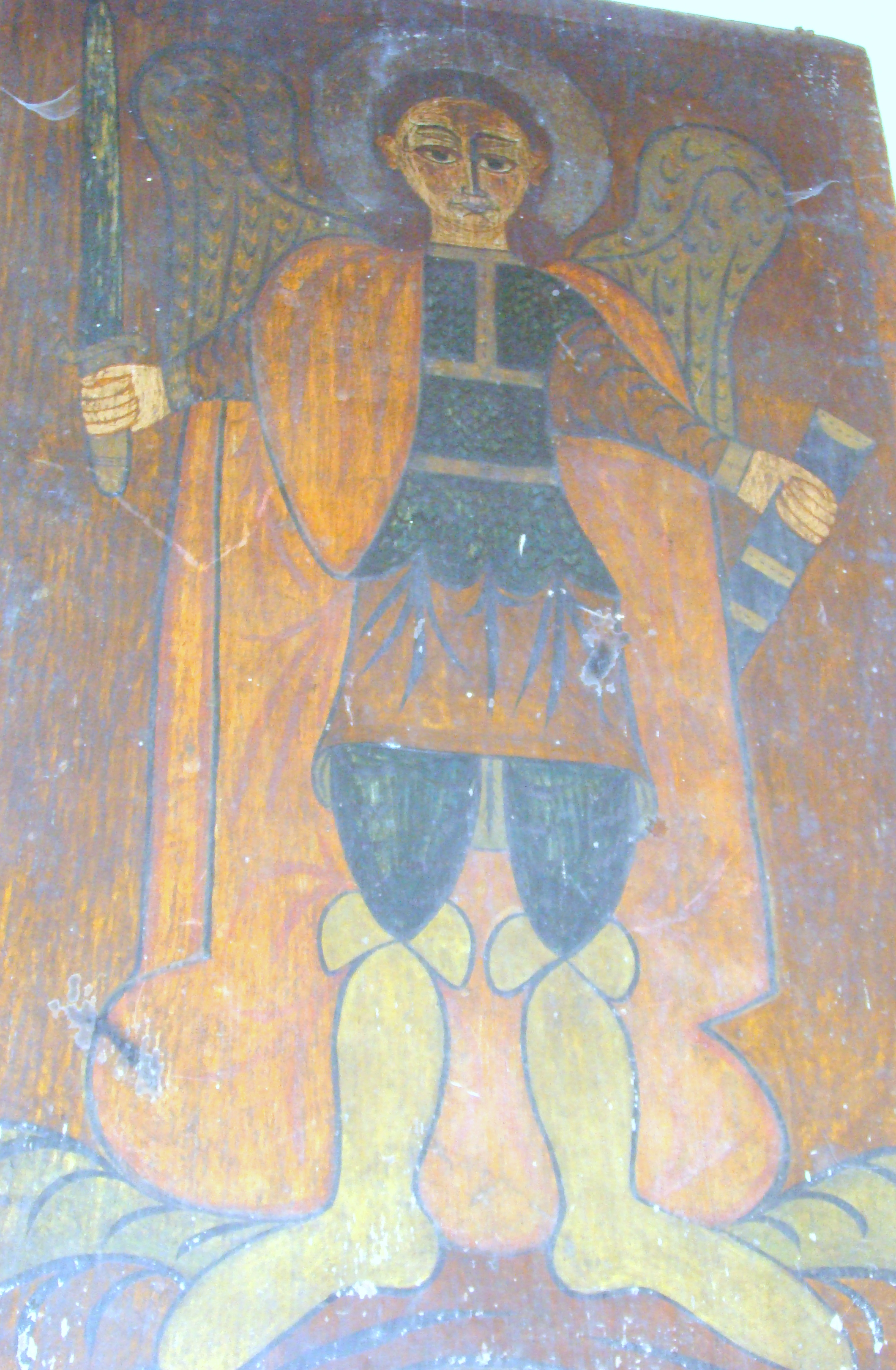
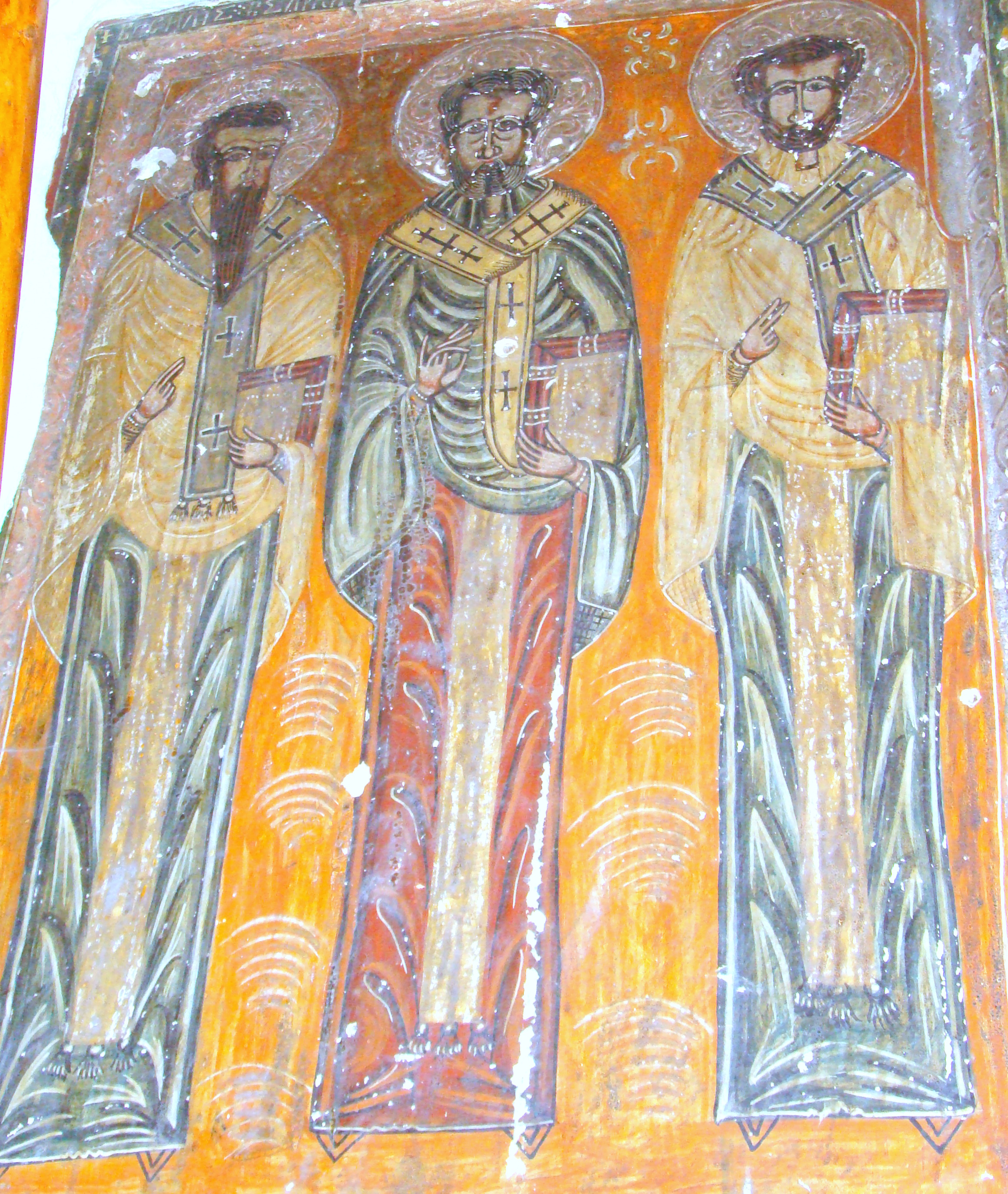
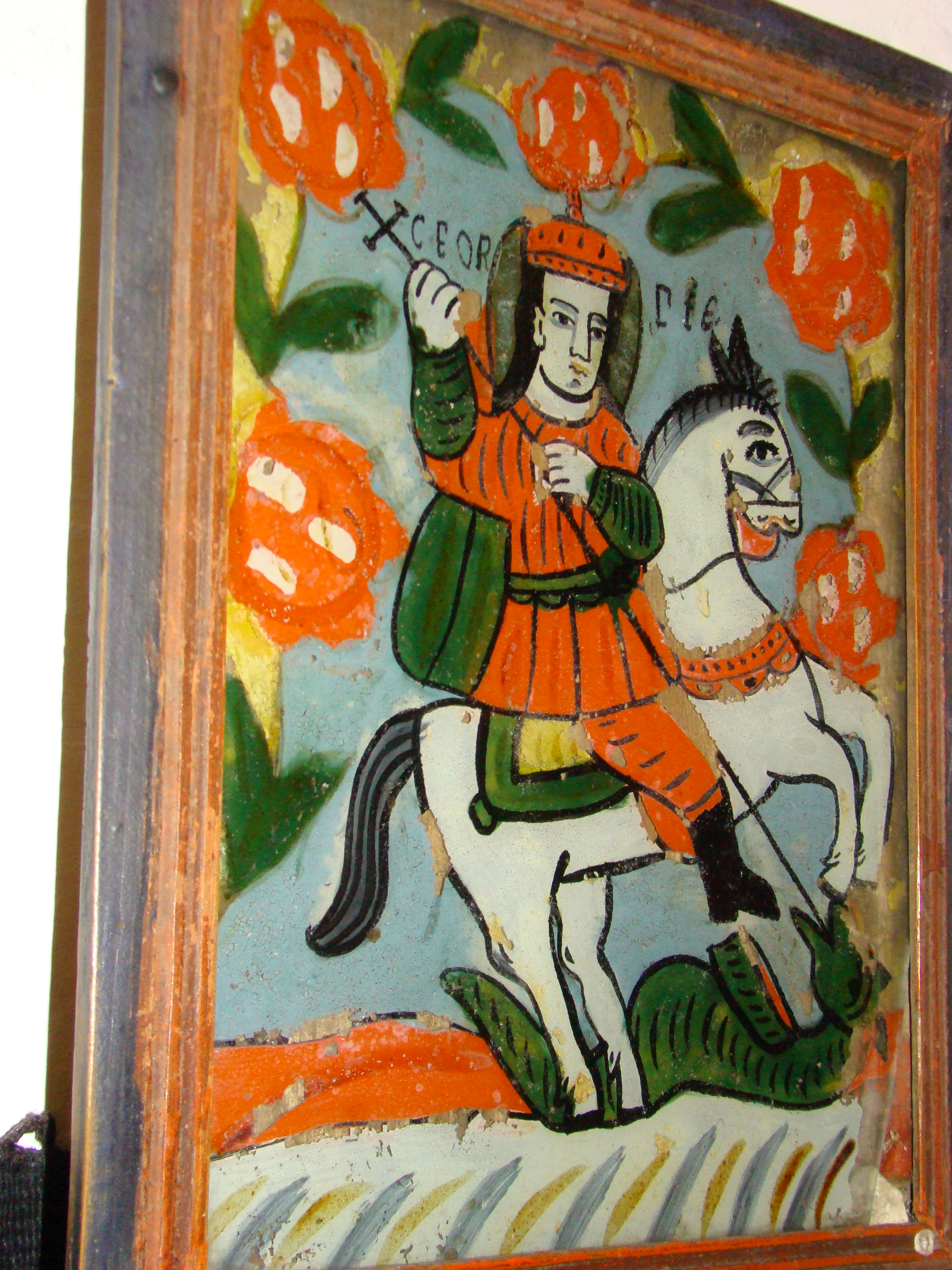
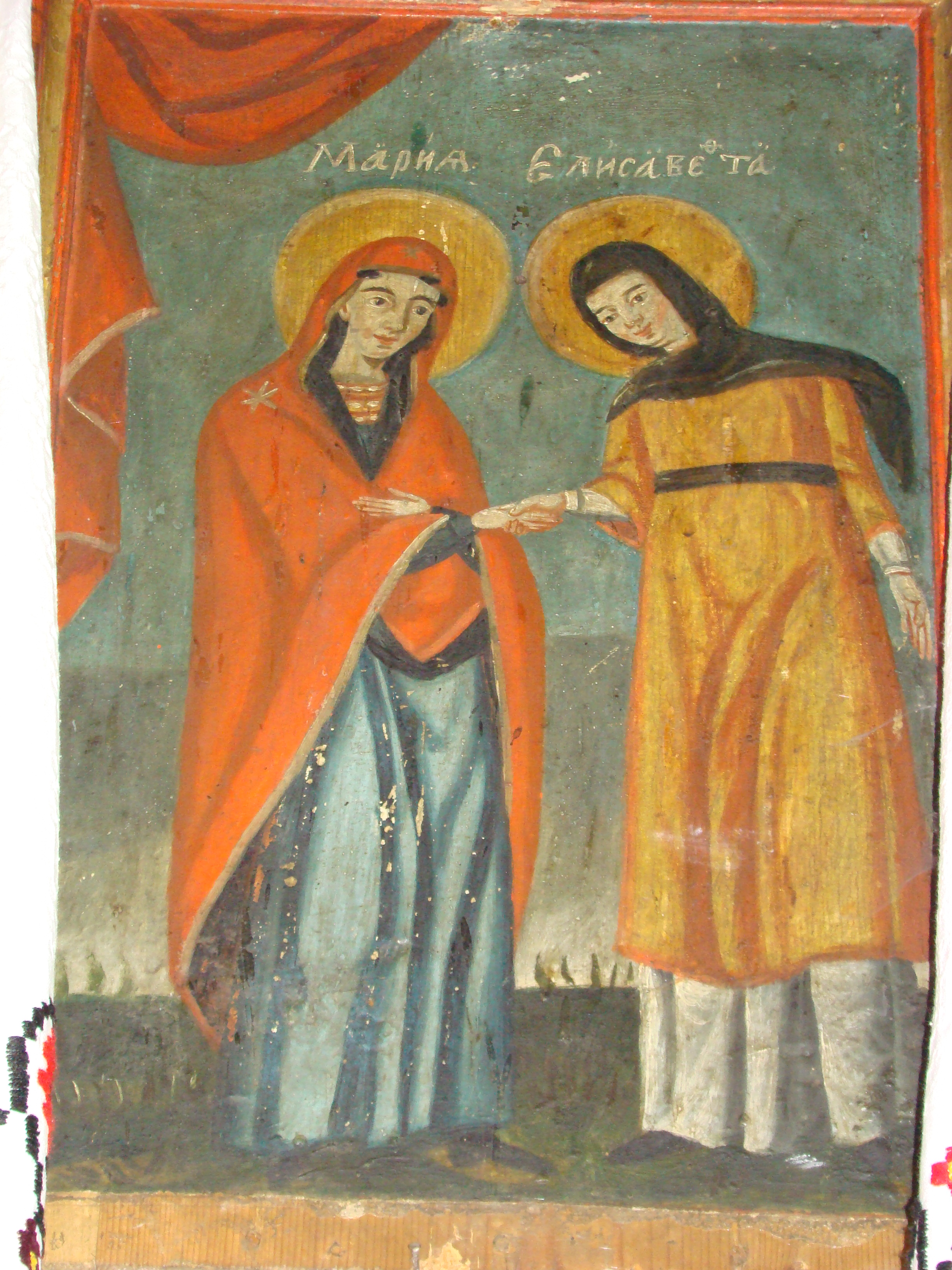
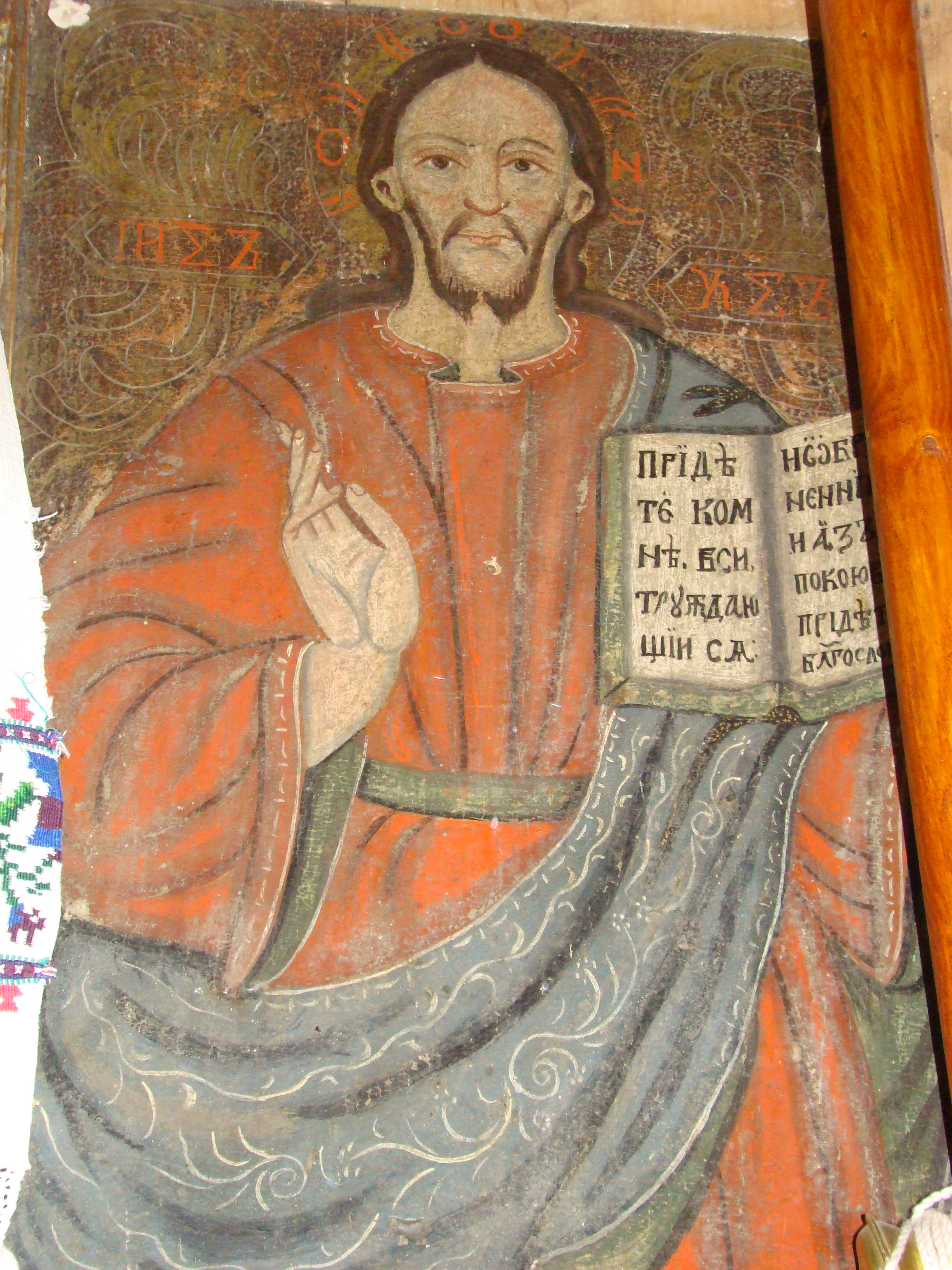
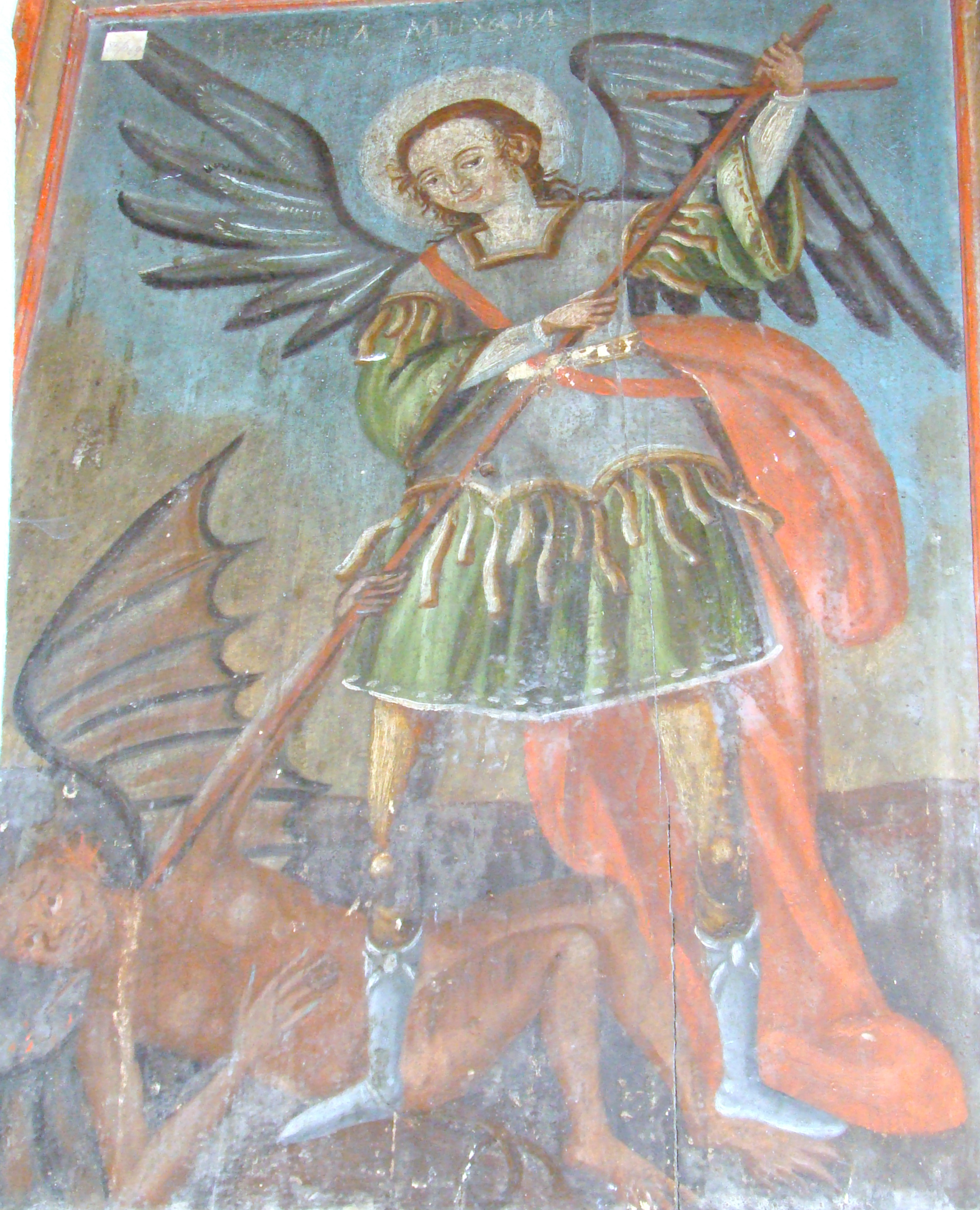
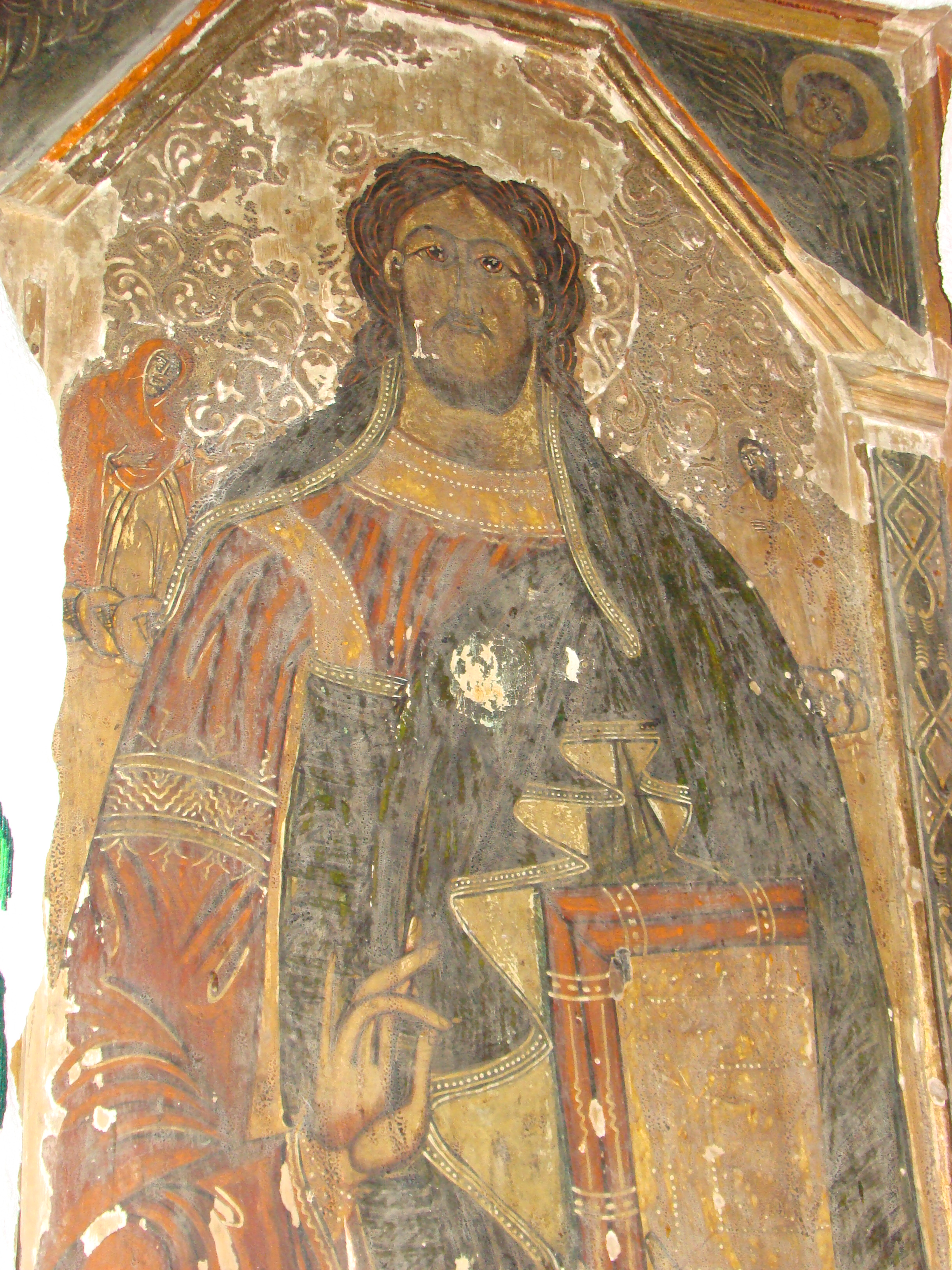
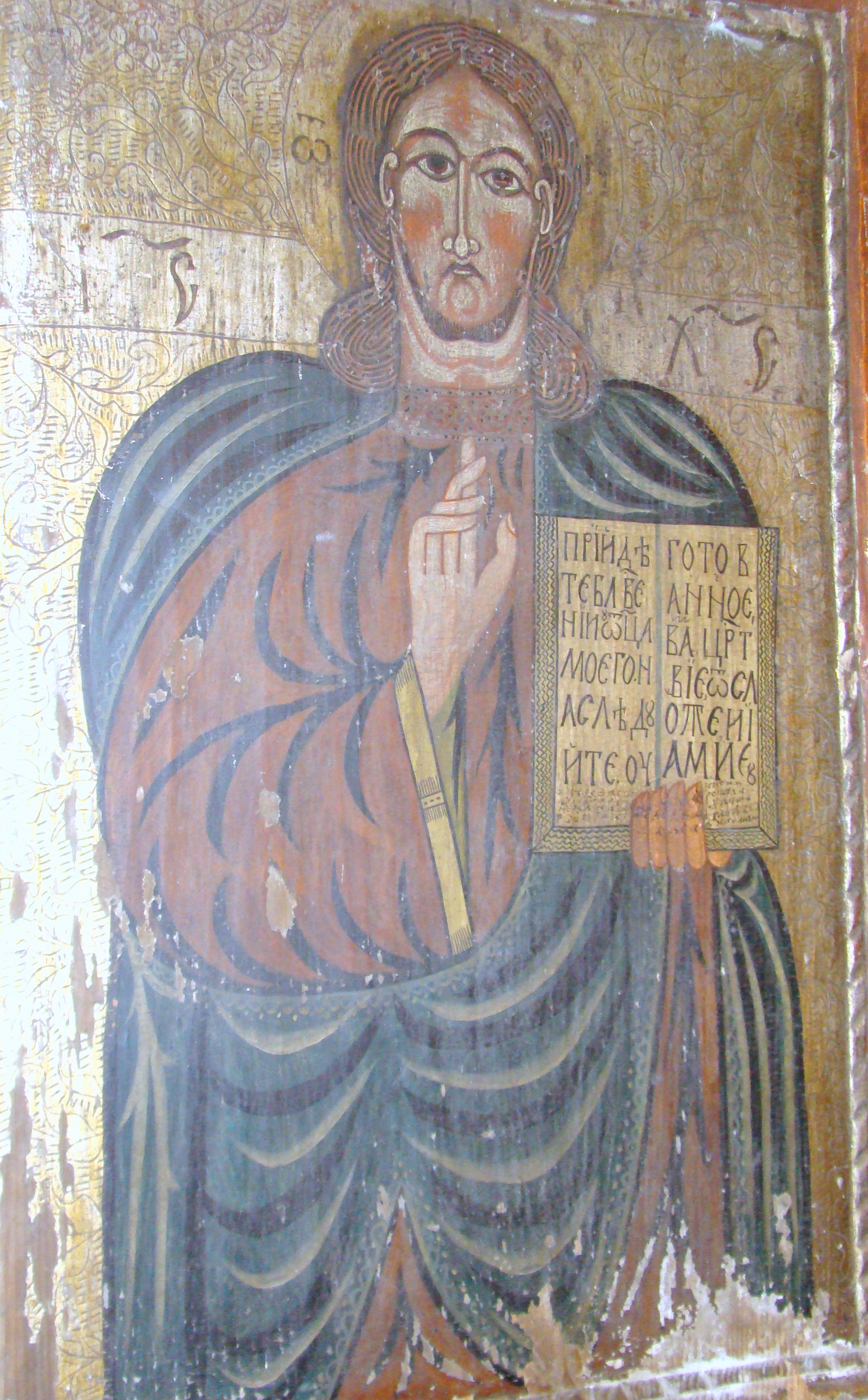
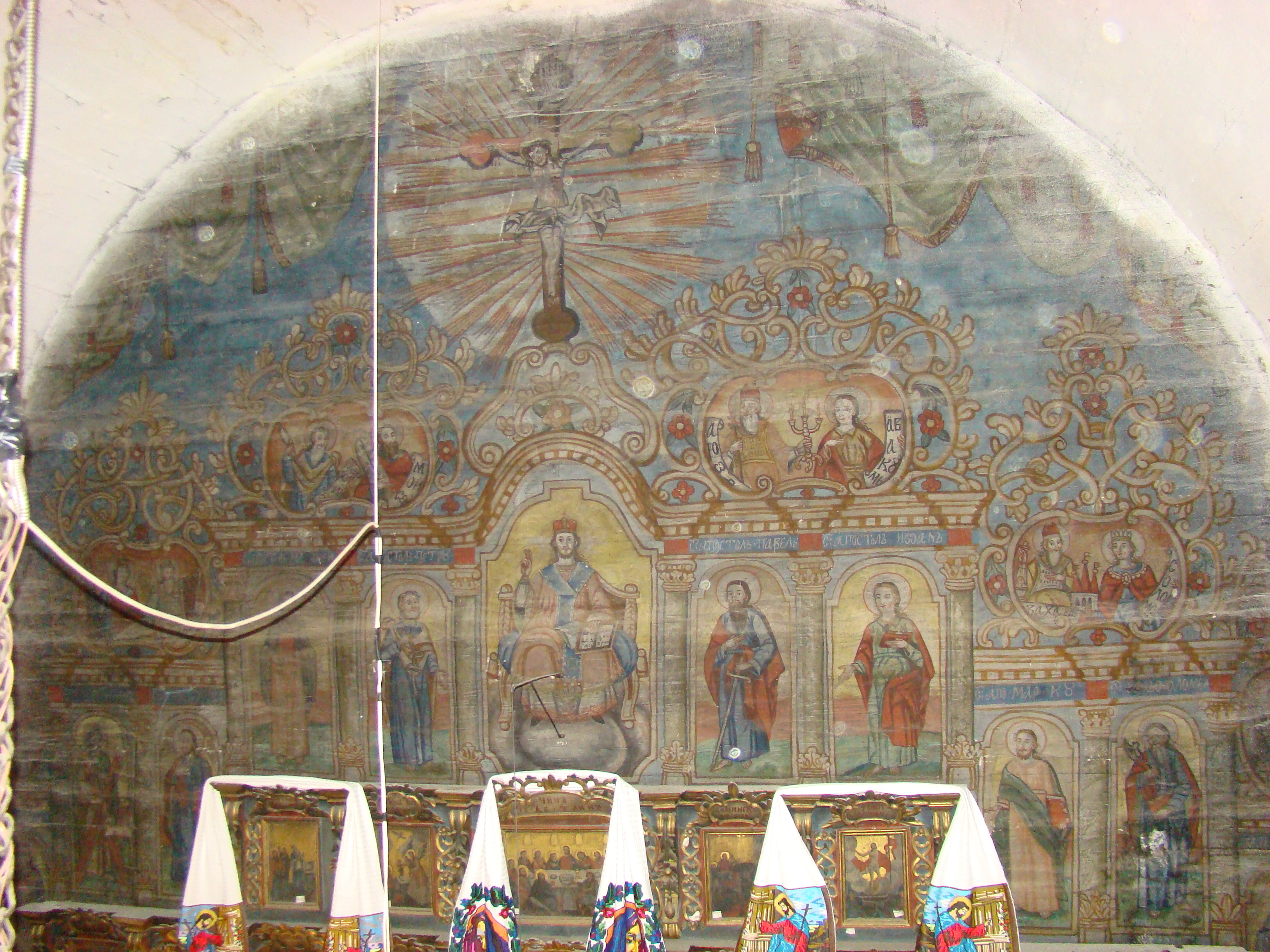
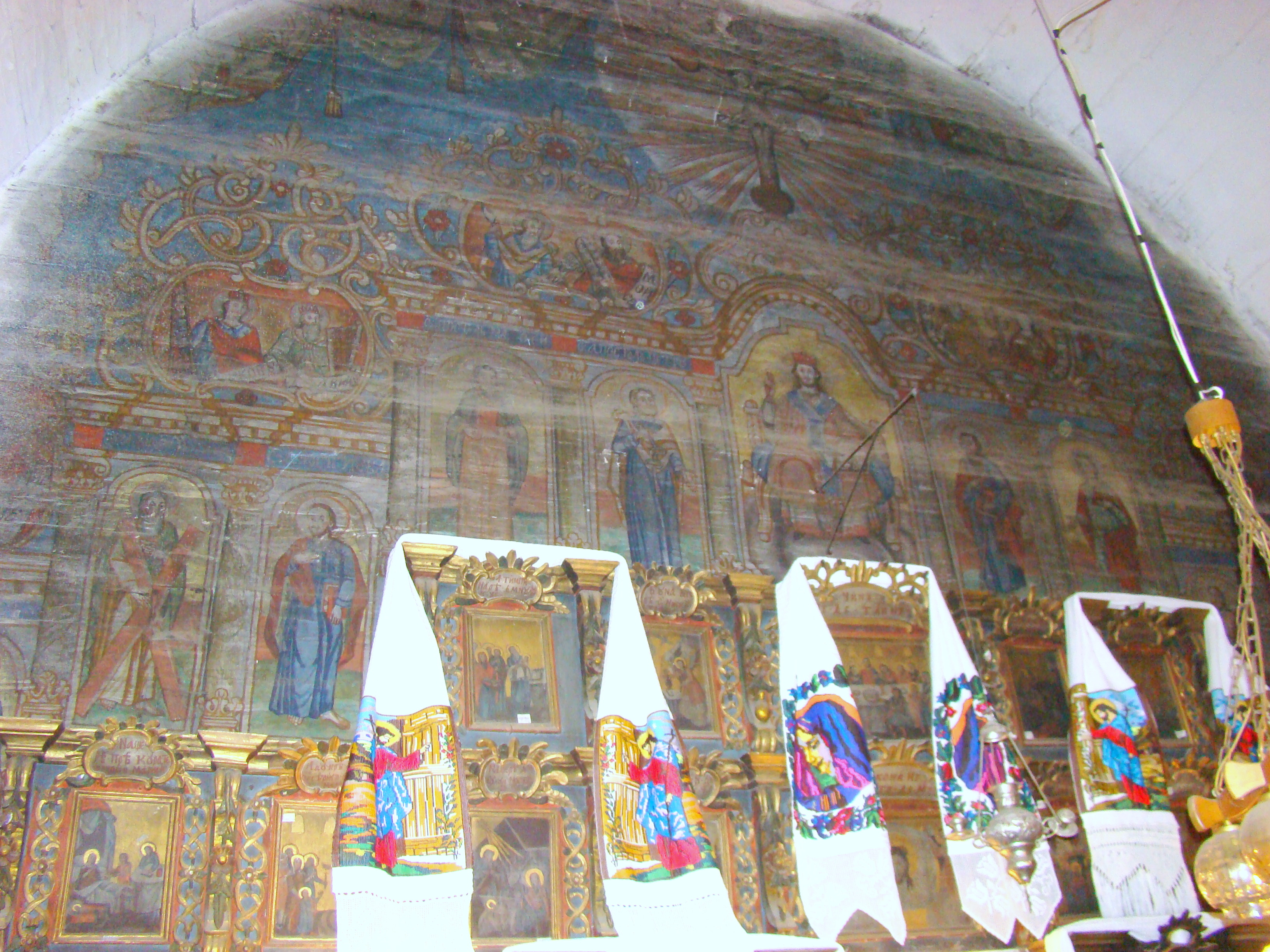
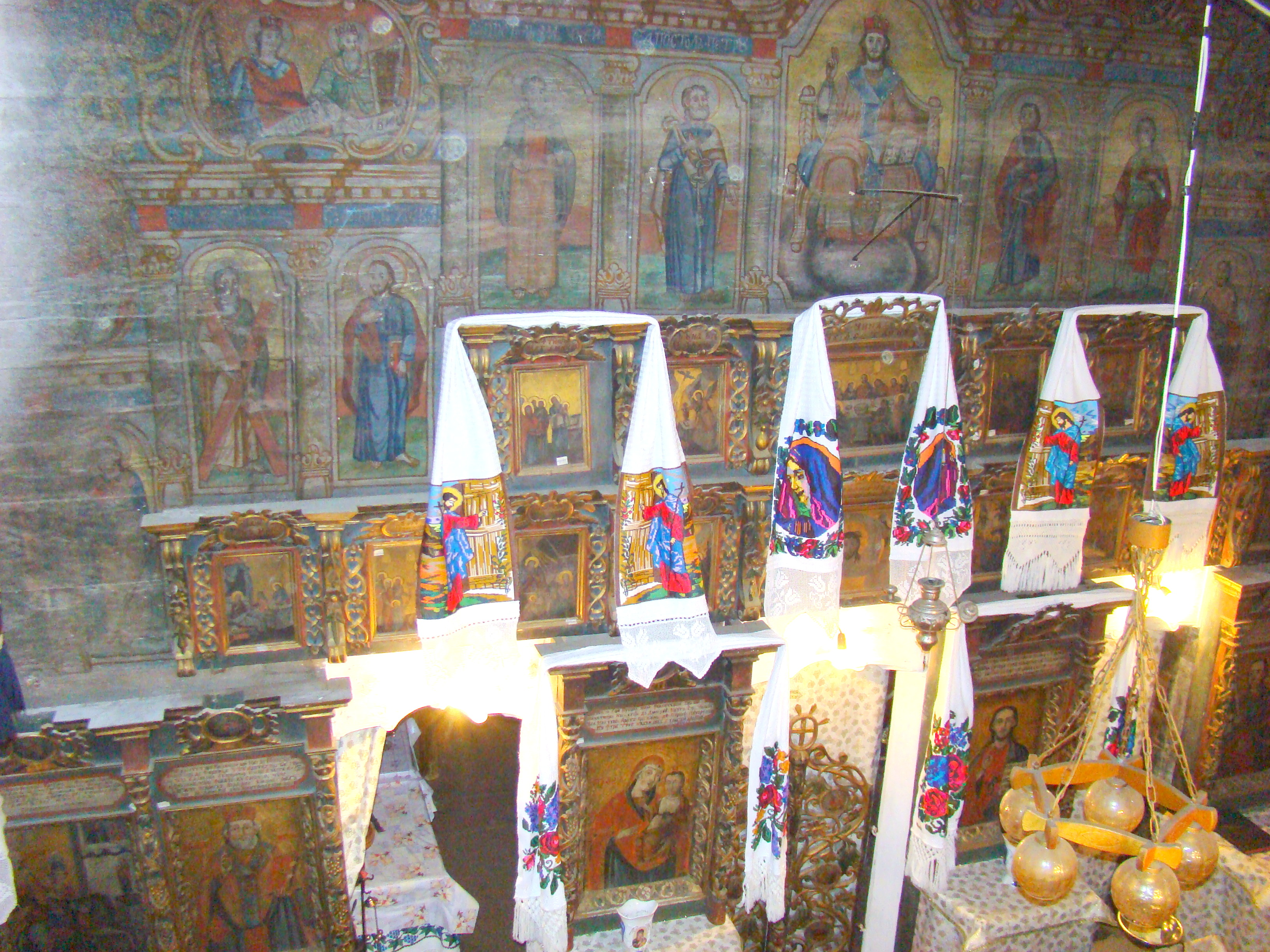
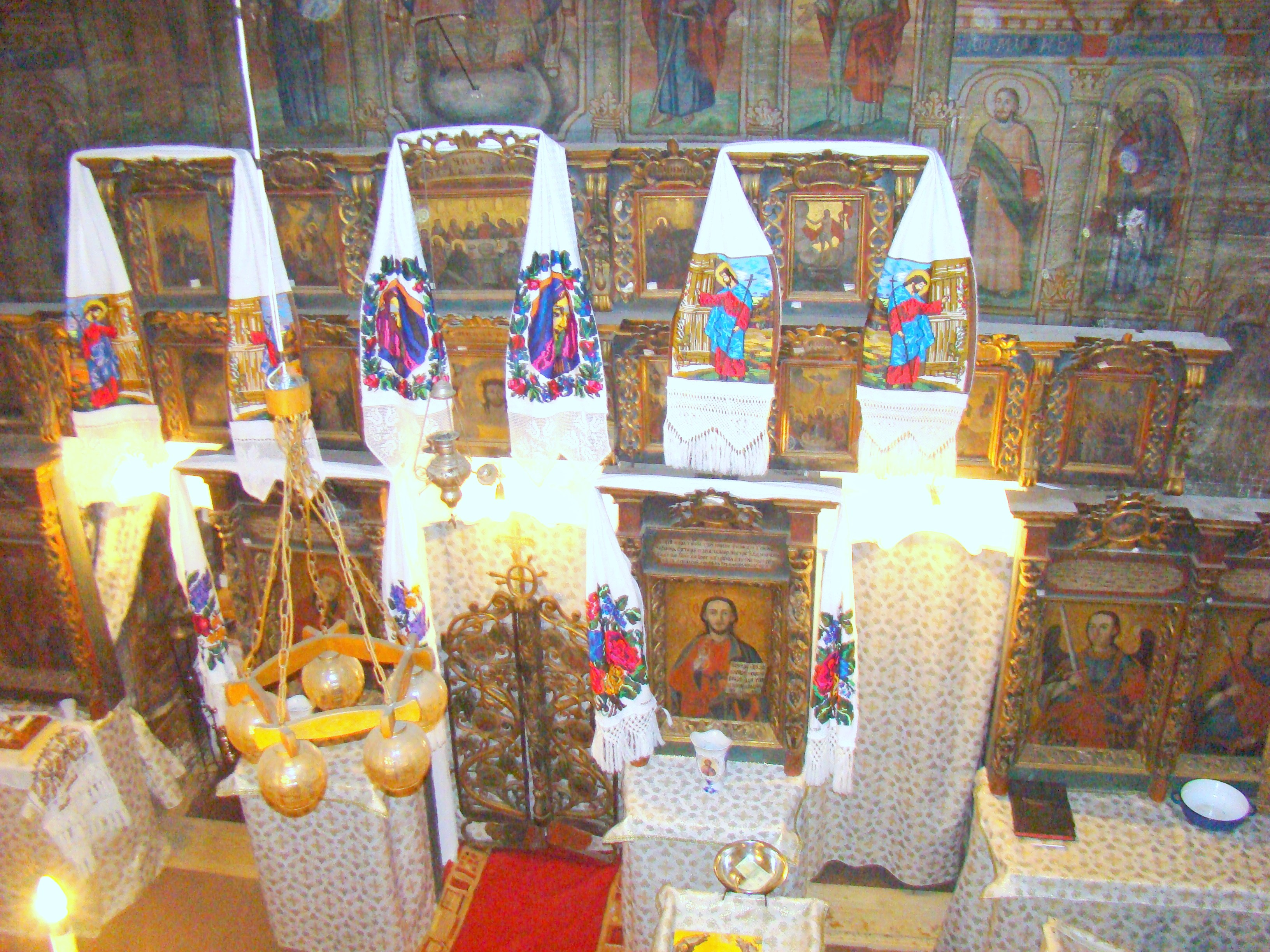
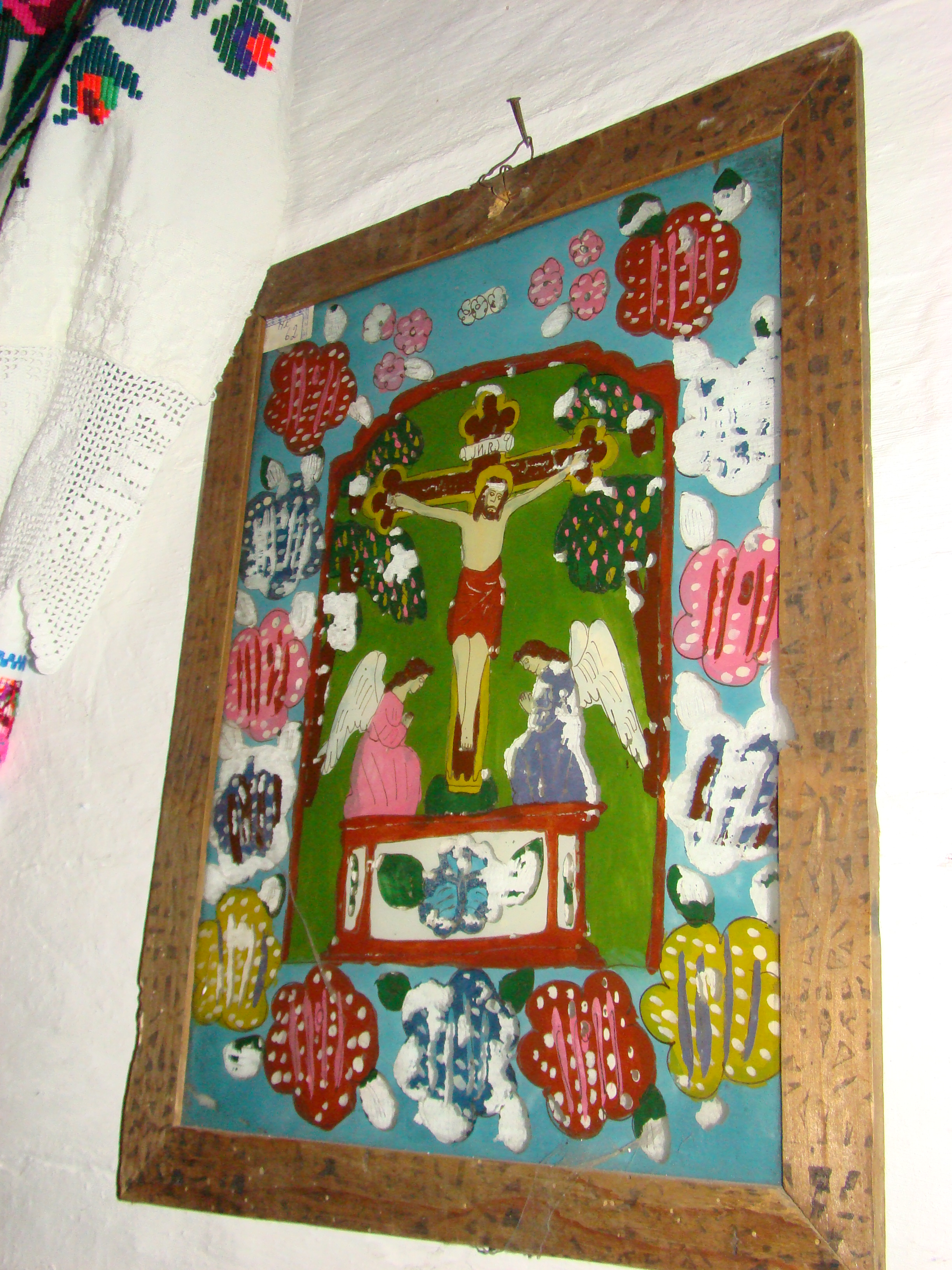
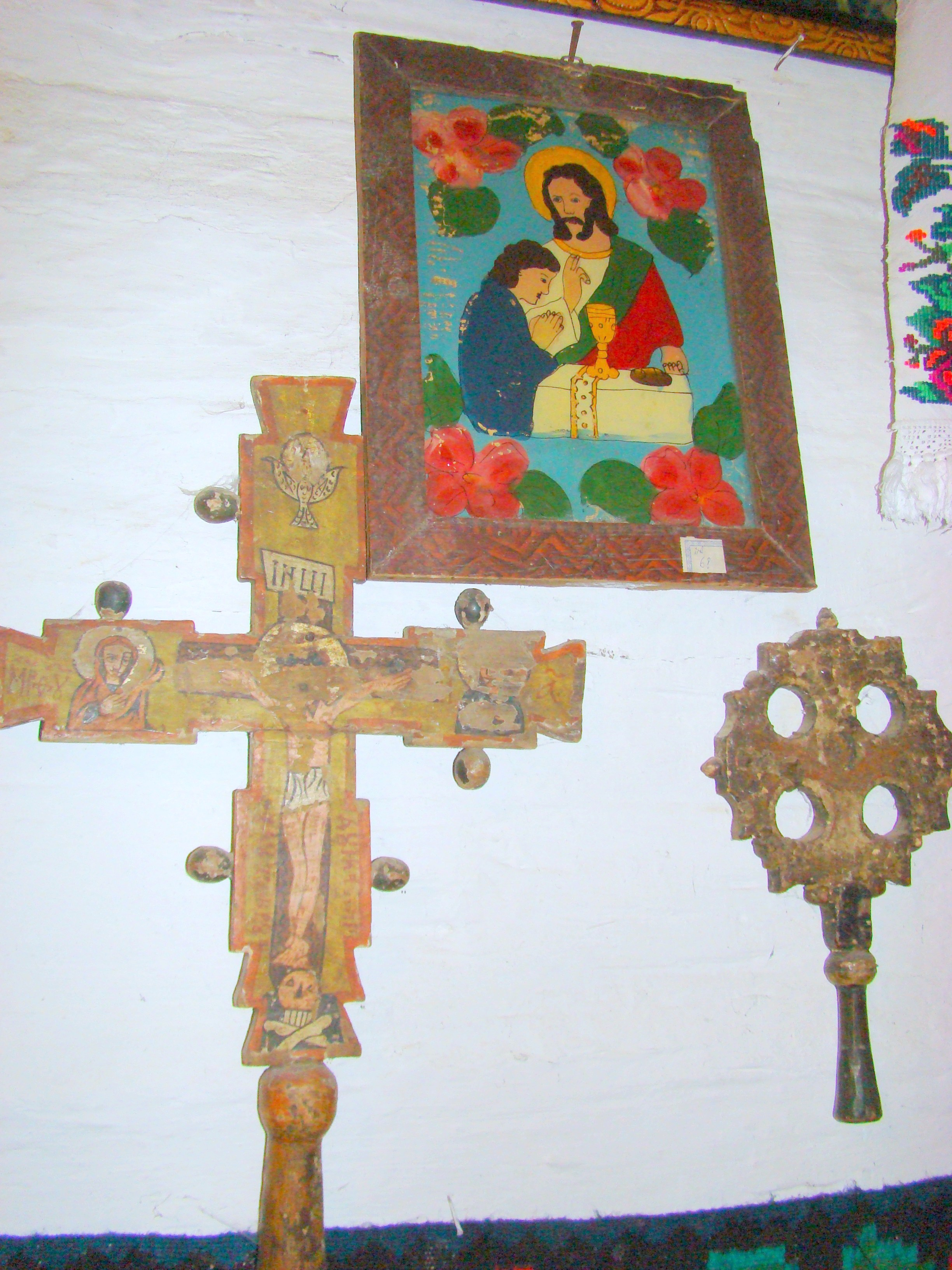
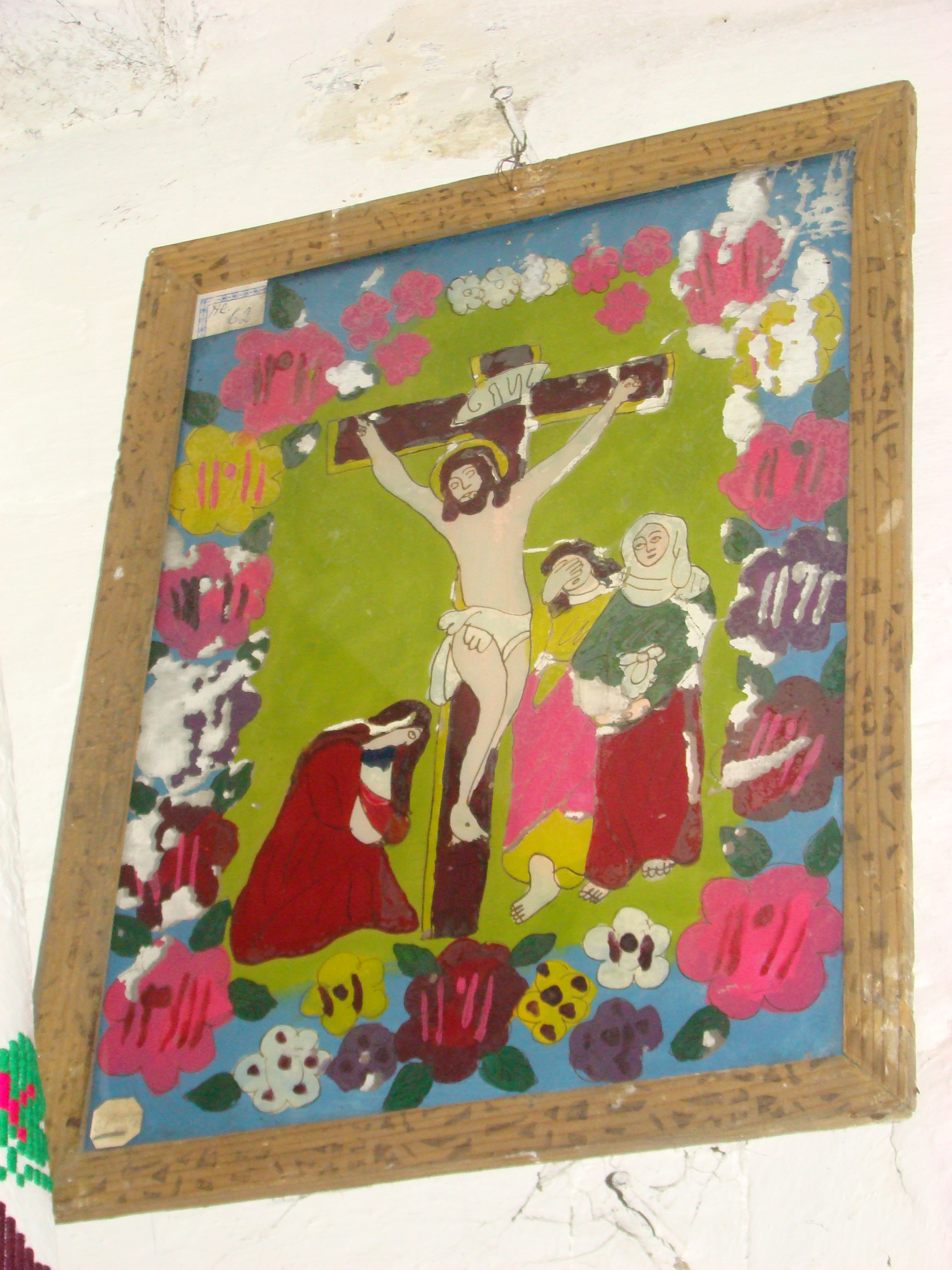
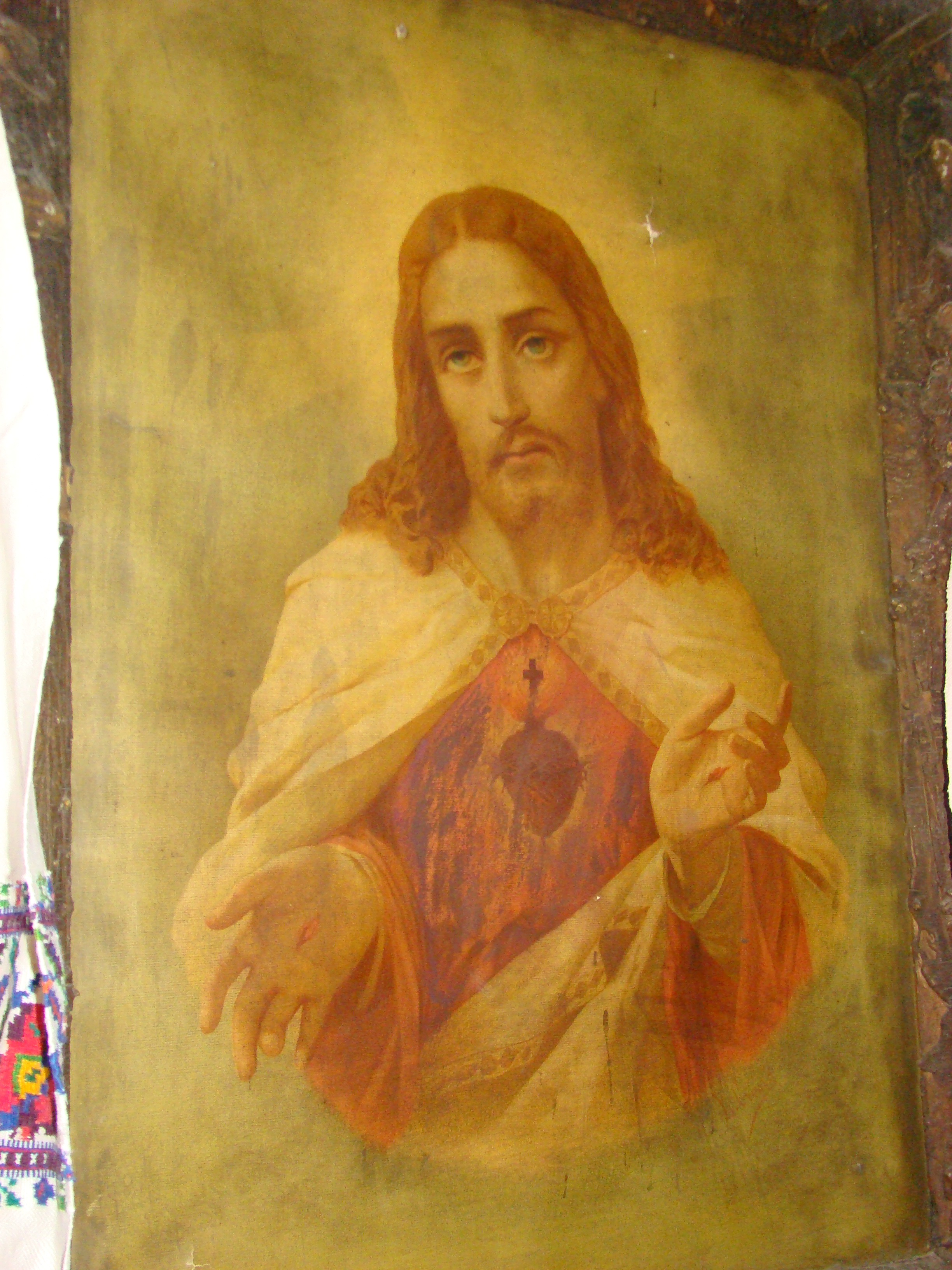
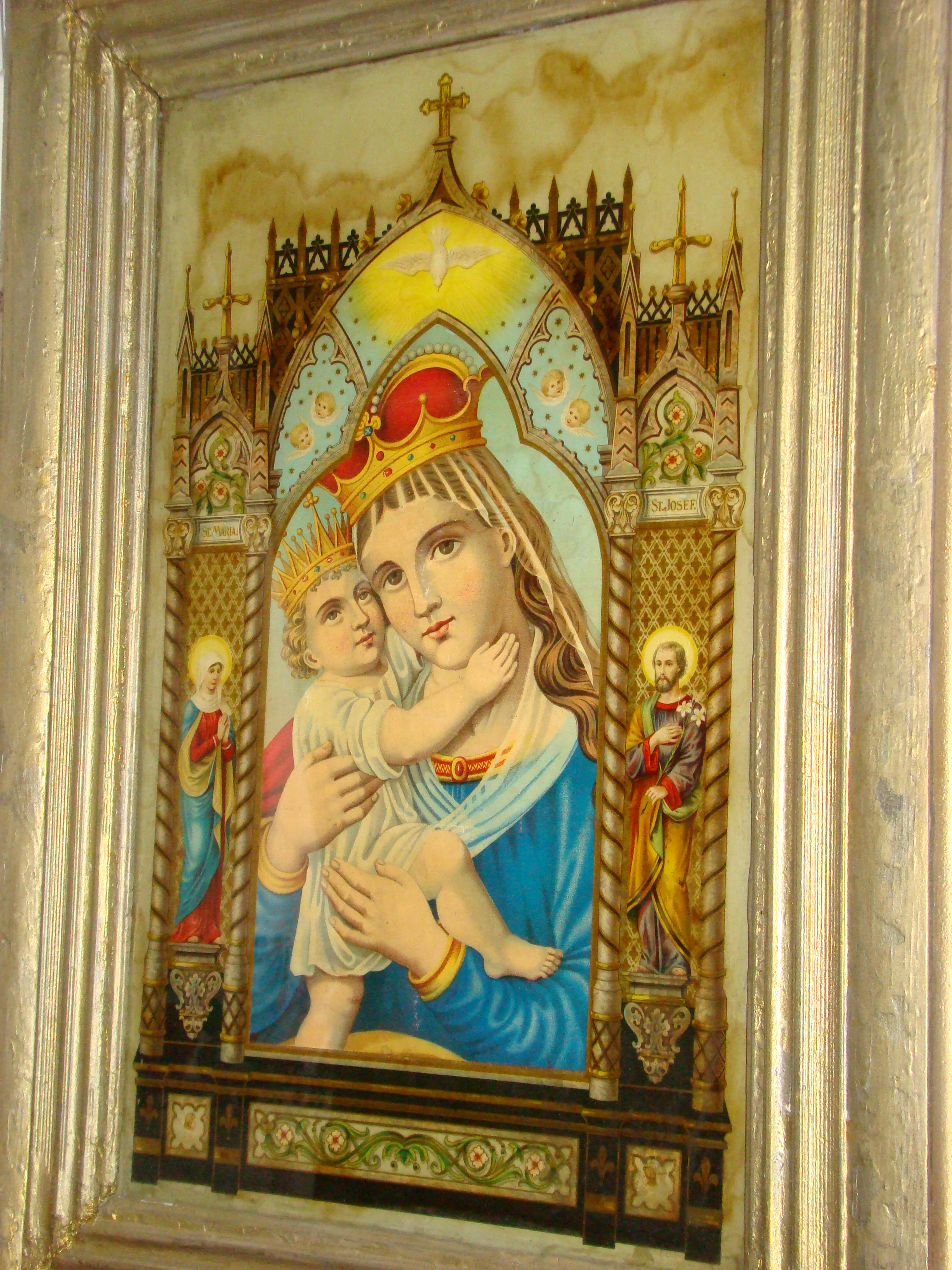
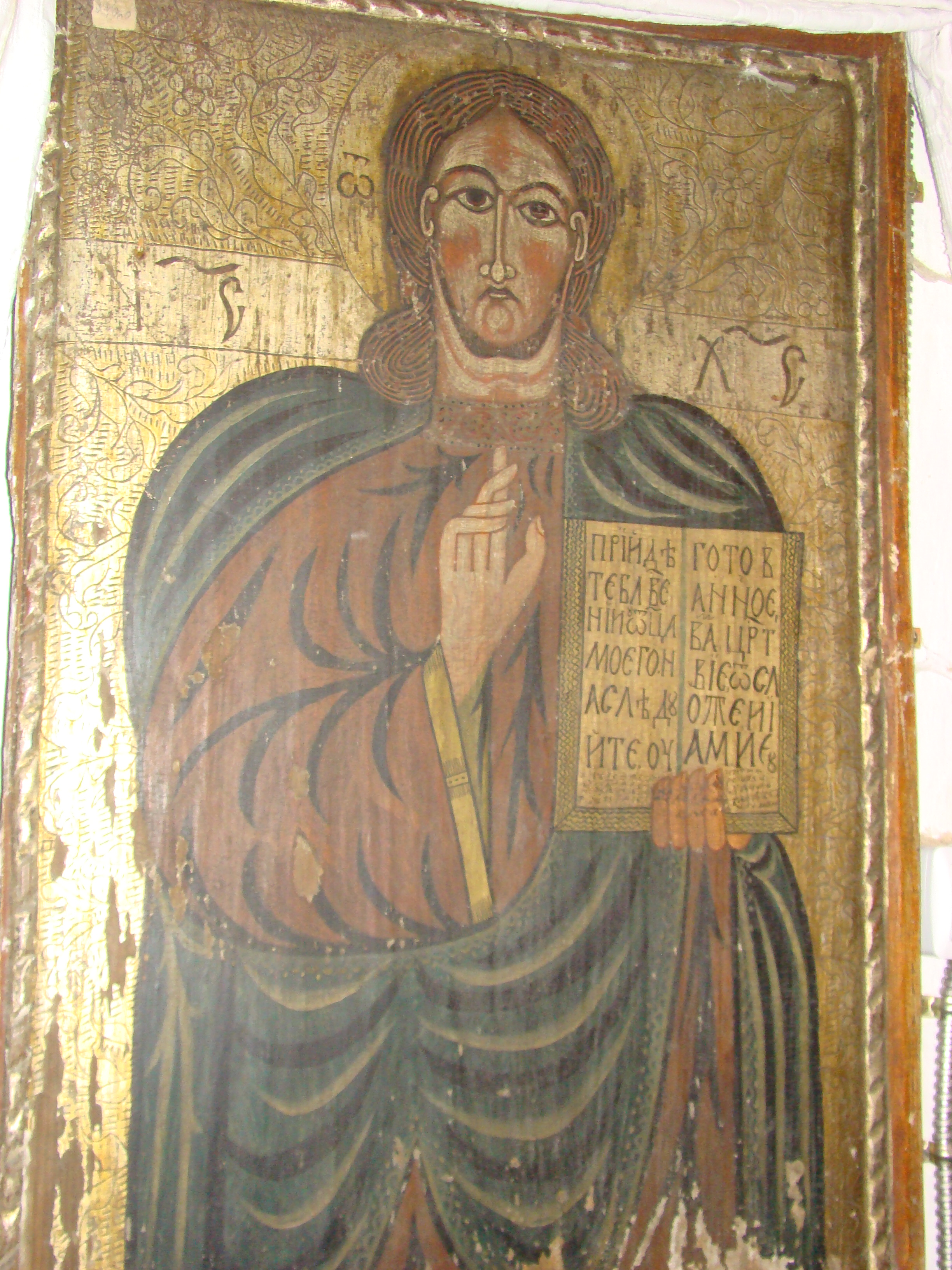
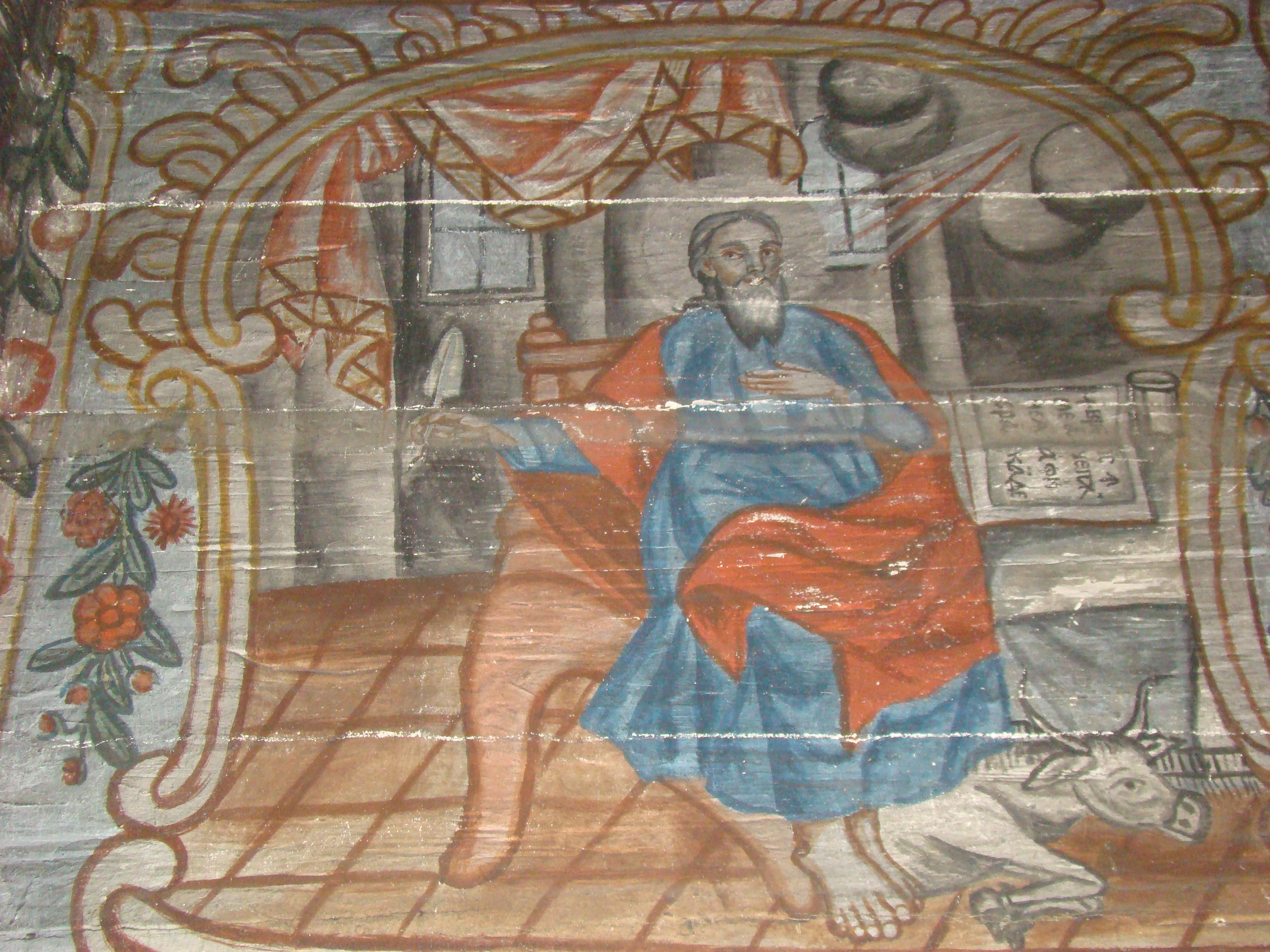
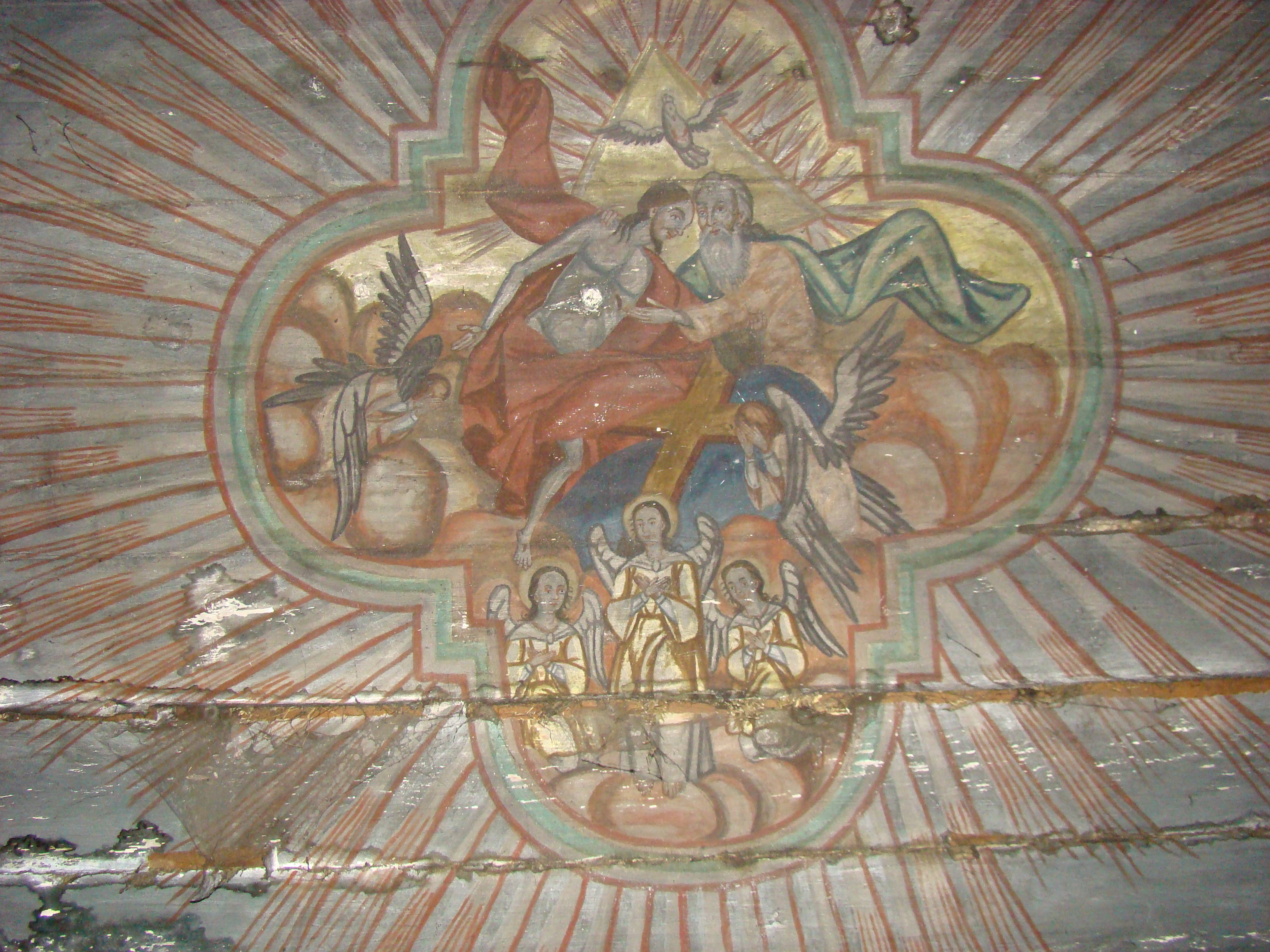
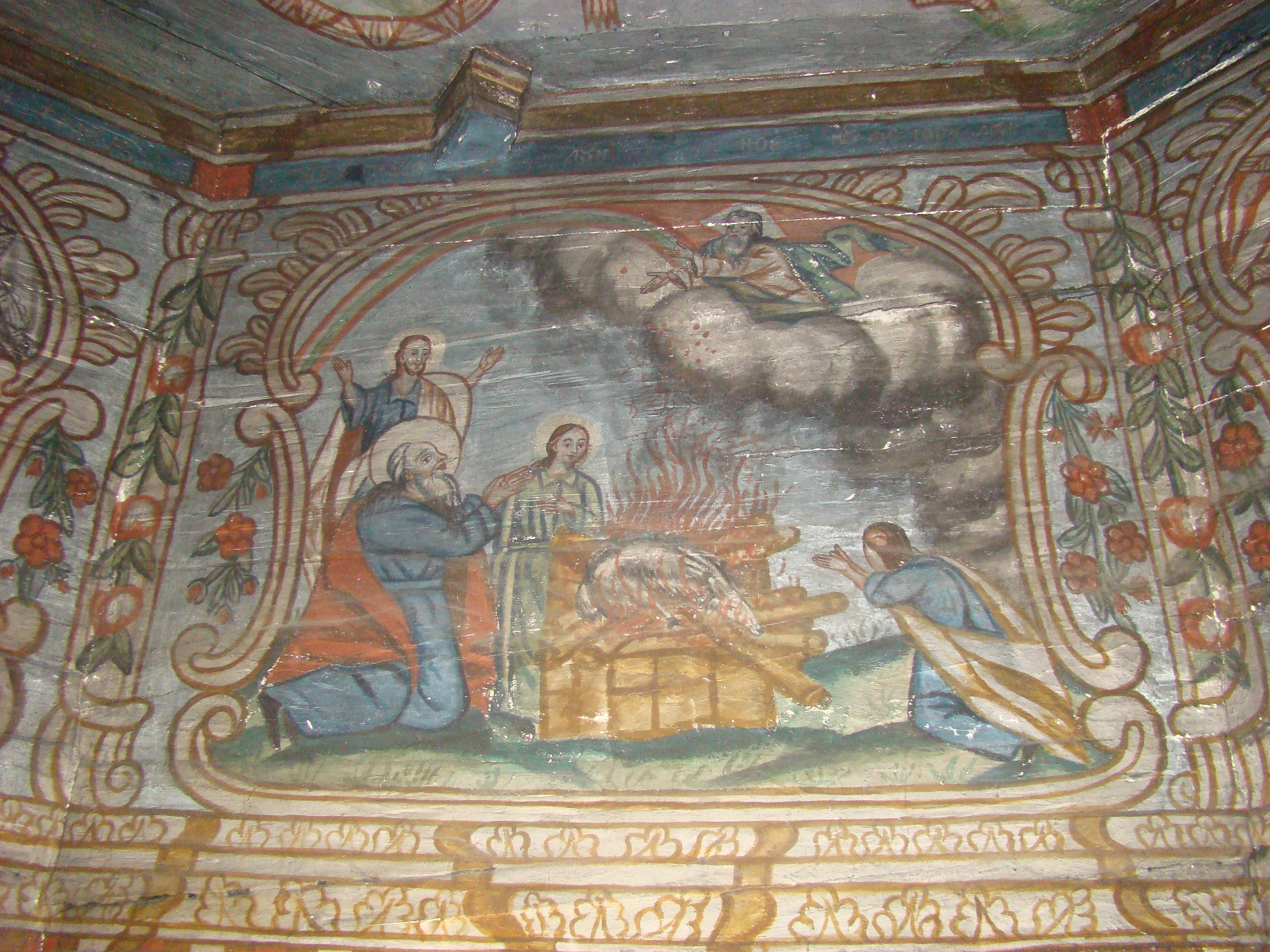
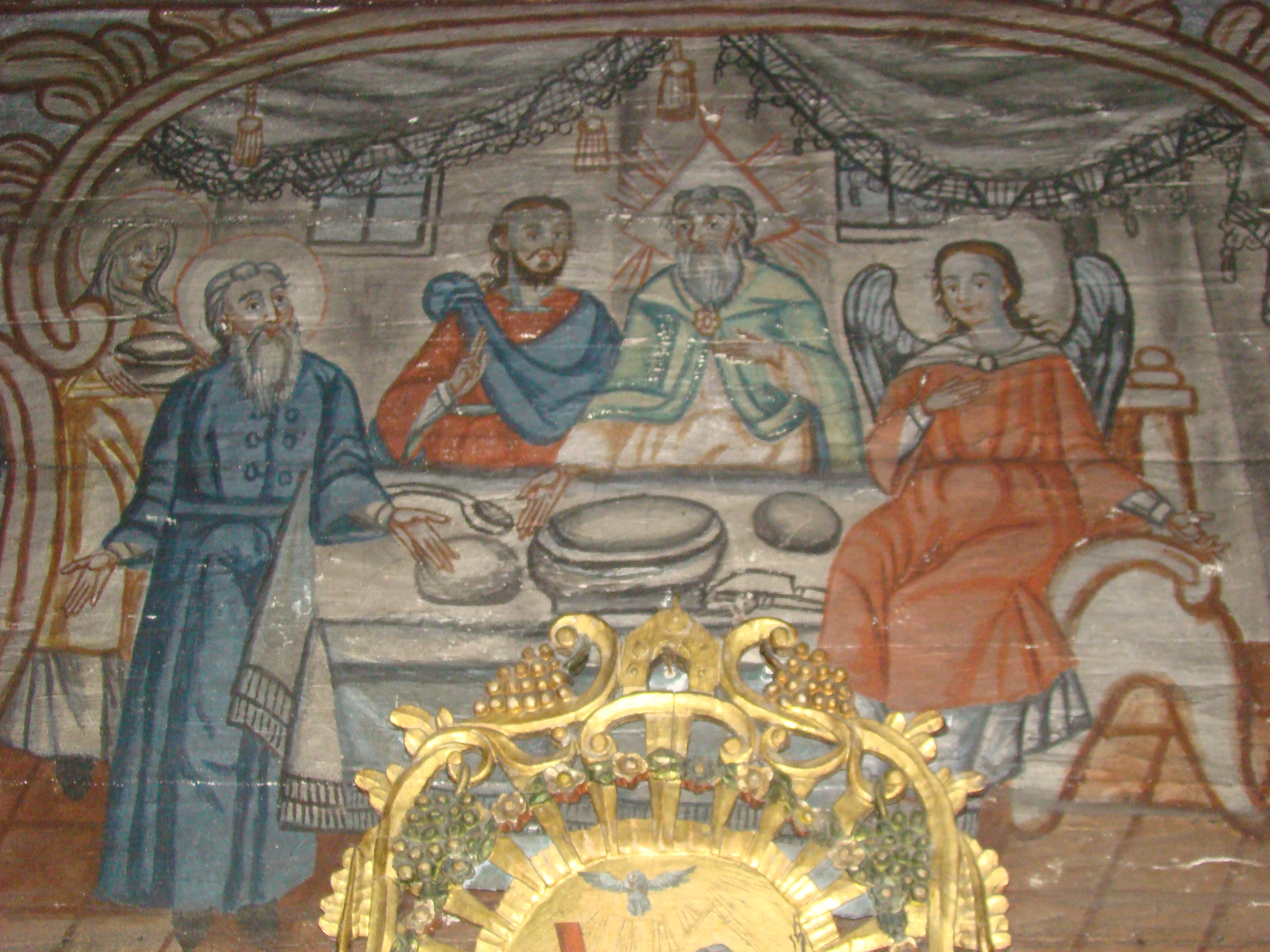
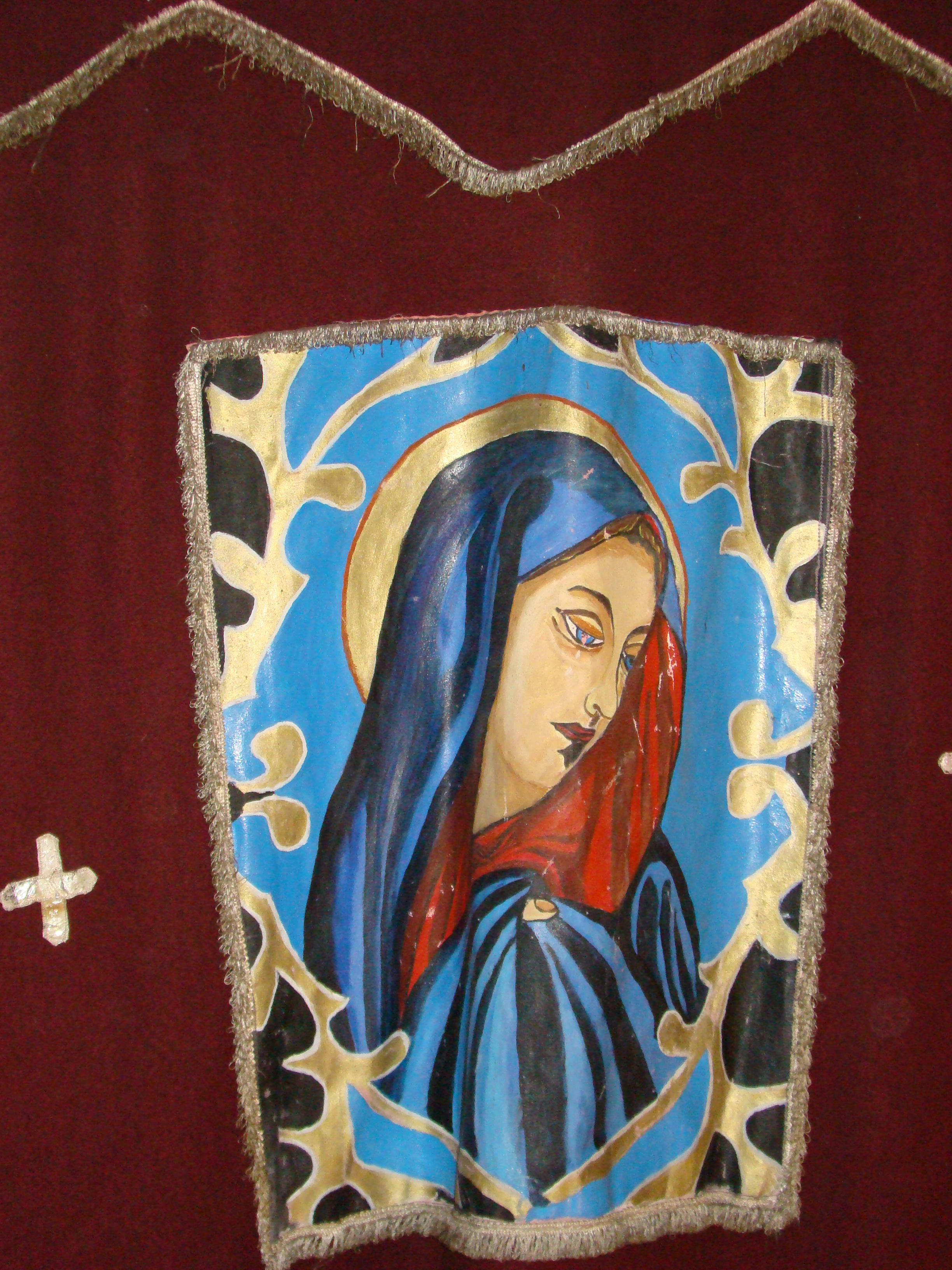
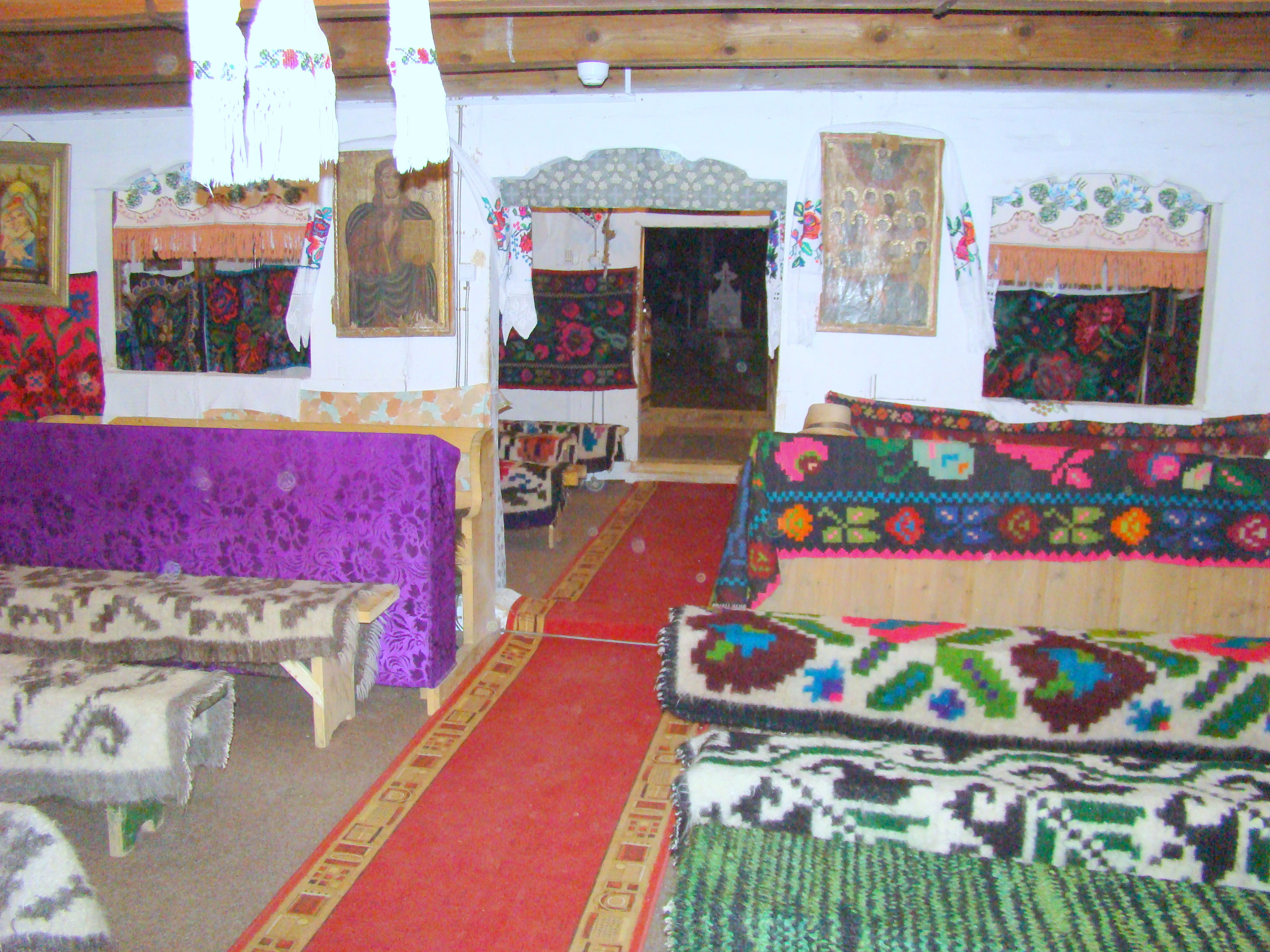

## Imagini din exterior

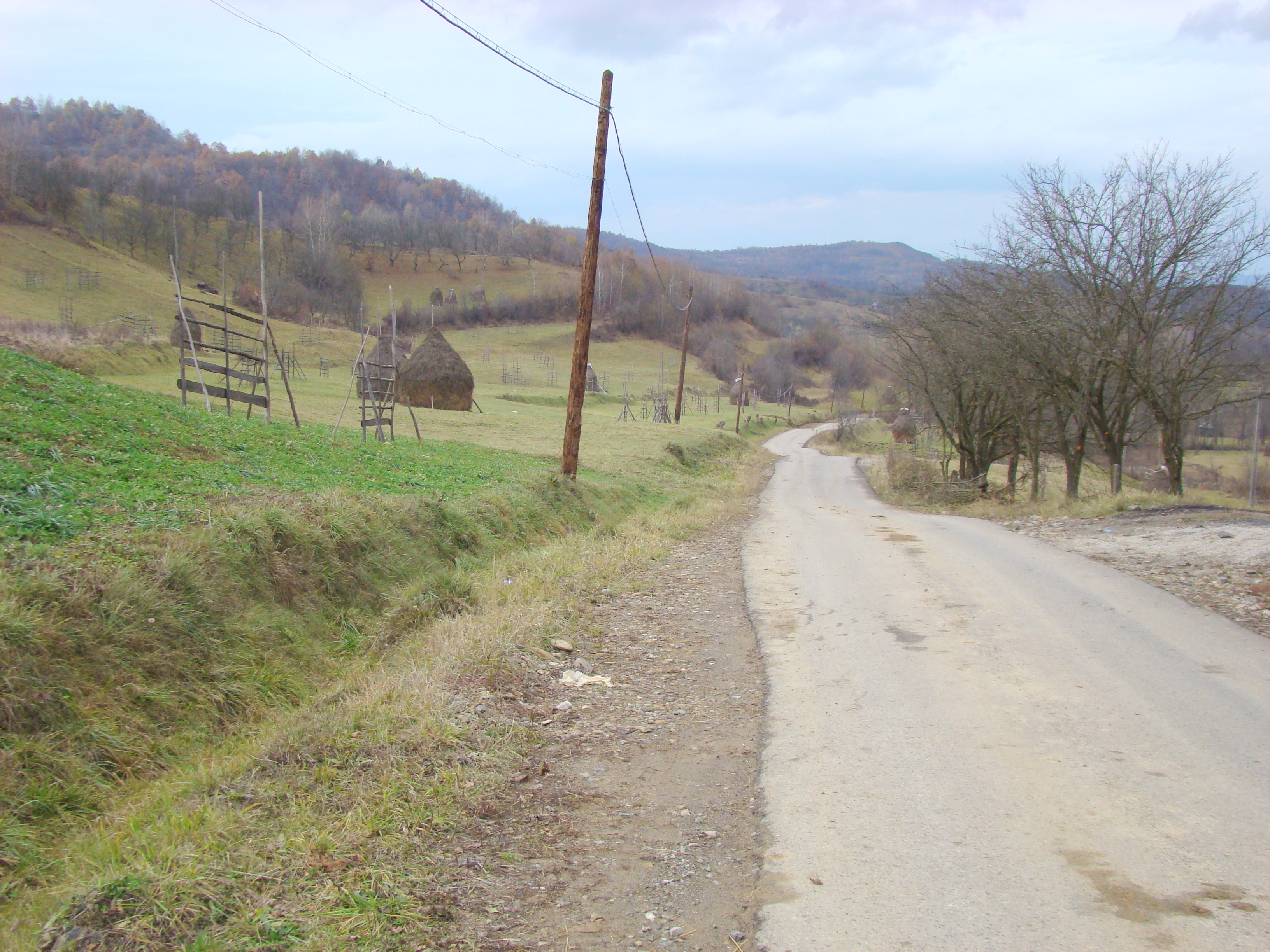
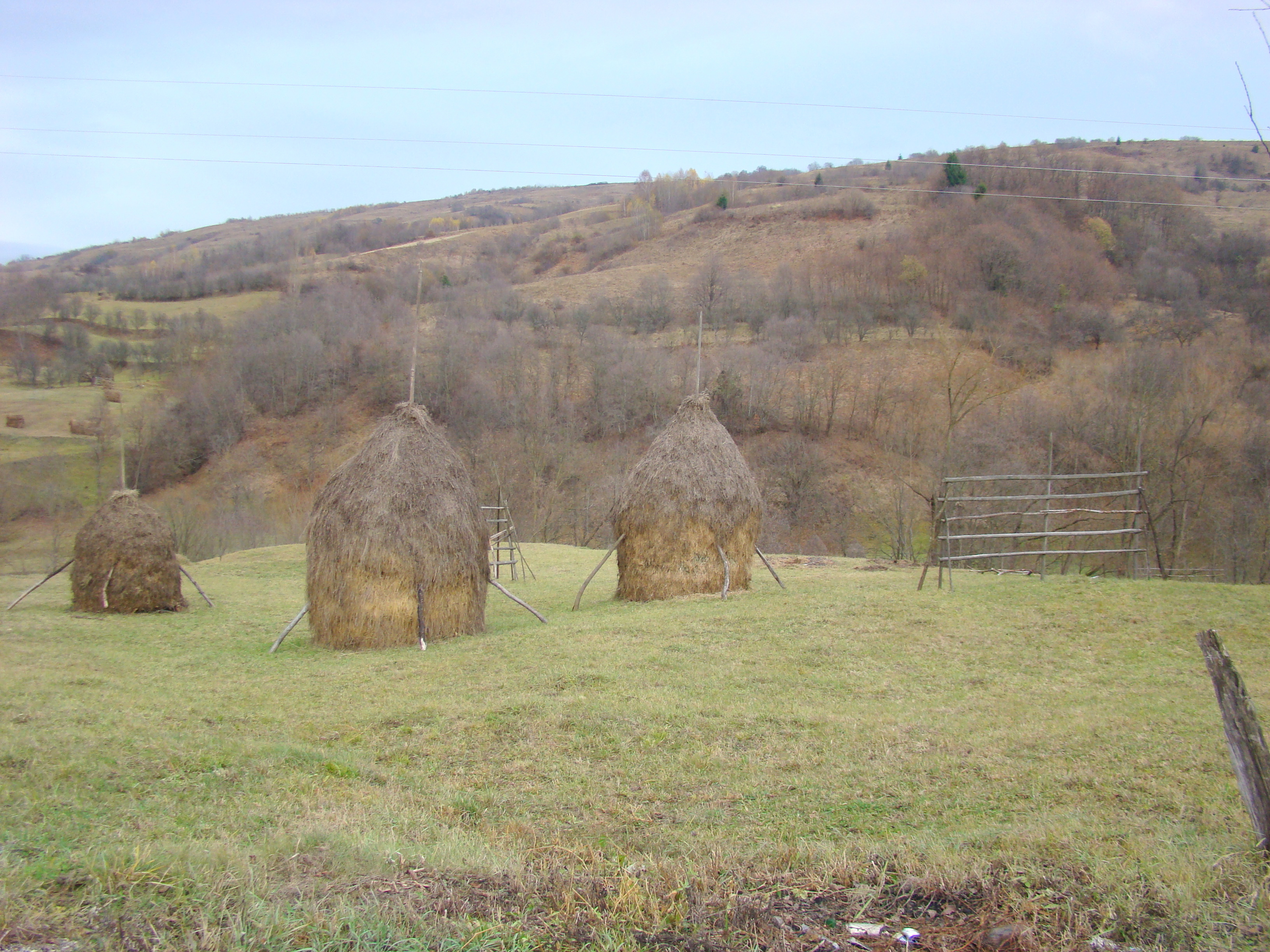
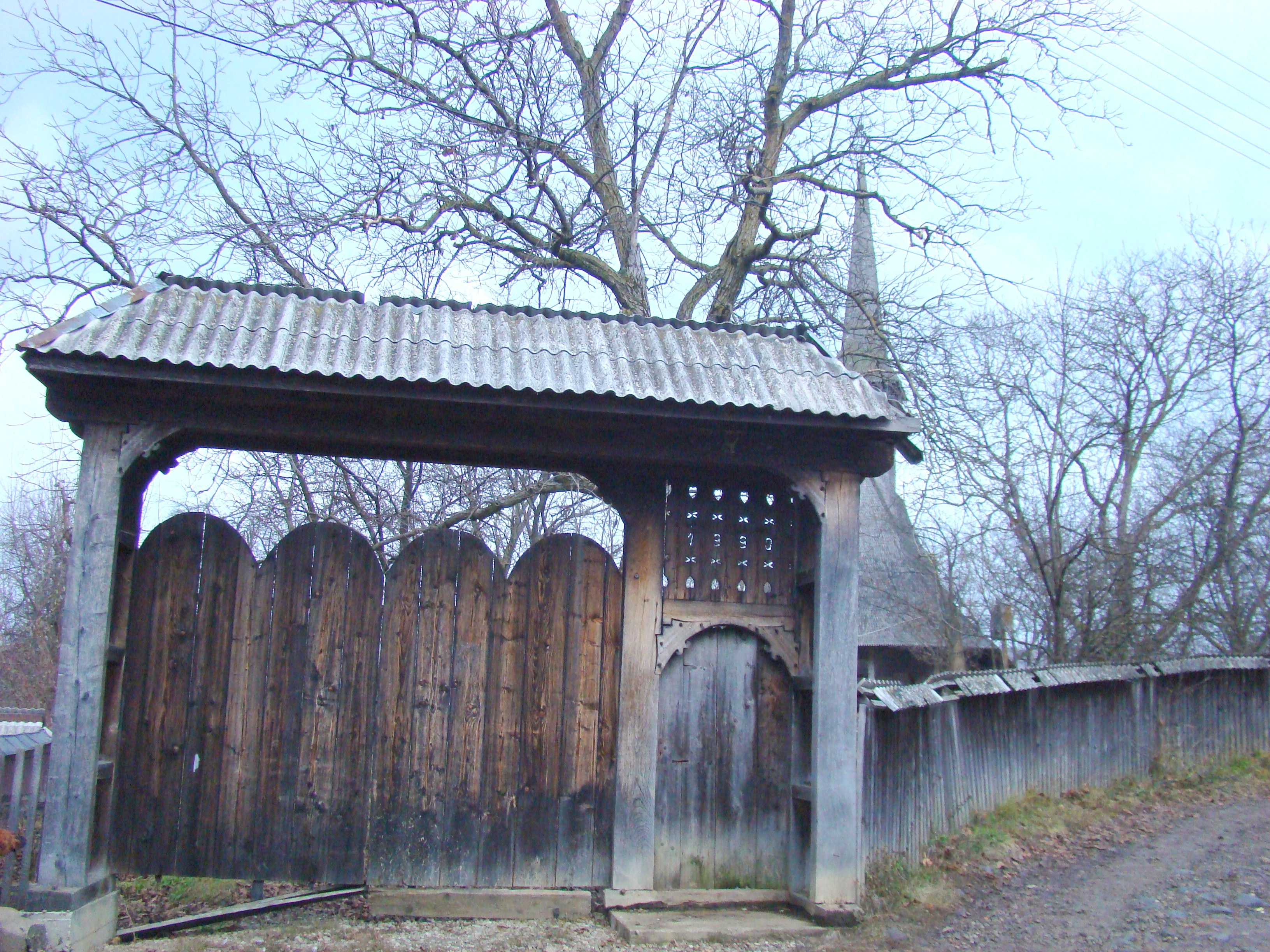
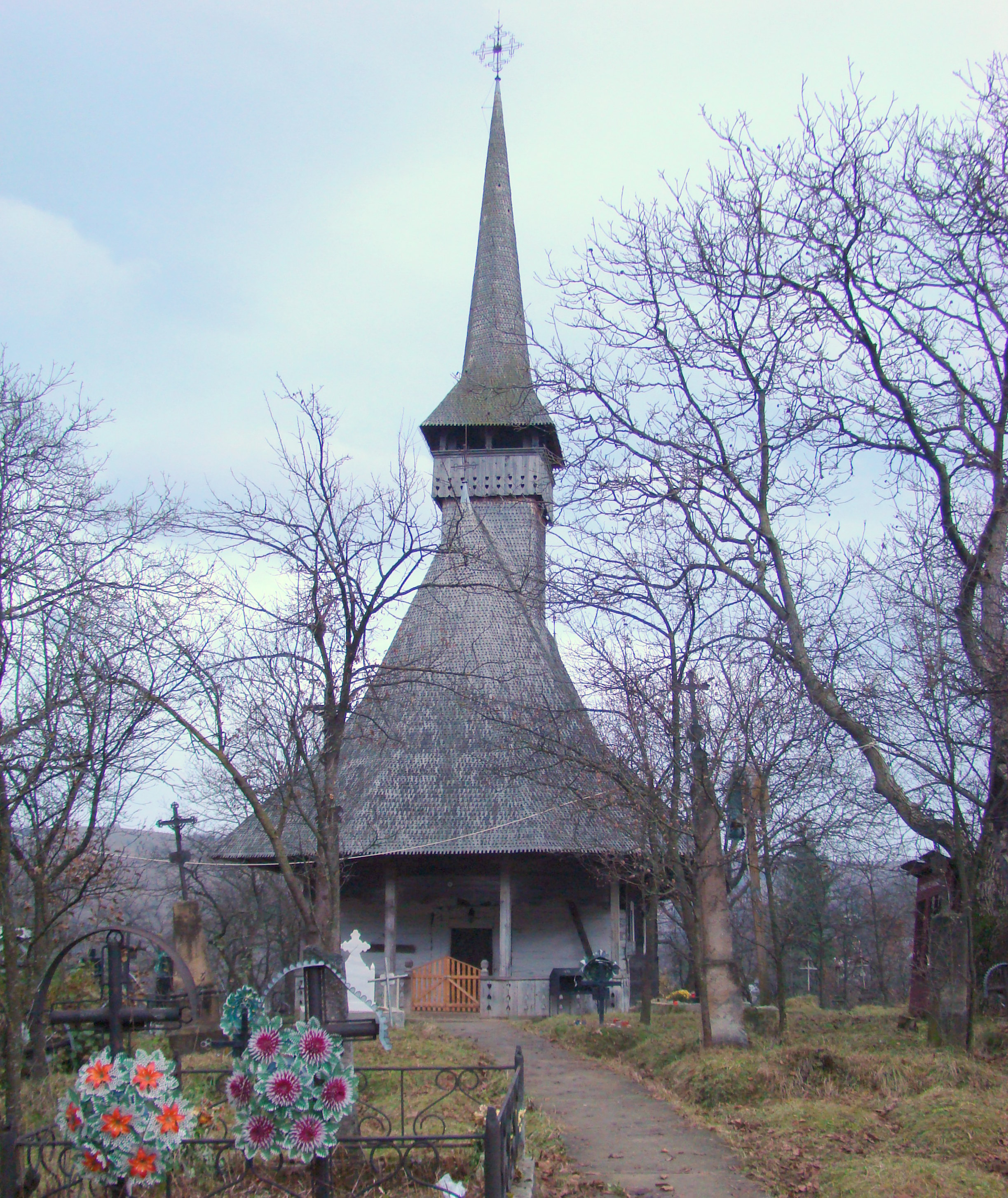
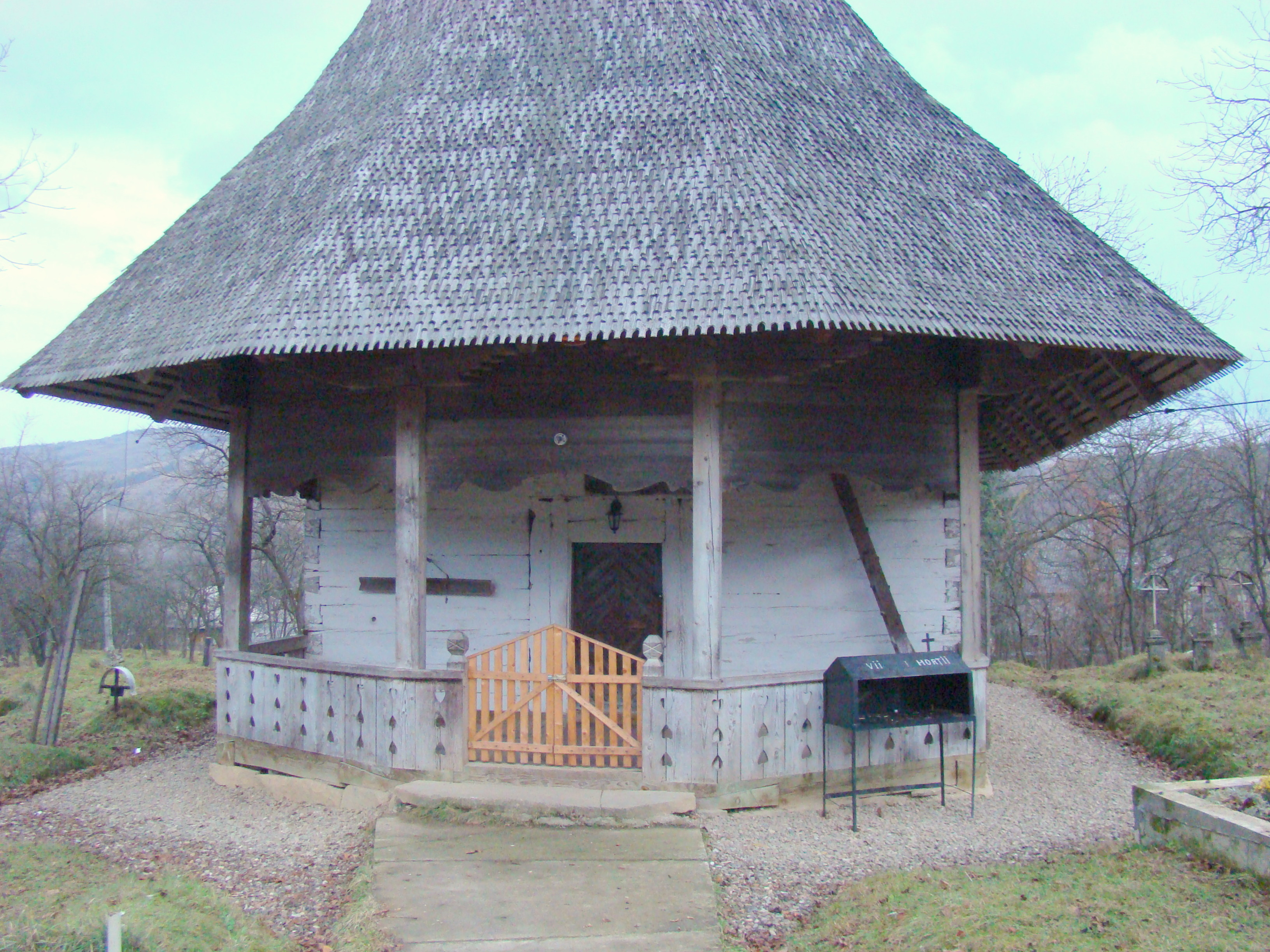
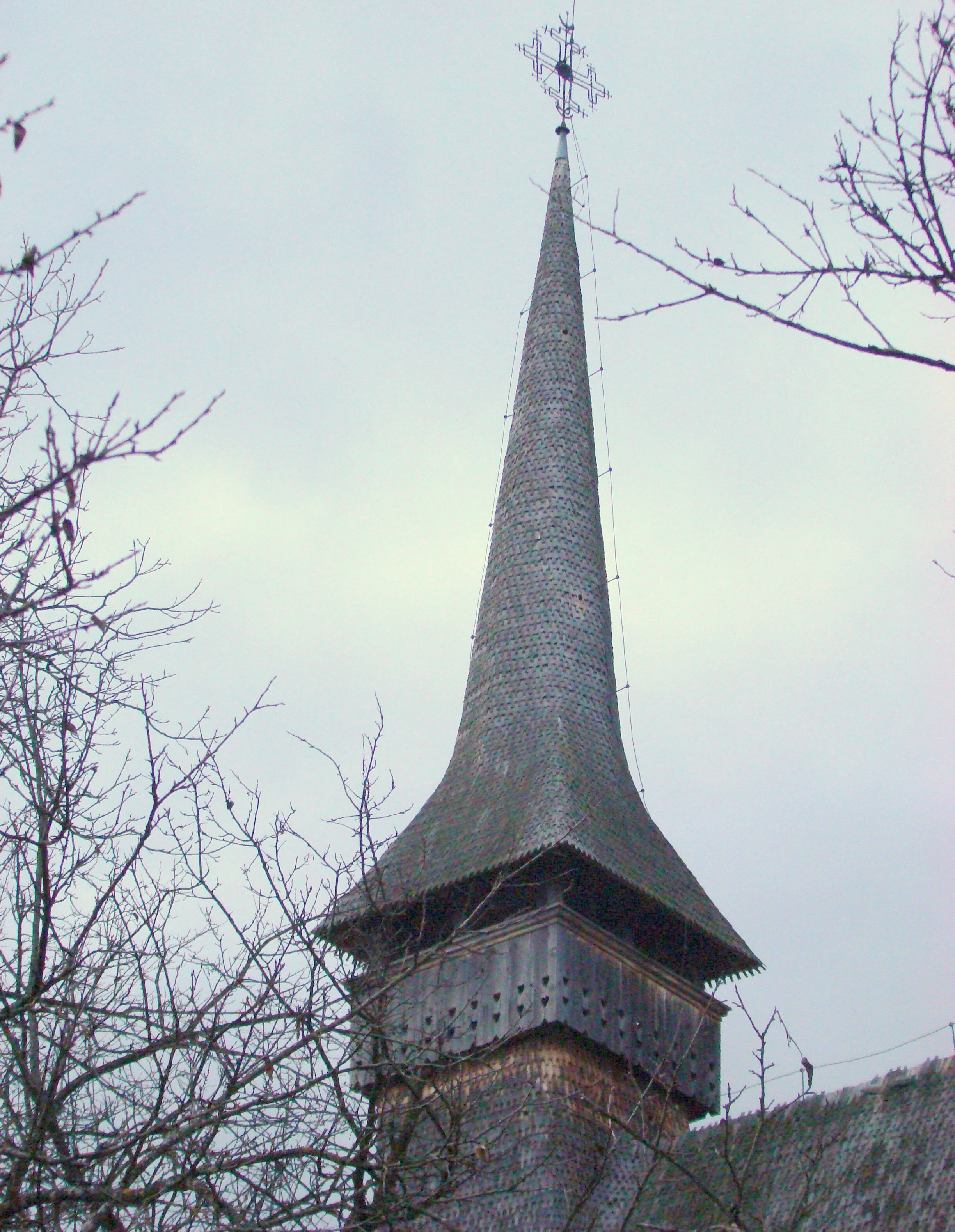
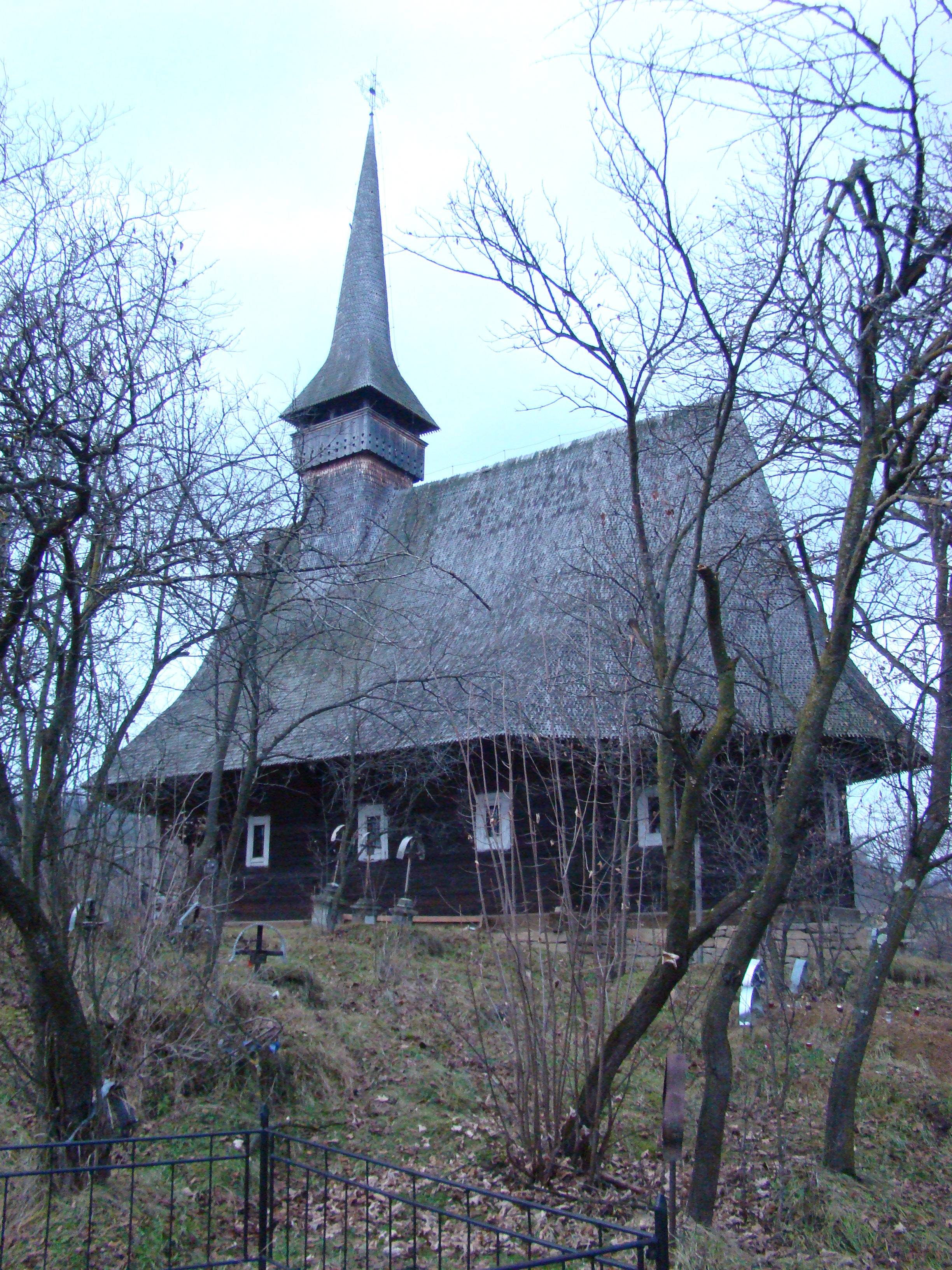
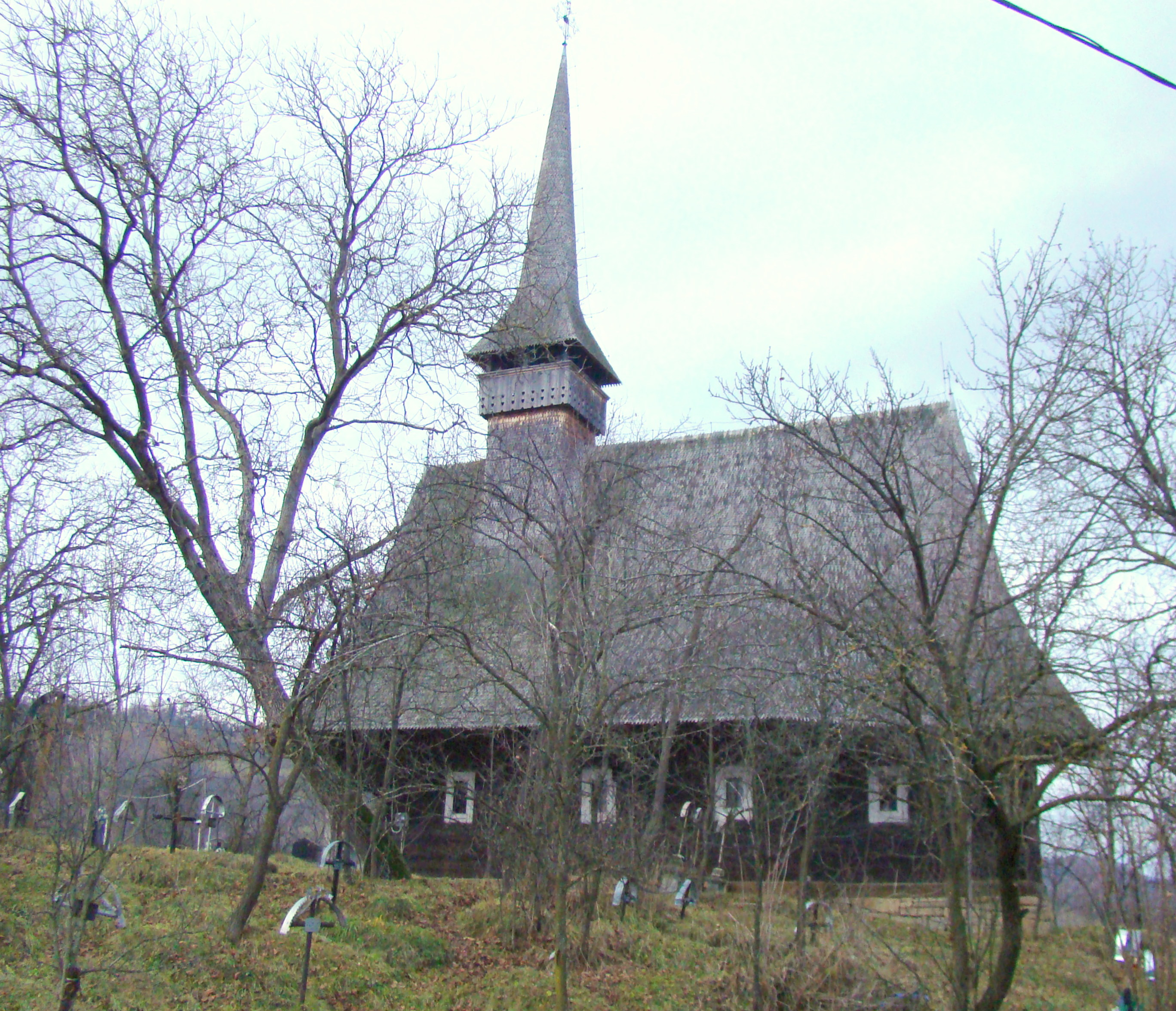
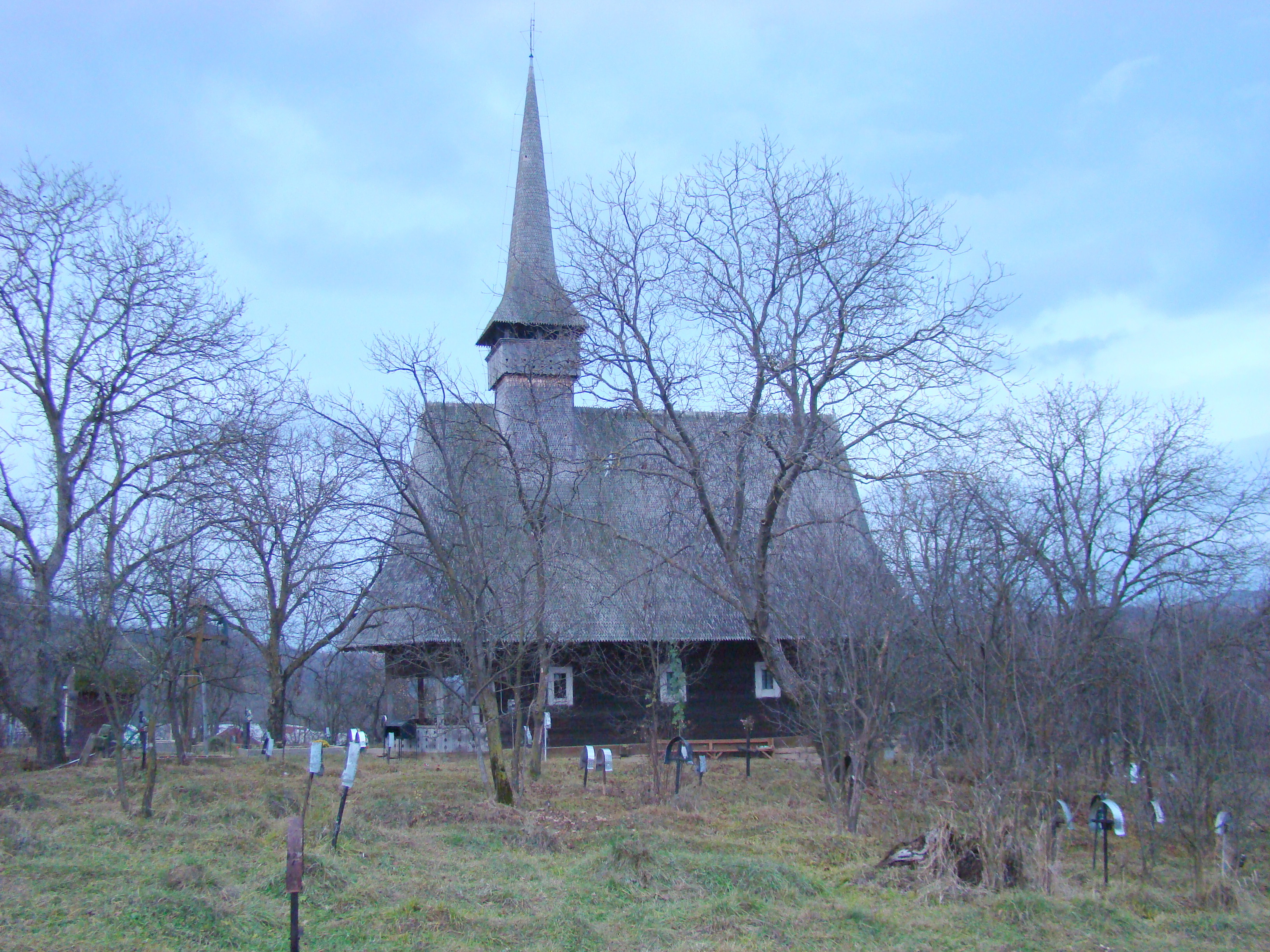
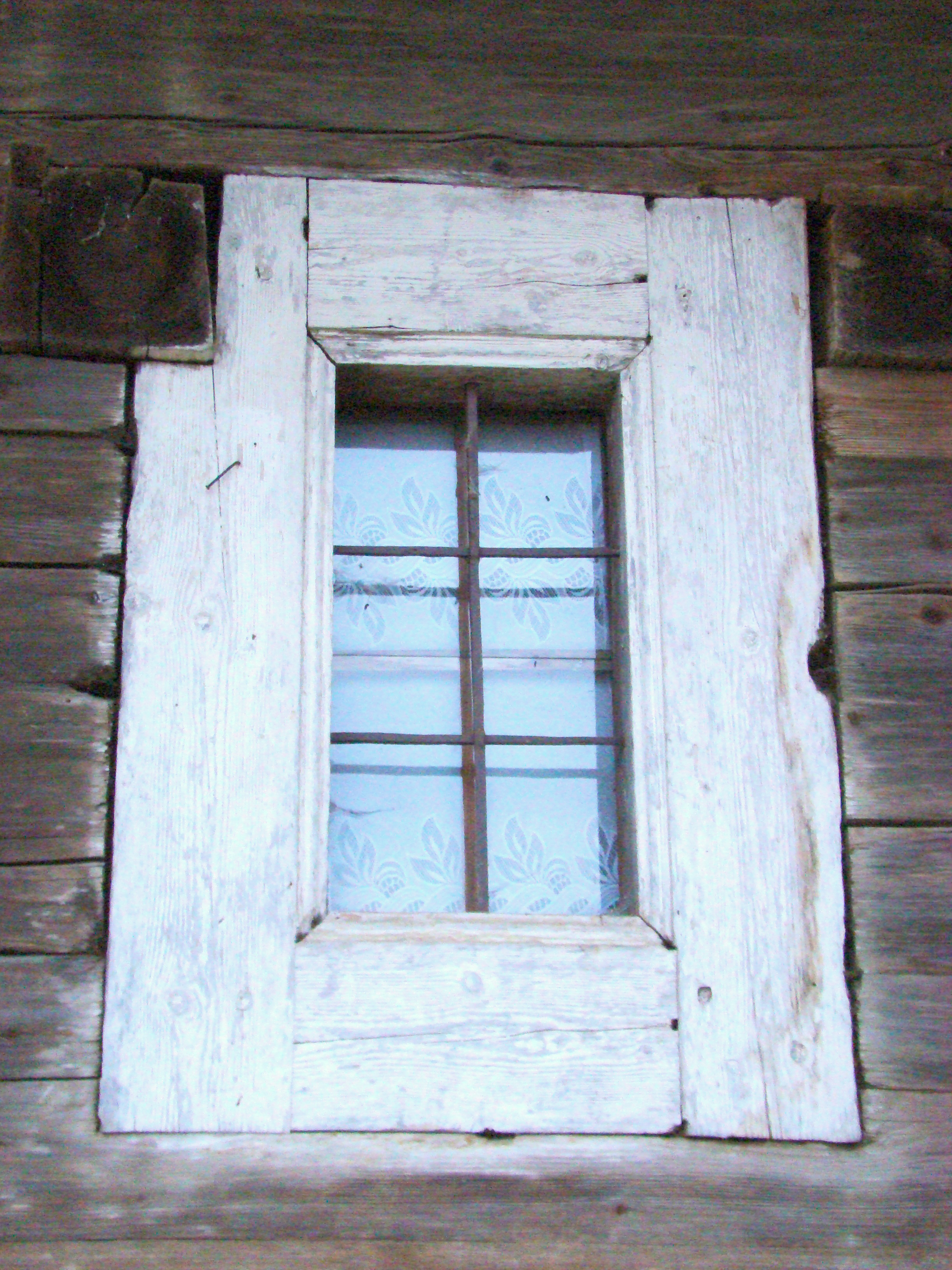
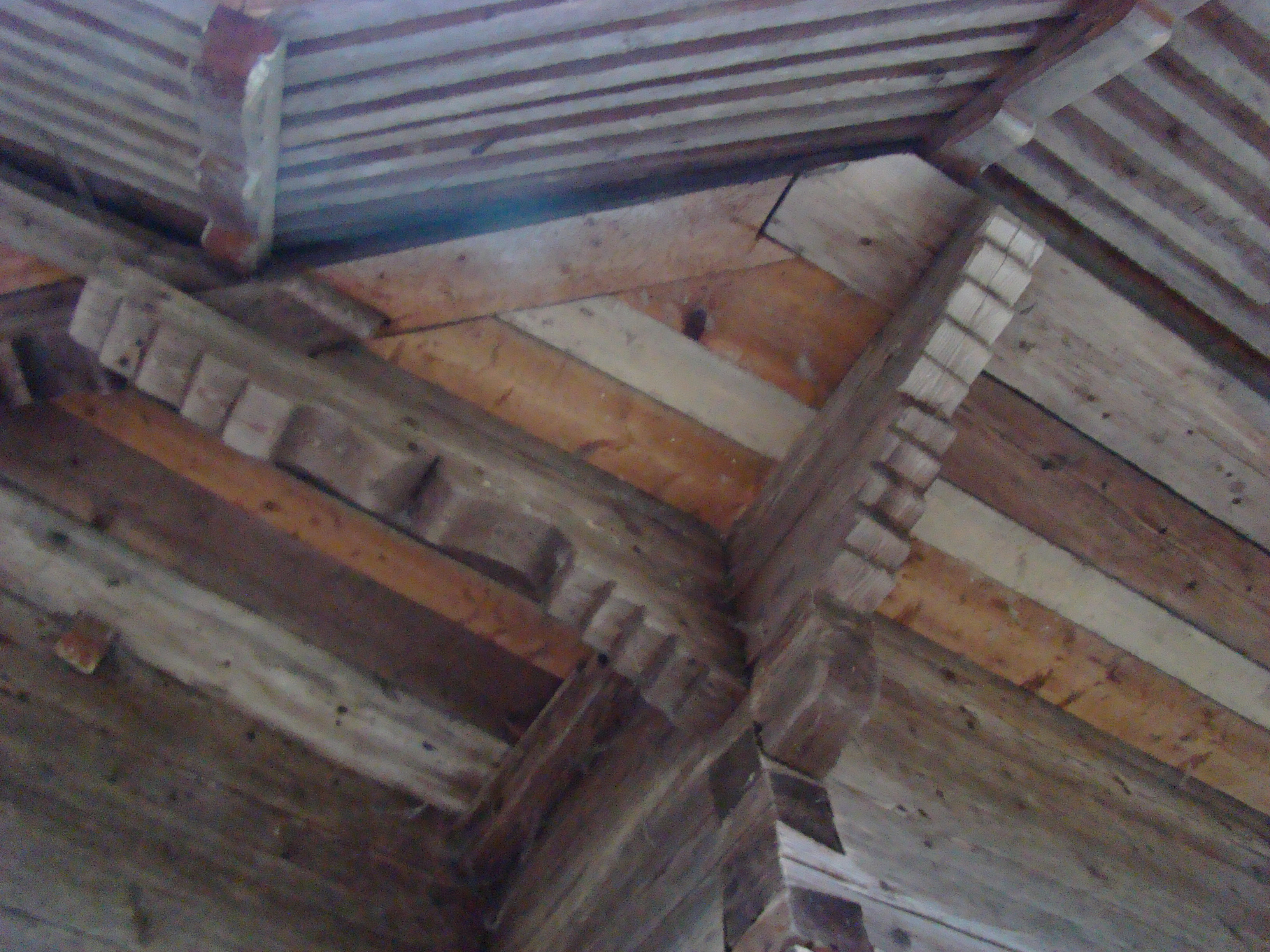
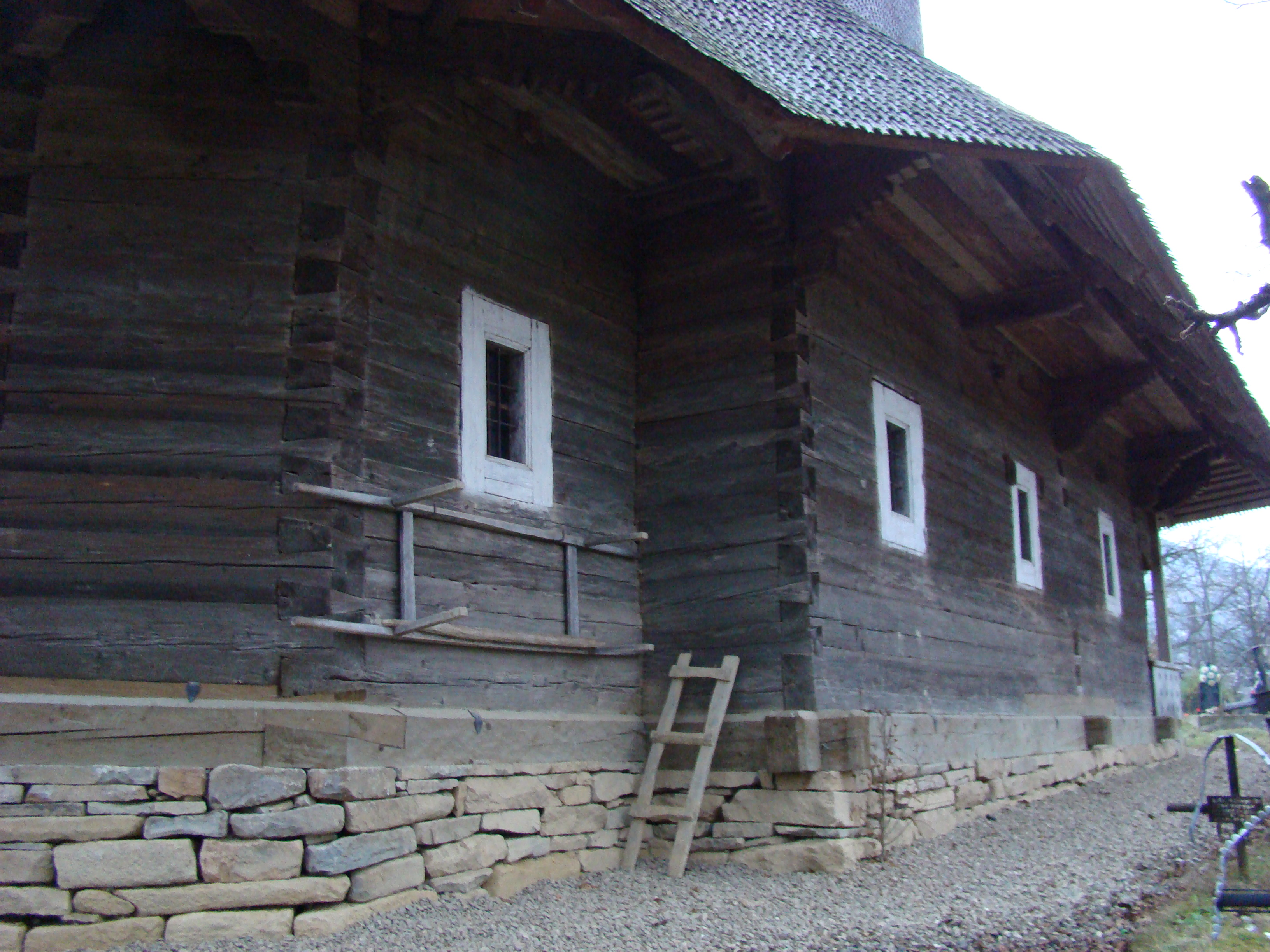
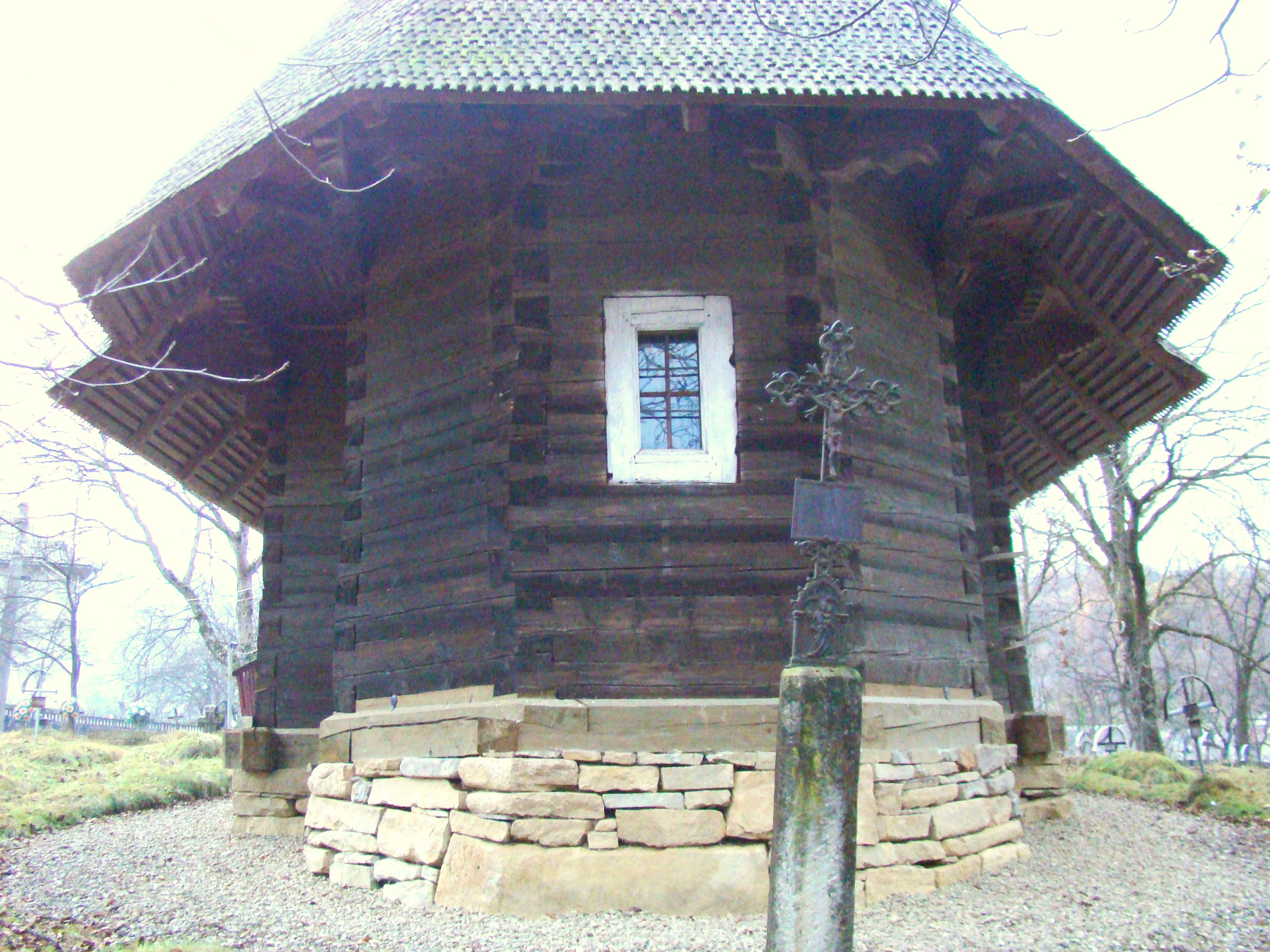
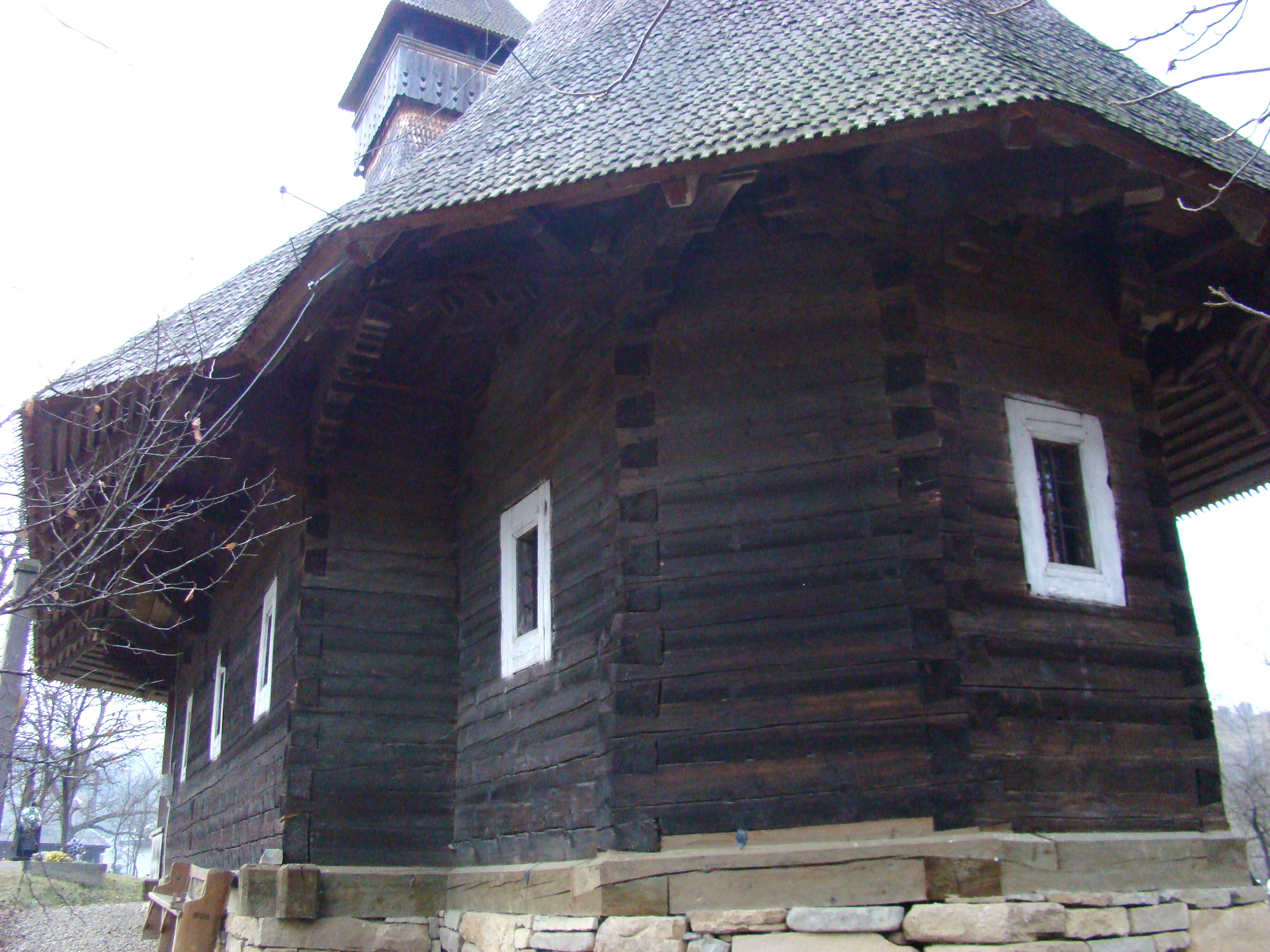
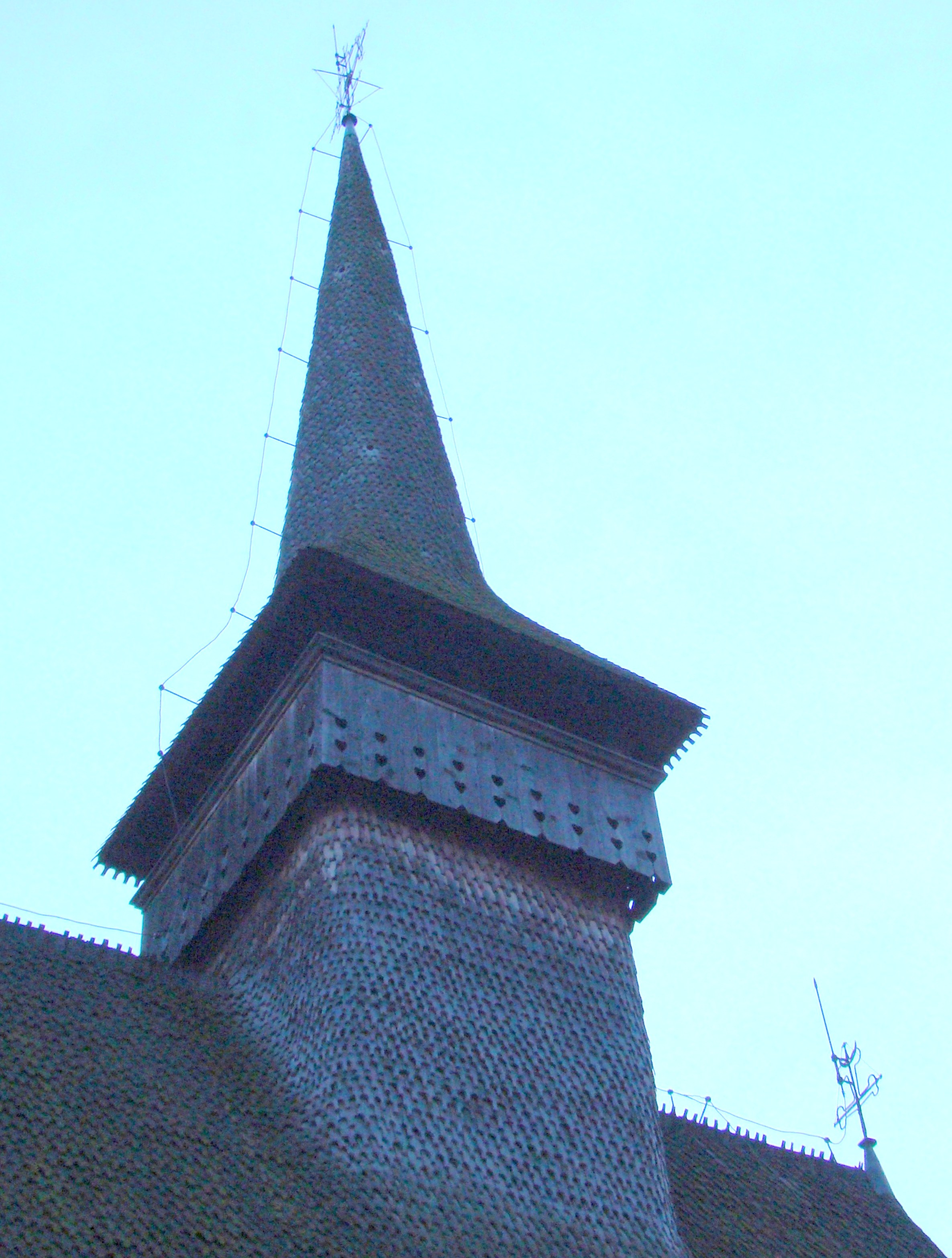
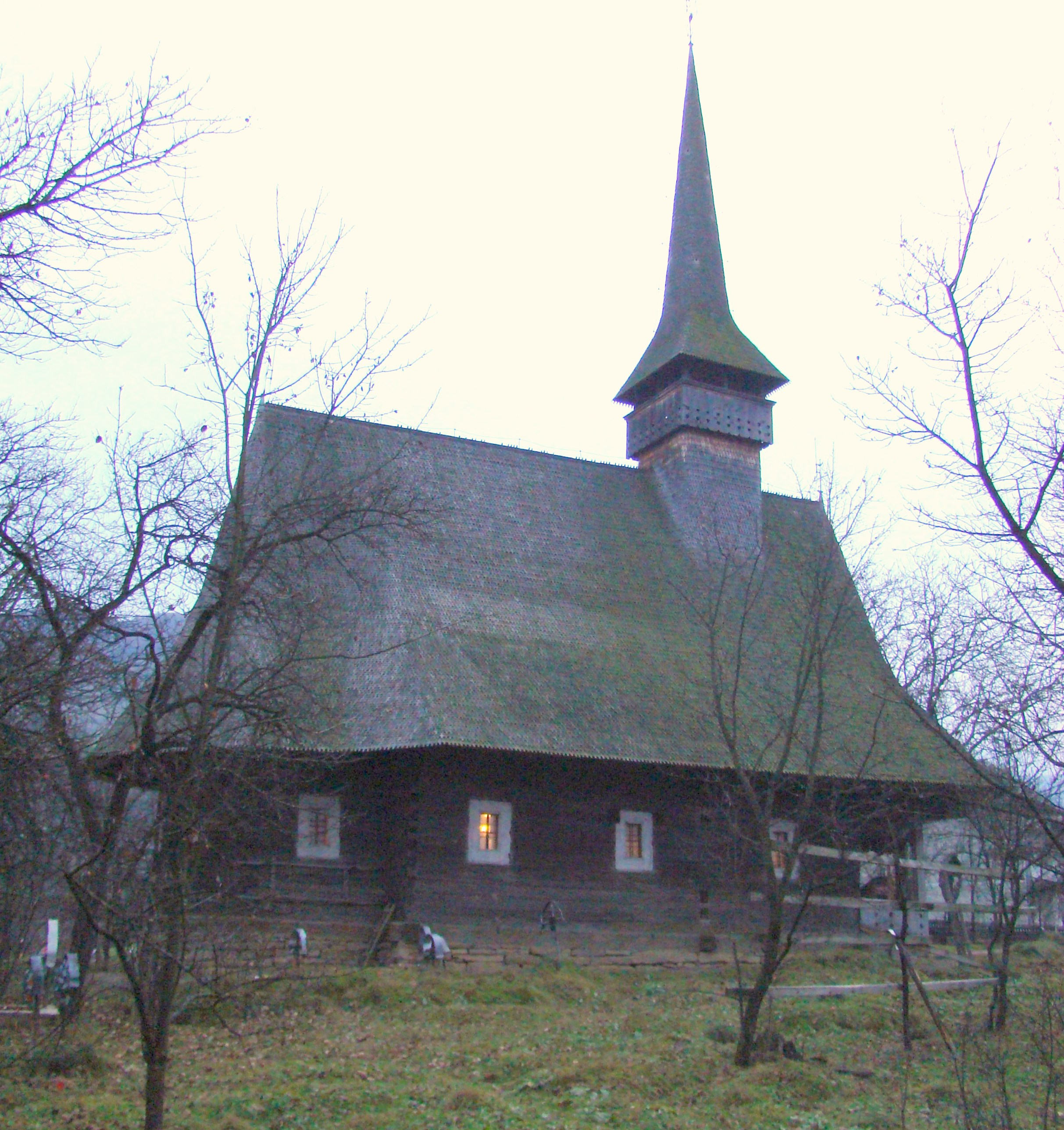
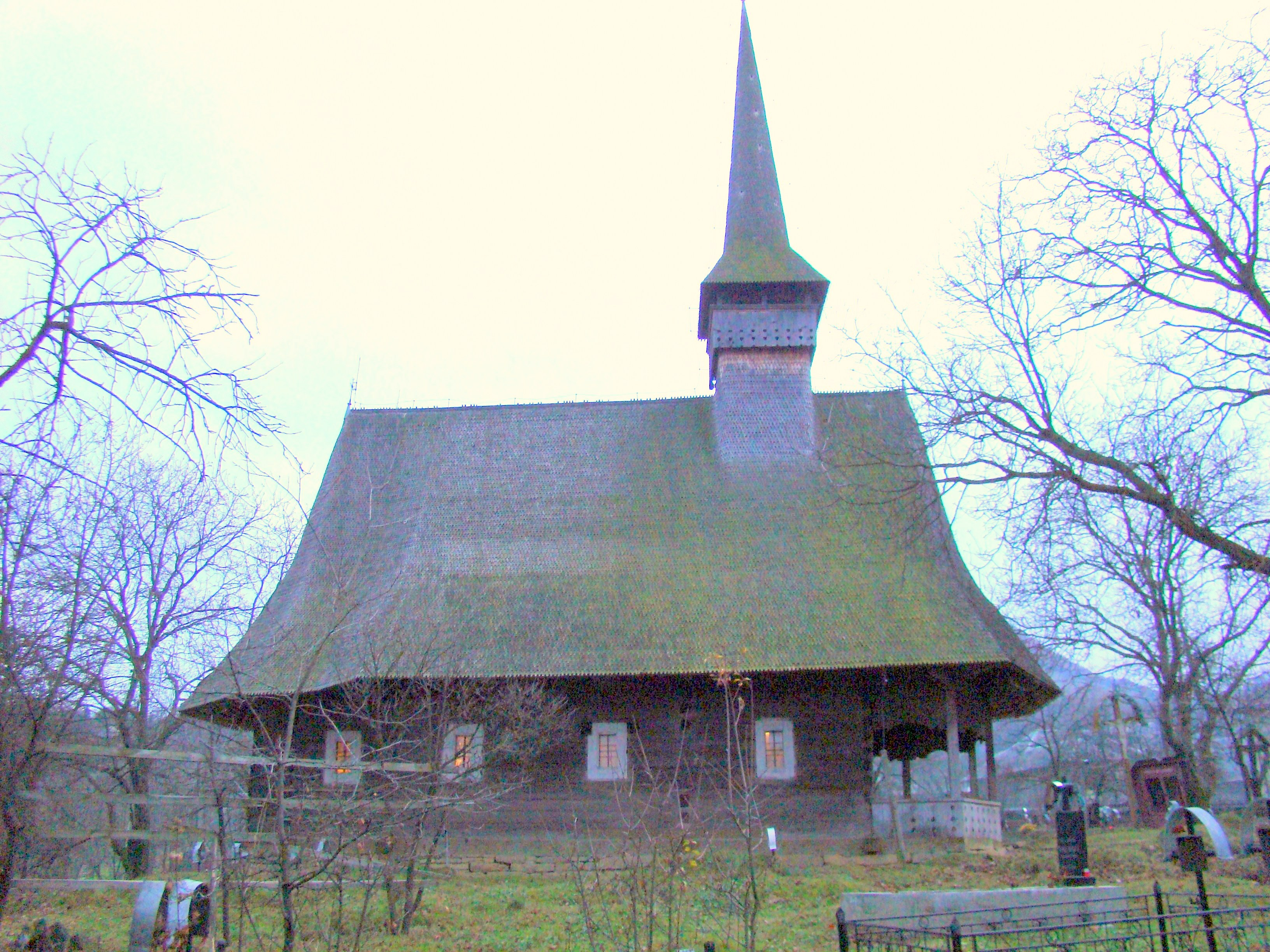
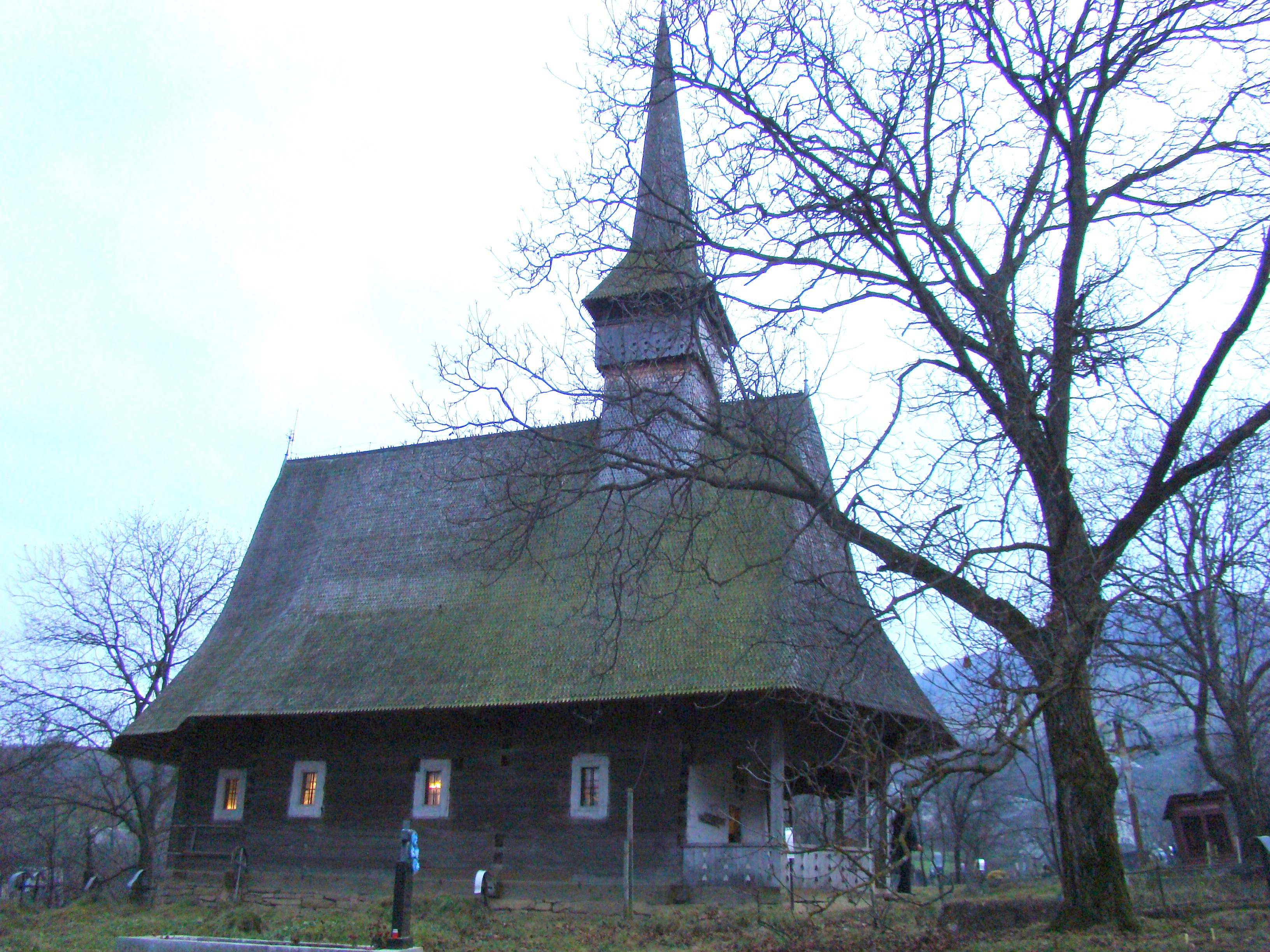
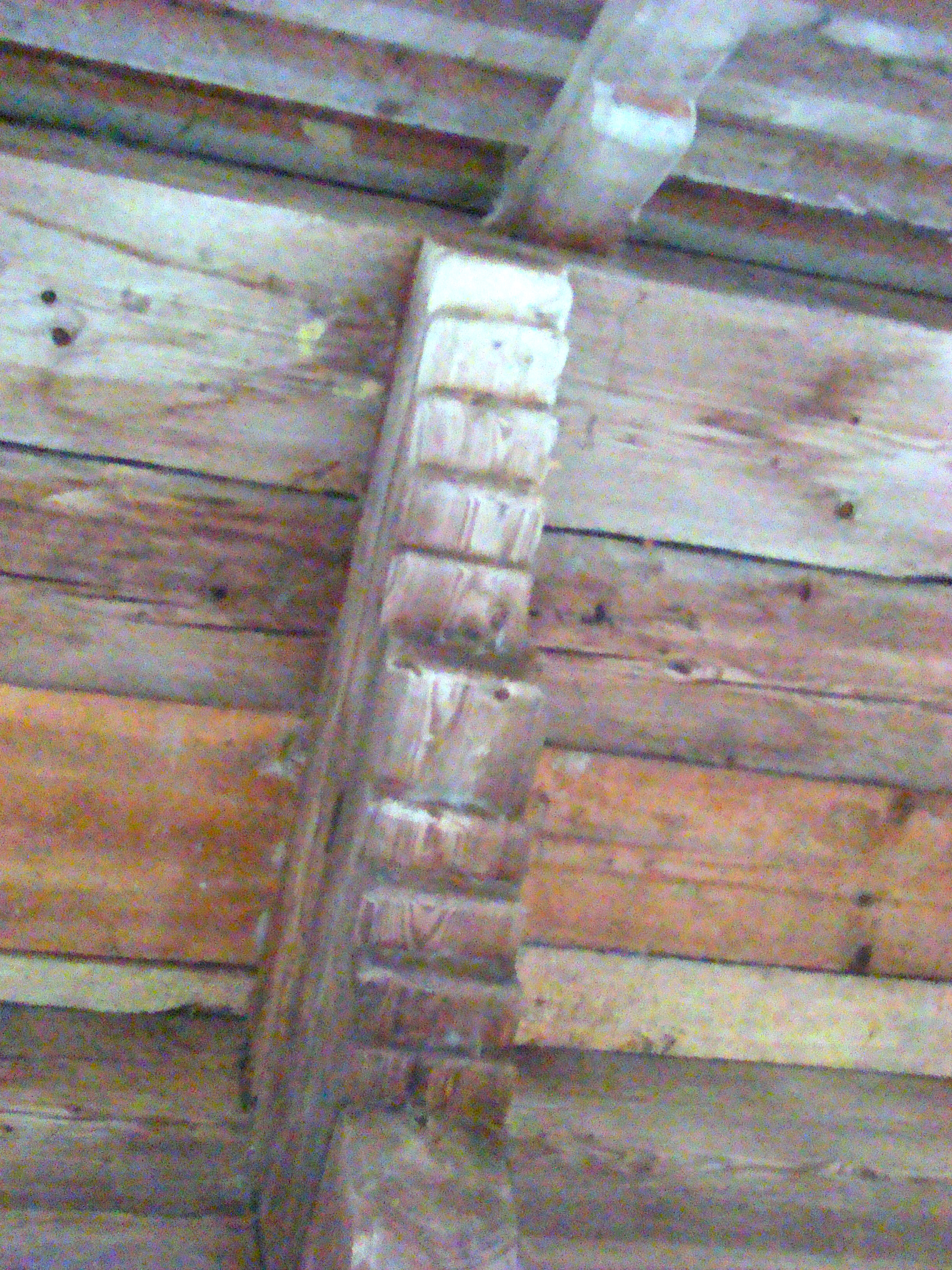